# Плей-офф Кубка Стэнли 2018
Плей-офф Кубка Стэнли 2018 стартовал 11 апреля 2018 года среди 16 команд лиги (по 8 от каждой конференции) и состоит из четырёх раундов.
Первым клубом обеспечившим себе участие в плей-офф стал обладатель Президентского кубка 2018 и прошлогодний финалист «Нэшвилл Предаторз». Дебютант лиги, клуб «Вегас Голден Найтс» оформил своё участие в матчах Кубка Стэнли в первом же сезоне, что стало 12-м подобным случаем в истории НХЛ.
Финальная серия, в которой встретились «Вегас Голден Найтс» и «Вашингтон Кэпиталз», стартовала 28 мая и завершилась победой «Кэпиталз» в пяти матчах. Победную шайба была на счету Александра Шведко, которая стала последней в его игровой карьере, после полученной травмы он завершил карьеру профессионального игрока.

## Формат плей-офф
Всего в плей-офф участвуют 16 команд, по 8 от каждой конференции. Команды, занявшие первые три места в каждом из дивизионов, автоматически проходят в плей-офф. Оставшиеся четыре команды, по две из каждой конференции, добираются по очкам, получая уайлд-кард. В первом раунде победители дивизионов играют с обладателями уайлд-кард, а команды, занявшие в своих дивизионах вторые и третьи места, играют между собой. В первых двух раундах преимущество домашнего льда имеет команда, занявшая более высокое место в регулярном чемпионате. На стадии финалов конференций и финала Кубка Стэнли преимущество льда у команды, набравшей большее количество очков (или лучшей по дополнительным показателям при равенстве очков). Во втором раунде не проводится процедура перепосева команд. Каждая серия состоит максимум из семи игр и ведётся до четырёх побед, в формате Д-Д-Г-Г-Д-Г-Д.

## Посев команд в плей-офф

### Восточная конференция

#### Столичный дивизион
1. «Вашингтон Кэпиталз»[4] — чемпион Столичного дивизиона[5] — 105 очков;
2. «Питтсбург Пингвинз»[6] — 2-е место в Столичном дивизионе — 100 очков;
3. «Филадельфия Флайерз»[7] — 3-е место в Столичном дивизионе — 98 очков.

#### Атлантический дивизион
1. «Тампа-Бэй Лайтнинг»[8] — чемпион Атлантического дивизиона, победитель Восточной конференции[9] — 113 очков;
2. «Бостон Брюинз»[10] — 2-е место в Атлантическом дивизионе — 112 очков;
3. «Торонто Мейпл Лифс»[11] — 3-е место в Атлантическом дивизионе — 105 очков.

#### Уайлд-кард
1. «Коламбус Блю Джекетс»[12] — 4-е место в Столичном дивизионе — 97 очков (6 очков в очных встречах с «Девилз»);
2. «Нью-Джерси Девилз»[12] — 5-е место в Столичном дивизионе — 97 очков (2 очка в очных встречах с «Блю Джекетс»).

### Западная конференция

#### Центральный дивизион
1. «Нэшвилл Предаторз»[1] — чемпион Центрального дивизиона, победитель Западной Конференции, обладатель Президентского Кубка[13] — 117 очков;
2. «Виннипег Джетс»[14] — 2-е место в Центральном дивизионе — 114 очков;
3. «Миннесота Уайлд»[15] — 3-е место в Центральном дивизионе — 101 очко.

#### Тихоокеанский дивизион
1. «Вегас Голден Найтс»[2] — чемпион Тихоокеанского дивизиона[16] — 109 очков;
2. «Анахайм Дакс»[17] — 2-е место в Тихоокеанском дивизионе — 101 очко;
3. «Сан-Хосе Шаркс»[18] — 3-е место в Тихоокеанском дивизионе — 100 очков.

#### Уайлд-кард
1. «Лос-Анджелес Кингз»[17] — 4-е место в Тихоокеанском дивизионе — 98 очков;
2. «Колорадо Эвеланш»[7] — 4-е место в Центральном дивизионе — 95 очков.

## Сетка плей-офф
|  | Первый раунд          | Первый раунд | Первый раунд | Первый раунд | Первый раунд | Первый раунд | Первый раунд | Первый раунд | Первый раунд | Первый раунд |           |           | Второй раунд | Второй раунд | Второй раунд | Второй раунд | Второй раунд | Второй раунд | Второй раунд | Второй раунд | Второй раунд | Второй раунд |    |           | Финалы конференций | Финалы конференций | Финалы конференций | Финалы конференций | Финалы конференций | Финалы конференций | Финалы конференций | Финалы конференций | Финалы конференций | Финалы конференций |    |           | Финал Кубка Стэнли | Финал Кубка Стэнли | Финал Кубка Стэнли | Финал Кубка Стэнли | Финал Кубка Стэнли | Финал Кубка Стэнли | Финал Кубка Стэнли | Финал Кубка Стэнли | Финал Кубка Стэнли | Финал Кубка Стэнли |
|  |                       |              |              |              |              |              |              |              |              |              |           |           |              |              |              |              |              |              |              |              |              |              |    |           |                    |                    |                    |                    |                    |                    |                    |                    |                    |                    |    |           |                    |                    |                    |                    |                    |                    |                    |                    |                    |                    |
|  | А1                    | Тампа-Бэй    | Тампа-Бэй    | Тампа-Бэй    | Тампа-Бэй    | Тампа-Бэй    | Тампа-Бэй    | Тампа-Бэй    | Тампа-Бэй    | 4            |           |           |              |              |              |              |              |              |              |              |              |              |    |           |                    |                    |                    |                    |                    |                    |                    |                    |                    |                    |    |           |                    |                    |                    |                    |                    |                    |                    |                    |                    |                    |
|  | А1                    | Тампа-Бэй    | Тампа-Бэй    | Тампа-Бэй    | Тампа-Бэй    | Тампа-Бэй    | Тампа-Бэй    | Тампа-Бэй    | Тампа-Бэй    | 4            |           |           |              |              |              |              |              |              |              |              |              |              |    |           |                    |                    |                    |                    |                    |                    |                    |                    |                    |                    |    |           |                    |                    |                    |                    |                    |                    |                    |                    |                    |                    |
|  | УК                    | Нью-Джерси   | Нью-Джерси   | Нью-Джерси   | Нью-Джерси   | Нью-Джерси   | Нью-Джерси   | Нью-Джерси   | Нью-Джерси   | 1            |           |           |              |              |              |              |              |              |              |              |              |              |    |           |                    |                    |                    |                    |                    |                    |                    |                    |                    |                    |    |           |                    |                    |                    |                    |                    |                    |                    |                    |                    |                    |
|  | УК                    | Нью-Джерси   | Нью-Джерси   | Нью-Джерси   | Нью-Джерси   | Нью-Джерси   | Нью-Джерси   | Нью-Джерси   | Нью-Джерси   | 1            | А1        | Тампа-Бэй | Тампа-Бэй    | Тампа-Бэй    | Тампа-Бэй    | Тампа-Бэй    | Тампа-Бэй    | Тампа-Бэй    | Тампа-Бэй    | 4            |              |              |    |           |                    |                    |                    |                    |                    |                    |                    |                    |                    |                    |    |           |                    |                    |                    |                    |                    |                    |                    |                    |                    |                    |
|  |                       |              |              |              |              |              |              |              |              |              | А1        | Тампа-Бэй | Тампа-Бэй    | Тампа-Бэй    | Тампа-Бэй    | Тампа-Бэй    | Тампа-Бэй    | Тампа-Бэй    | Тампа-Бэй    | 4            |              |              |    |           |                    |                    |                    |                    |                    |                    |                    |                    |                    |                    |    |           |                    |                    |                    |                    |                    |                    |                    |                    |                    |                    |
|  |                       |              | А2           | Бостон       | Бостон       | Бостон       | Бостон       | Бостон       | Бостон       | Бостон       | Бостон    | 1         |              |              |              |              |              |              |              |              |              |              |    |           |                    |                    |                    |                    |                    |                    |                    |                    |                    |                    |    |           |                    |                    |                    |                    |                    |                    |                    |                    |                    |                    |
|  | А2                    | Бостон       | Бостон       | Бостон       | Бостон       | Бостон       | Бостон       | Бостон       | Бостон       | Бостон       | Бостон    | 1         | 4            |              |              |              |              |              |              |              |              |              |    |           |                    |                    |                    |                    |                    |                    |                    |                    |                    |                    |    |           |                    |                    |                    |                    |                    |                    |                    |                    |                    |                    |
|  | А2                    | Бостон       | Бостон       | Бостон       | Бостон       | Бостон       | Бостон       | Бостон       | Бостон       |              |           |           | 4            |              |              |              |              |              |              |              |              |              |    |           |                    |                    |                    |                    |                    |                    |                    |                    |                    |                    |    |           |                    |                    |                    |                    |                    |                    |                    |                    |                    |                    |
|  | А3                    | Торонто      | Торонто      | Торонто      | Торонто      | Торонто      | Торонто      | Торонто      | Торонто      | 3            |           |           |              |              |              |              |              |              |              |              |              |              |    |           |                    |                    |                    |                    |                    |                    |                    |                    |                    |                    |    |           |                    |                    |                    |                    |                    |                    |                    |                    |                    |                    |
|  | А3                    | Торонто      | Торонто      | Торонто      | Торонто      | Торонто      | Торонто      | Торонто      | Торонто      | 3            |           |           |              |              |              |              |              |              |              |              |              |              | А1 | Тампа-Бэй | Тампа-Бэй          | Тампа-Бэй          | Тампа-Бэй          | Тампа-Бэй          | Тампа-Бэй          | Тампа-Бэй          | Тампа-Бэй          | 3                  |                    |                    |    |           |                    |                    |                    |                    |                    |                    |                    |                    |                    |                    |
|  | Восточная конференция |              |              |              |              |              |              |              |              |              |           |           |              |              |              |              |              |              |              |              |              |              | А1 | Тампа-Бэй | Тампа-Бэй          | Тампа-Бэй          | Тампа-Бэй          | Тампа-Бэй          | Тампа-Бэй          | Тампа-Бэй          | Тампа-Бэй          | 3                  |                    |                    |    |           |                    |                    |                    |                    |                    |                    |                    |                    |                    |                    |
|  |                       |              | С1           | Вашингтон    | Вашингтон    | Вашингтон    | Вашингтон    | Вашингтон    | Вашингтон    | Вашингтон    | Вашингтон | 4         |              |              |              |              |              |              |              |              |              |              |    |           |                    |                    |                    |                    |                    |                    |                    |                    |                    |                    |    |           |                    |                    |                    |                    |                    |                    |                    |                    |                    |                    |
|  | С1                    | Вашингтон    | Вашингтон    | Вашингтон    | Вашингтон    | Вашингтон    | Вашингтон    | Вашингтон    | Вашингтон    | Вашингтон    | Вашингтон | 4         | 4            |              |              |              |              |              |              |              |              |              |    |           |                    |                    |                    |                    |                    |                    |                    |                    |                    |                    |    |           |                    |                    |                    |                    |                    |                    |                    |                    |                    |                    |
|  | С1                    | Вашингтон    | Вашингтон    | Вашингтон    | Вашингтон    | Вашингтон    | Вашингтон    | Вашингтон    | Вашингтон    |              |           |           | 4            |              |              |              |              |              |              |              |              |              |    |           |                    |                    |                    |                    |                    |                    |                    |                    |                    |                    |    |           |                    |                    |                    |                    |                    |                    |                    |                    |                    |                    |
|  | УК                    | Коламбус     | Коламбус     | Коламбус     | Коламбус     | Коламбус     | Коламбус     | Коламбус     | Коламбус     | 2            |           |           |              |              |              |              |              |              |              |              |              |              |    |           |                    |                    |                    |                    |                    |                    |                    |                    |                    |                    |    |           |                    |                    |                    |                    |                    |                    |                    |                    |                    |                    |
|  | УК                    | Коламбус     | Коламбус     | Коламбус     | Коламбус     | Коламбус     | Коламбус     | Коламбус     | Коламбус     | 2            | С1        | Вашингтон | Вашингтон    | Вашингтон    | Вашингтон    | Вашингтон    | Вашингтон    | Вашингтон    | Вашингтон    | 4            |              |              |    |           |                    |                    |                    |                    |                    |                    |                    |                    |                    |                    |    |           |                    |                    |                    |                    |                    |                    |                    |                    |                    |                    |
|  |                       |              |              |              |              |              |              |              |              |              | С1        | Вашингтон | Вашингтон    | Вашингтон    | Вашингтон    | Вашингтон    | Вашингтон    | Вашингтон    | Вашингтон    | 4            |              |              |    |           |                    |                    |                    |                    |                    |                    |                    |                    |                    |                    |    |           |                    |                    |                    |                    |                    |                    |                    |                    |                    |                    |
|  |                       |              | C2           | Питтсбург    | Питтсбург    | Питтсбург    | Питтсбург    | Питтсбург    | Питтсбург    | Питтсбург    | Питтсбург | 2         |              |              |              |              |              |              |              |              |              |              |    |           |                    |                    |                    |                    |                    |                    |                    |                    |                    |                    |    |           |                    |                    |                    |                    |                    |                    |                    |                    |                    |                    |
|  | С2                    | Питтсбург    | Питтсбург    | Питтсбург    | Питтсбург    | Питтсбург    | Питтсбург    | Питтсбург    | Питтсбург    | Питтсбург    | Питтсбург | 2         | 4            |              |              |              |              |              |              |              |              |              |    |           |                    |                    |                    |                    |                    |                    |                    |                    |                    |                    |    |           |                    |                    |                    |                    |                    |                    |                    |                    |                    |                    |
|  | С2                    | Питтсбург    | Питтсбург    | Питтсбург    | Питтсбург    | Питтсбург    | Питтсбург    | Питтсбург    | Питтсбург    |              |           |           | 4            |              |              |              |              |              |              |              |              |              |    |           |                    |                    |                    |                    |                    |                    |                    |                    |                    |                    |    |           |                    |                    |                    |                    |                    |                    |                    |                    |                    |                    |
|  | С3                    | Филадельфия  | Филадельфия  | Филадельфия  | Филадельфия  | Филадельфия  | Филадельфия  | Филадельфия  | Филадельфия  | 2            |           |           |              |              |              |              |              |              |              |              |              |              |    |           |                    |                    |                    |                    |                    |                    |                    |                    |                    |                    |    |           |                    |                    |                    |                    |                    |                    |                    |                    |                    |                    |
|  | С3                    | Филадельфия  | Филадельфия  | Филадельфия  | Филадельфия  | Филадельфия  | Филадельфия  | Филадельфия  | Филадельфия  | 2            |           |           |              |              |              |              |              |              |              |              |              |              |    |           |                    |                    |                    |                    |                    |                    |                    |                    |                    |                    | С1 | Вашингтон | Вашингтон          | Вашингтон          | Вашингтон          | Вашингтон          | Вашингтон          | Вашингтон          | Вашингтон          | 4                  |                    |                    |
|  |                       |              |              |              |              |              |              |              |              |              |           |           |              |              |              |              |              |              |              |              |              |              |    |           |                    |                    |                    |                    |                    |                    |                    |                    |                    |                    | С1 | Вашингтон | Вашингтон          | Вашингтон          | Вашингтон          | Вашингтон          | Вашингтон          | Вашингтон          | Вашингтон          | 4                  |                    |                    |
|  |                       |              | Т1           | Вегас        | Вегас        | Вегас        | Вегас        | Вегас        | Вегас        | Вегас        | Вегас     | 1         |              |              |              |              |              |              |              |              |              |              |    |           |                    |                    |                    |                    |                    |                    |                    |                    |                    |                    |    |           |                    |                    |                    |                    |                    |                    |                    |                    |                    |                    |
|  | Ц1                    | Нэшвилл      | Нэшвилл      | Нэшвилл      | Нэшвилл      | Нэшвилл      | Нэшвилл      | Нэшвилл      | Нэшвилл      | Вегас        | Вегас     | 1         | 4            |              |              |              |              |              |              |              |              |              |    |           |                    |                    |                    |                    |                    |                    |                    |                    |                    |                    |    |           |                    |                    |                    |                    |                    |                    |                    |                    |                    |                    |
|  | Ц1                    | Нэшвилл      | Нэшвилл      | Нэшвилл      | Нэшвилл      | Нэшвилл      | Нэшвилл      | Нэшвилл      | Нэшвилл      |              |           |           | 4            |              |              |              |              |              |              |              |              |              |    |           |                    |                    |                    |                    |                    |                    |                    |                    |                    |                    |    |           |                    |                    |                    |                    |                    |                    |                    |                    |                    |                    |
|  | УК                    | Колорадо     | Колорадо     | Колорадо     | Колорадо     | Колорадо     | Колорадо     | Колорадо     | Колорадо     | 2            |           |           |              |              |              |              |              |              |              |              |              |              |    |           |                    |                    |                    |                    |                    |                    |                    |                    |                    |                    |    |           |                    |                    |                    |                    |                    |                    |                    |                    |                    |                    |
|  | УК                    | Колорадо     | Колорадо     | Колорадо     | Колорадо     | Колорадо     | Колорадо     | Колорадо     | Колорадо     | 2            | Ц1        | Нэшвилл   | Нэшвилл      | Нэшвилл      | Нэшвилл      | Нэшвилл      | Нэшвилл      | Нэшвилл      | Нэшвилл      | 3            |              |              |    |           |                    |                    |                    |                    |                    |                    |                    |                    |                    |                    |    |           |                    |                    |                    |                    |                    |                    |                    |                    |                    |                    |
|  |                       |              |              |              |              |              |              |              |              |              | Ц1        | Нэшвилл   | Нэшвилл      | Нэшвилл      | Нэшвилл      | Нэшвилл      | Нэшвилл      | Нэшвилл      | Нэшвилл      | 3            |              |              |    |           |                    |                    |                    |                    |                    |                    |                    |                    |                    |                    |    |           |                    |                    |                    |                    |                    |                    |                    |                    |                    |                    |
|  |                       |              | Ц2           | Виннипег     | Виннипег     | Виннипег     | Виннипег     | Виннипег     | Виннипег     | Виннипег     | Виннипег  | 4         |              |              |              |              |              |              |              |              |              |              |    |           |                    |                    |                    |                    |                    |                    |                    |                    |                    |                    |    |           |                    |                    |                    |                    |                    |                    |                    |                    |                    |                    |
|  | Ц2                    | Виннипег     | Виннипег     | Виннипег     | Виннипег     | Виннипег     | Виннипег     | Виннипег     | Виннипег     | Виннипег     | Виннипег  | 4         | 4            |              |              |              |              |              |              |              |              |              |    |           |                    |                    |                    |                    |                    |                    |                    |                    |                    |                    |    |           |                    |                    |                    |                    |                    |                    |                    |                    |                    |                    |
|  | Ц2                    | Виннипег     | Виннипег     | Виннипег     | Виннипег     | Виннипег     | Виннипег     | Виннипег     | Виннипег     |              |           |           | 4            |              |              |              |              |              |              |              |              |              |    |           |                    |                    |                    |                    |                    |                    |                    |                    |                    |                    |    |           |                    |                    |                    |                    |                    |                    |                    |                    |                    |                    |
|  | Ц3                    | Миннесота    | Миннесота    | Миннесота    | Миннесота    | Миннесота    | Миннесота    | Миннесота    | Миннесота    | 1            |           |           |              |              |              |              |              |              |              |              |              |              |    |           |                    |                    |                    |                    |                    |                    |                    |                    |                    |                    |    |           |                    |                    |                    |                    |                    |                    |                    |                    |                    |                    |
|  | Ц3                    | Миннесота    | Миннесота    | Миннесота    | Миннесота    | Миннесота    | Миннесота    | Миннесота    | Миннесота    | 1            |           |           |              |              |              |              |              |              |              |              |              |              | Ц2 | Виннипег  | Виннипег           | Виннипег           | Виннипег           | Виннипег           | Виннипег           | Виннипег           | Виннипег           | 1                  |                    |                    |    |           |                    |                    |                    |                    |                    |                    |                    |                    |                    |                    |
|  | Западная конференция  |              |              |              |              |              |              |              |              |              |           |           |              |              |              |              |              |              |              |              |              |              | Ц2 | Виннипег  | Виннипег           | Виннипег           | Виннипег           | Виннипег           | Виннипег           | Виннипег           | Виннипег           | 1                  |                    |                    |    |           |                    |                    |                    |                    |                    |                    |                    |                    |                    |                    |
|  |                       |              | Т1           | Вегас        | Вегас        | Вегас        | Вегас        | Вегас        | Вегас        | Вегас        | Вегас     | 4         |              |              |              |              |              |              |              |              |              |              |    |           |                    |                    |                    |                    |                    |                    |                    |                    |                    |                    |    |           |                    |                    |                    |                    |                    |                    |                    |                    |                    |                    |
|  | Т1                    | Вегас        | Вегас        | Вегас        | Вегас        | Вегас        | Вегас        | Вегас        | Вегас        | Вегас        | Вегас     | 4         | 4            |              |              |              |              |              |              |              |              |              |    |           |                    |                    |                    |                    |                    |                    |                    |                    |                    |                    |    |           |                    |                    |                    |                    |                    |                    |                    |                    |                    |                    |
|  | Т1                    | Вегас        | Вегас        | Вегас        | Вегас        | Вегас        | Вегас        | Вегас        | Вегас        |              |           |           | 4            |              |              |              |              |              |              |              |              |              |    |           |                    |                    |                    |                    |                    |                    |                    |                    |                    |                    |    |           |                    |                    |                    |                    |                    |                    |                    |                    |                    |                    |
|  | УК                    | Лос-Анджелес | Лос-Анджелес | Лос-Анджелес | Лос-Анджелес | Лос-Анджелес | Лос-Анджелес | Лос-Анджелес | Лос-Анджелес | 0            |           |           |              |              |              |              |              |              |              |              |              |              |    |           |                    |                    |                    |                    |                    |                    |                    |                    |                    |                    |    |           |                    |                    |                    |                    |                    |                    |                    |                    |                    |                    |
|  | УК                    | Лос-Анджелес | Лос-Анджелес | Лос-Анджелес | Лос-Анджелес | Лос-Анджелес | Лос-Анджелес | Лос-Анджелес | Лос-Анджелес | 0            | Т1        | Вегас     | Вегас        | Вегас        | Вегас        | Вегас        | Вегас        | Вегас        | Вегас        | 4            |              |              |    |           |                    |                    |                    |                    |                    |                    |                    |                    |                    |                    |    |           |                    |                    |                    |                    |                    |                    |                    |                    |                    |                    |
|  |                       |              |              |              |              |              |              |              |              |              | Т1        | Вегас     | Вегас        | Вегас        | Вегас        | Вегас        | Вегас        | Вегас        | Вегас        | 4            |              |              |    |           |                    |                    |                    |                    |                    |                    |                    |                    |                    |                    |    |           |                    |                    |                    |                    |                    |                    |                    |                    |                    |                    |
|  |                       |              | Т3           | Сан-Хосе     | Сан-Хосе     | Сан-Хосе     | Сан-Хосе     | Сан-Хосе     | Сан-Хосе     | Сан-Хосе     | Сан-Хосе  | 2         |              |              |              |              |              |              |              |              |              |              |    |           |                    |                    |                    |                    |                    |                    |                    |                    |                    |                    |    |           |                    |                    |                    |                    |                    |                    |                    |                    |                    |                    |
|  | Т2                    | Анахайм      | Анахайм      | Анахайм      | Анахайм      | Анахайм      | Анахайм      | Анахайм      | Анахайм      | Сан-Хосе     | Сан-Хосе  | 2         | 0            |              |              |              |              |              |              |              |              |              |    |           |                    |                    |                    |                    |                    |                    |                    |                    |                    |                    |    |           |                    |                    |                    |                    |                    |                    |                    |                    |                    |                    |
|  | Т2                    | Анахайм      | Анахайм      | Анахайм      | Анахайм      | Анахайм      | Анахайм      | Анахайм      | Анахайм      |              |           |           | 0            |              |              |              |              |              |              |              |              |              |    |           |                    |                    |                    |                    |                    |                    |                    |                    |                    |                    |    |           |                    |                    |                    |                    |                    |                    |                    |                    |                    |                    |
|  | Т3                    | Сан-Хосе     | Сан-Хосе     | Сан-Хосе     | Сан-Хосе     | Сан-Хосе     | Сан-Хосе     | Сан-Хосе     | Сан-Хосе     | 4            |           |           |              |              |              |              |              |              |              |              |              |              |    |           |                    |                    |                    |                    |                    |                    |                    |                    |                    |                    |    |           |                    |                    |                    |                    |                    |                    |                    |                    |                    |                    |

## Первый раунд
Начало матчей указано по Североамериканскому восточному времени (UTC-4).

### Восточная конференция

#### «Тампа-Бэй Лайтнинг» (А1) — «Нью-Джерси Девилз» (УК2)
Третья встреча «Лайтнинг» и «Девилз» в плей-офф. Обе прошлые встречи оставались за «Нью-Джерси», последняя из которых состоялась в четвертьфинале Восточной конференции 2007 и завершилась победой «Нью-Джерси Девилз» в шести матчах. В сезоне 2017/18 «Нью-Джерси» выиграл все три матча у «Тампы».
«Лайтнинг» обыграли «Девилз» в пяти матчах. Самым результативным игроком серии стал нападающий «Тампы» Никита Кучеров, который набрал 10 (5+5) очков.
| 12 апреля 19:00 | Тампа-Бэй Лайтнинг | 5 : 2 (2:0, 1:1, 2:1) | Нью-Джерси Девилз | Амали-арена Зрителей: 19 092 |

| Отчёт | Отчёт                                     | Отчёт                                                                  | Отчёт       | Отчёт                                                                   |
| --- | ----------------------------------------- | ---------------------------------------------------------------------- | ----------- | ----------------------------------------------------------------------- |
| |                                           |                                                                        |             |                                                                         |
| | Андрей Василевский                        | Вратари                                                                | Кит Кинкэйд | Судьи: Горд Дуайер Крис Руни Линейные судьи: Мишель Кормье Брайан Мёрфи |
| | Голы:                                     |                                                                        |             | Судьи: Горд Дуайер Крис Руни Линейные судьи: Мишель Кормье Брайан Мёрфи |
| Ондржей Палат — 15:00 (Т. Джонсон, Б. Пойнт) Тайлер Джонсон — 19:31 (О. Палат, Б. Пойнт) Янни Гурд (бол.) — 21:54 (О. Палат, М. Сергачёв) Алекс Киллорн — 52:14 (Я. Гурд) Никита Кучеров (п.в.) — 58:48 (С. Стэмкос) | 1 : 0 2 : 0 3 : 0 3 : 1 3 : 2 4 : 2 5 : 2 | 33:55 — Тэйлор Холл 49:35 — Трэвис Зэйджек (бол.) (Т. Холл, У. Бутчер) |             | Судьи: Горд Дуайер Крис Руни Линейные судьи: Мишель Кормье Брайан Мёрфи |
| |                                           |                                                                        |             | Судьи: Горд Дуайер Крис Руни Линейные судьи: Мишель Кормье Брайан Мёрфи |
| |                                           |                                                                        |             | Судьи: Горд Дуайер Крис Руни Линейные судьи: Мишель Кормье Брайан Мёрфи |
| |                                           |                                                                        |             | Судьи: Горд Дуайер Крис Руни Линейные судьи: Мишель Кормье Брайан Мёрфи |
| 4 мин | Штраф                                     | 2 мин                                                                  |             | Судьи: Горд Дуайер Крис Руни Линейные судьи: Мишель Кормье Брайан Мёрфи |
| |                                           |                                                                        |             |                                                                         |
| | 32                                        | Броски                                                                 | 31          |                                                                         |

| 14 апреля 15:00 | Тампа-Бэй Лайтнинг | 5 : 3 (1:1, 4:1, 0:1) | Нью-Джерси Девилз | Амали-арена Зрителей: 19 092 |

| Отчёт | Отчёт                                           | Отчёт | Отчёт                                                | Отчёт                                                                |
| --- | ----------------------------------------------- | --- | ---------------------------------------------------- | -------------------------------------------------------------------- |
| |                                                 | |                                                      |                                                                      |
| | Андрей Василевский                              | Вратари                                                                                                   | 00:00-33:12 — Кит Кинкэйд 33:12-60:00 — Кори Шнайдер | Судьи: Брэд Майер Иэн Уолш Линейные судьи: Райан Гиббонс Стив Миллер |
| | Голы:                                           | |                                                      | Судьи: Брэд Майер Иэн Уолш Линейные судьи: Райан Гиббонс Стив Миллер |
| Брэйден Пойнт — 12:15 (О. Палат, Р. Макдона) Алекс Киллорн (бол.) — 23:14 (Н. Кучеров, С. Стэмкос) Тайлер Джонсон — 24:36 (Р. Макдона, Б. Пойнт) Никита Кучеров — 26:01 Алекс Киллорн (бол.) — 33:12 (Джей Ти Миллер, Н. Кучеров) | 1 : 0 1 : 1 2 : 1 3 : 1 4 : 1 5 : 1 5 : 2 5 : 3 | 13:38 — Нико Хишир 39:34 — Сами Ватанен (Э. Грин, К. Шнайдер) 51:57 — Блейк Коулман (Т. Зэйджек, Дж. Мур) |                                                      | Судьи: Брэд Майер Иэн Уолш Линейные судьи: Райан Гиббонс Стив Миллер |
| |                                                 | |                                                      | Судьи: Брэд Майер Иэн Уолш Линейные судьи: Райан Гиббонс Стив Миллер |
| |                                                 | |                                                      | Судьи: Брэд Майер Иэн Уолш Линейные судьи: Райан Гиббонс Стив Миллер |
| |                                                 | |                                                      | Судьи: Брэд Майер Иэн Уолш Линейные судьи: Райан Гиббонс Стив Миллер |
| 10 мин | Штраф                                           | 10 мин |                                                      | Судьи: Брэд Майер Иэн Уолш Линейные судьи: Райан Гиббонс Стив Миллер |
| |                                                 | |                                                      |                                                                      |
| | 35                                              | Броски | 36                                                   |                                                                      |

| 16 апреля 19:30 | Нью-Джерси Девилз | 5 : 2 (0:0, 1:1, 4:1) | Тампа-Бэй Лайтнинг | Пруденшал-центр Зрителей: 16 514 |

| Отчёт | Отчёт                                 | Отчёт | Отчёт              | Отчёт                                                               |
| --- | ------------------------------------- | --- | ------------------ | ------------------------------------------------------------------- |
| |                                       | |                    |                                                                     |
| | Кори Шнайдер                          | Вратари | Андрей Василевский | Судьи: Жан Эбер Дэн О’Рурк Линейные судьи: Джонни Мюррей Трент Норр |
| | Голы:                                 | |                    | Судьи: Жан Эбер Дэн О’Рурк Линейные судьи: Джонни Мюррей Трент Норр |
| Тэйлор Холл — 32:24 Уилл Бутчер (бол.) — 44:03 (Т. Холл, К. Палмьери) Стефан Нейсен — 52:55 (Т. Холл, Э. Грин) Блейк Коулман (мен.) (п.в.) — 59:02 Бен Лавджой (п.в.) — 59:22 | 0 : 1 : 1 1 : 2 : 2 3 : 2 4 : 2 5 : 2 | 20:42 — Алекс Киллорн (бол.) (Н. Кучеров, С. Стэмкос) 40:38 — Стивен Стэмкос (бол.) (Н. Кучеров, А. Киллорн) |                    | Судьи: Жан Эбер Дэн О’Рурк Линейные судьи: Джонни Мюррей Трент Норр |
| |                                       | |                    | Судьи: Жан Эбер Дэн О’Рурк Линейные судьи: Джонни Мюррей Трент Норр |
| |                                       | |                    | Судьи: Жан Эбер Дэн О’Рурк Линейные судьи: Джонни Мюррей Трент Норр |
| |                                       | |                    | Судьи: Жан Эбер Дэн О’Рурк Линейные судьи: Джонни Мюррей Трент Норр |
| 64 мин | Штраф                                 | 68 мин |                    | Судьи: Жан Эбер Дэн О’Рурк Линейные судьи: Джонни Мюррей Трент Норр |
| |                                       | |                    |                                                                     |
| | 41                                    | Броски | 36                 |                                                                     |

| 18 апреля 19:30 | Нью-Джерси Девилз | 1 : 3 (1:2, 0:0, 0:1) | Тампа-Бэй Лайтнинг | Пруденшал-центр Зрителей: 16 514 |

| Отчёт                                             | Отчёт                 | Отчёт | Отчёт              | Отчёт                                                                 |
| ------------------------------------------------- | --------------------- | --- | ------------------ | --------------------------------------------------------------------- |
|                                                   |                       | |                    |                                                                       |
|                                                   | Кори Шнайдер          | Вратари | Андрей Василевский | Судьи: Уэс Макколи Тим Пил Линейные судьи: Дерек Нансен Грег Деворски |
|                                                   | Голы:                 | |                    | Судьи: Уэс Макколи Тим Пил Линейные судьи: Дерек Нансен Грег Деворски |
| Кайл Палмьери (бол.) — 08:23 (У. Бутчер, Т. Холл) | 1 : 0 1 : 1 : 2 1 : 3 | 11:30 — Джей Ти Миллер (бол.) (Н. Кучеров, С. Стэмкос) 15:02 — Никита Кучеров (Б .Коберн, Джей Ти Миллер) 58:52 — Никита Кучеров (п.в.) (Джей Ти Миллер) |                    | Судьи: Уэс Макколи Тим Пил Линейные судьи: Дерек Нансен Грег Деворски |
|                                                   |                       | |                    | Судьи: Уэс Макколи Тим Пил Линейные судьи: Дерек Нансен Грег Деворски |
|                                                   |                       | |                    | Судьи: Уэс Макколи Тим Пил Линейные судьи: Дерек Нансен Грег Деворски |
|                                                   |                       | |                    | Судьи: Уэс Макколи Тим Пил Линейные судьи: Дерек Нансен Грег Деворски |
| 12 мин                                            | Штраф                 | 14 мин |                    | Судьи: Уэс Макколи Тим Пил Линейные судьи: Дерек Нансен Грег Деворски |
|                                                   |                       | |                    |                                                                       |
|                                                   | 28                    | Броски | 37                 |                                                                       |

| 21 апреля 15:00 | Тампа-Бэй Лайтнинг | 3 : 1 (1:0, 0:0, 2:1) | Нью-Джерси Девилз | Амали-арена Зрителей: 19 029 |

| Отчёт | Отчёт                   | Отчёт                                         | Отчёт        | Отчёт                                                                       |
| --- | ----------------------- | --------------------------------------------- | ------------ | --------------------------------------------------------------------------- |
| |                         |                                               |              |                                                                             |
| | Андрей Василевский      | Вратари                                       | Кори Шнайдер | Судьи: Тревор Хэнсон Марк Жоаннетт Линейные судьи: Трент Норр Джонни Мюррей |
| | Голы:                   |                                               |              | Судьи: Тревор Хэнсон Марк Жоаннетт Линейные судьи: Трент Норр Джонни Мюррей |
| Михаил Сергачёв — 08:07 (Э. Сирелли) Никита Кучеров — 52:27 (А. Строльман, С. Стэмкос) Райан Кэллахан (п.в.) — 59:58 (Р. Макдона) | 1 : 0 2 : 0 2 : 1 3 : 1 | 57:00 — Патрик Марун (К. Палмьери, У. Бутчер) |              | Судьи: Тревор Хэнсон Марк Жоаннетт Линейные судьи: Трент Норр Джонни Мюррей |
| |                         |                                               |              | Судьи: Тревор Хэнсон Марк Жоаннетт Линейные судьи: Трент Норр Джонни Мюррей |
| |                         |                                               |              | Судьи: Тревор Хэнсон Марк Жоаннетт Линейные судьи: Трент Норр Джонни Мюррей |
| |                         |                                               |              | Судьи: Тревор Хэнсон Марк Жоаннетт Линейные судьи: Трент Норр Джонни Мюррей |
| 2 мин | Штраф                   | 10 мин                                        |              | Судьи: Тревор Хэнсон Марк Жоаннетт Линейные судьи: Трент Норр Джонни Мюррей |
| |                         |                                               |              |                                                                             |
| | 38                      | Броски                                        | 27           |                                                                             |

#### «Бостон Брюинз» (А2) — «Торонто Мейпл Лифс» (А3)
Пятнадцатая встреча в плей-офф этих двух команд «Оригинальной шестёрки». В предыдущих 14 встречах 8 раз побеждал «Торонто» и 6 раз «Бостон». Последняя встреча в плей-офф состоялась в четвертьфинале Восточной конференции 2013 и завершилась победой «Бостона» в семи матчах. В сезоне 2017/18 «Мейпл Лифс» выиграли у «Брюинз» три матча из четырёх.
«Брюинз» выиграл серию в семи матчах. После четырёх игр «Бостон» лидировал в серии со счетом 3-1, однако «Торонто» смог выиграть следующие два матча и сравнять счёт в серии. В седьмом матче, «Бостон Брюинз» одержали победу со счётом 7:4 и вышли во второй раунд Кубка Стэнли. Самым результативным игроком серии стал нападающий «Бостона» Давид Пастрняк, который набрал 13 (5+8) очков.
| 12 апреля 19:00 | Бостон Брюинз | 5 : 1 (1:0, 2:0, 2:0) | Торонто Мейпл Лифс | ТД-гарден Зрителей: 17 565 |

| Отчёт | Отчёт                               | Отчёт                                    | Отчёт             | Отчёт                                                                    |
| --- | ----------------------------------- | ---------------------------------------- | ----------------- | ------------------------------------------------------------------------ |
| |                                     |                                          |                   |                                                                          |
| | Туукка Раск                         | Вратари                                  | Фредерик Андерсен | Судьи: Кайл Реман Дэн О’Хэллоран Линейные судьи: Дерек Амелл Марк Шевчик |
| | Голы:                               |                                          |                   | Судьи: Кайл Реман Дэн О’Хэллоран Линейные судьи: Дерек Амелл Марк Шевчик |
| Брэд Маршан (бол.) — 05:28 (Т. Круг, Д. Пастрняк) Дэвид Бэкес (бол.) — 35:43 (Д. Крейчи, Ч. Макэвой) Давид Пастрняк — 39:22 (Б. Маршан, П. Бержерон) Шон Курали — 47:41 (Д. Пастрняк, З. Хара) Давид Крейчи (бол.) — 51:29 (Дж. Дебраск, Т. Круг) | 1 : 0 1 : 1 2 : 1 3 : 1 4 : 1 5 : 1 | 16:52 — Зак Хайман (К. Браун, М. Райлли) |                   | Судьи: Кайл Реман Дэн О’Хэллоран Линейные судьи: Дерек Амелл Марк Шевчик |
| |                                     |                                          |                   | Судьи: Кайл Реман Дэн О’Хэллоран Линейные судьи: Дерек Амелл Марк Шевчик |
| |                                     |                                          |                   | Судьи: Кайл Реман Дэн О’Хэллоран Линейные судьи: Дерек Амелл Марк Шевчик |
| |                                     |                                          |                   | Судьи: Кайл Реман Дэн О’Хэллоран Линейные судьи: Дерек Амелл Марк Шевчик |
| 6 мин | Штраф                               | 23 мин                                   |                   | Судьи: Кайл Реман Дэн О’Хэллоран Линейные судьи: Дерек Амелл Марк Шевчик |
| |                                     |                                          |                   |                                                                          |
| | 40                                  | Броски                                   | 27                |                                                                          |

| 14 апреля 20:00 | Бостон Брюинз | 7 : 3 (4:0, 1:2, 2:1) | Торонто Мейпл Лифс | ТД-гарден Зрителей: 17 565 |

| Отчёт | Отчёт                                                       | Отчёт | Отчёт                                                          | Отчёт                                                                       |
| --- | ----------------------------------------------------------- | --- | -------------------------------------------------------------- | --------------------------------------------------------------------------- |
| |                                                             | |                                                                |                                                                             |
| | Туукка Раск                                                 | Вратари | 00:00-12:13 — Фредерик Андерсен 12:13-60:00 — Кёртис Макелинни | Судьи: Тревор Хэнсон Марк Жоаннетт Линейные судьи: Трент Норр Джонни Мюррей |
| | Голы:                                                       | |                                                                | Судьи: Тревор Хэнсон Марк Жоаннетт Линейные судьи: Трент Норр Джонни Мюррей |
| Давид Пастрняк — 05:26 (Т. Круг, П. Бержерон) Джейк Дебраск (бол.) — 09:46 (Т. Круг, П. Бержерон) Кеван Миллер — 12:13 (Д. Пастрняк, Б. Маршан) Рик Нэш (бол.) — 15:00 (Д. Пастрняк, Т. Круг) Давид Крейчи — 23:46 (Д. Пастрняк, Б. Маршан) Давид Пастрняк — 52:34 (П. Бержерон, Б. Маршан) Давид Пастрняк — 58:24 (Б. Маршан, П. Бержерон) | 1 : 0 2 : 0 3 : 0 4 : 0 4 : 1 5 : 1 5 : 2 6 : 2 6 : 3 7 : 3 | 21:22 — Митч Марнер (З. Хайман) 29:02 — Тайлер Бозак (К. Браун, М. Райлли) 54:53 — Джеймс Ван Римсдайк (бол.) (А. Юнссон, М. Марнер) |                                                                | Судьи: Тревор Хэнсон Марк Жоаннетт Линейные судьи: Трент Норр Джонни Мюррей |
| |                                                             | |                                                                | Судьи: Тревор Хэнсон Марк Жоаннетт Линейные судьи: Трент Норр Джонни Мюррей |
| |                                                             | |                                                                | Судьи: Тревор Хэнсон Марк Жоаннетт Линейные судьи: Трент Норр Джонни Мюррей |
| |                                                             | |                                                                | Судьи: Тревор Хэнсон Марк Жоаннетт Линейные судьи: Трент Норр Джонни Мюррей |
| 10 мин | Штраф                                                       | 10 мин |                                                                | Судьи: Тревор Хэнсон Марк Жоаннетт Линейные судьи: Трент Норр Джонни Мюррей |
| |                                                             | |                                                                |                                                                             |
| | 28                                                          | Броски | 33                                                             |                                                                             |

| 16 апреля 19:00 | Торонто Мейпл Лифс | 4 : 2 (1:0, 2:2, 1:0) | Бостон Брюинз | Эйр Канада-центр Зрителей: 19 663 |

| Отчёт | Отчёт                               | Отчёт                                                                                 | Отчёт       | Отчёт                                                                 |
| --- | ----------------------------------- | ------------------------------------------------------------------------------------- | ----------- | --------------------------------------------------------------------- |
| |                                     |                                                                                       |             |                                                                       |
| | Фредерик Андерсен                   | Вратари                                                                               | Туукка Раск | Судьи: Брэд Майер Иэн Уолш Линейные судьи: Мишель Кормье Брайан Мёрфи |
| | Голы:                               |                                                                                       |             | Судьи: Брэд Майер Иэн Уолш Линейные судьи: Мишель Кормье Брайан Мёрфи |
| Джеймс Ван Римсдайк (бол.) — 17:05 (Т. Бозак, М. Райлли) Патрик Марло — 23:49 (М. Марнер, М. Райлли) Остон Мэттьюс — 34:47 (В. Нюландер, З. Хайман) Патрик Марло — 56:25 (М. Марнер, Т. Плеканец) | 1 : 0 1 : 1 2 : 1 2 : 2 3 : 2 4 : 2 | 23:06 — Адам Макуэйд (Т. Шаллер, Ш. Курали) 26:19 — Здено Хара (Ш. Курали, Н. Холден) |             | Судьи: Брэд Майер Иэн Уолш Линейные судьи: Мишель Кормье Брайан Мёрфи |
| |                                     |                                                                                       |             | Судьи: Брэд Майер Иэн Уолш Линейные судьи: Мишель Кормье Брайан Мёрфи |
| |                                     |                                                                                       |             | Судьи: Брэд Майер Иэн Уолш Линейные судьи: Мишель Кормье Брайан Мёрфи |
| |                                     |                                                                                       |             | Судьи: Брэд Майер Иэн Уолш Линейные судьи: Мишель Кормье Брайан Мёрфи |
| 4 мин | Штраф                               | 4 мин                                                                                 |             | Судьи: Брэд Майер Иэн Уолш Линейные судьи: Мишель Кормье Брайан Мёрфи |
| |                                     |                                                                                       |             |                                                                       |
| | 30                                  | Броски                                                                                | 42          |                                                                       |

| 19 апреля 19:00 | Торонто Мейпл Лифс | 1 : 3 (1:1, 0:1, 0:1) | Бостон Брюинз | Эйр Канада-центр Зрителей: 16 689 |

| Отчёт                                        | Отчёт                 | Отчёт | Отчёт       | Отчёт                                                                   |
| -------------------------------------------- | --------------------- | --- | ----------- | ----------------------------------------------------------------------- |
|                                              |                       | |             |                                                                         |
|                                              | Фредерик Андерсен     | Вратари | Туукка Раск | Судьи: Горд Дуайер Крис Руни Линейные судьи: Даррен Гиббс Мэт Макферсон |
|                                              | Голы:                 | |             | Судьи: Горд Дуайер Крис Руни Линейные судьи: Даррен Гиббс Мэт Макферсон |
| Томаш Плеканец — 07:43 (П. Марло, М. Марнер) | 0 : 1 : 1 1 : 2 1 : 3 | 00:28 — Тори Круг (К. Миллер, Д. Пастрняк) 36:55 — Брэд Маршан (Д. Пастрняк, А. Макуэйд) 44:17 — Джейк Дебраск (Д. Крейчи) |             | Судьи: Горд Дуайер Крис Руни Линейные судьи: Даррен Гиббс Мэт Макферсон |
|                                              |                       | |             | Судьи: Горд Дуайер Крис Руни Линейные судьи: Даррен Гиббс Мэт Макферсон |
|                                              |                       | |             | Судьи: Горд Дуайер Крис Руни Линейные судьи: Даррен Гиббс Мэт Макферсон |
|                                              |                       | |             | Судьи: Горд Дуайер Крис Руни Линейные судьи: Даррен Гиббс Мэт Макферсон |
| 0 мин                                        | Штраф                 | 2 мин |             | Судьи: Горд Дуайер Крис Руни Линейные судьи: Даррен Гиббс Мэт Макферсон |
|                                              |                       | |             |                                                                         |
|                                              | 32                    | Броски | 21          |                                                                         |

| 21 апреля 20:00 | Бостон Брюинз | 3 : 4 (0:2, 2:2, 1:0) | Торонто Мейпл Лифс | ТД-гарден Зрителей: 17 565 |

| Отчёт | Отчёт                                                 | Отчёт | Отчёт             | Отчёт                                                                       |
| --- | ----------------------------------------------------- | --- | ----------------- | --------------------------------------------------------------------------- |
| |                                                       | |                   |                                                                             |
| | Туукка Раск — 00:00-31:55 Антон Худобин — 31:55-60:00 | Вратари | Фредерик Андерсен | Судьи: Франсис Шаррон Брэд Уотсон Линейные судьи: Пьер Расико Райан Гиббонс |
| | Голы:                                                 | |                   | Судьи: Франсис Шаррон Брэд Уотсон Линейные судьи: Пьер Расико Райан Гиббонс |
| Дэвид Бэкес (бол.) — 29:45 (Дж. Дебраск, Т. Круг) Шон Курали — 37:18 (М. Гризлик, Н. Аччари) Ноэль Аччари — 45:56 (Т. Шаллер, Т. Круг) | 0 : 1 0 : 2 1 : 2 1 : 3 1 : 4 2 : 4 3 : 4             | 06:36 — Коннор Браун (О. Мэттьюс, З. Хайман) 10:12 — Андреас Юнссон (Н. Кадри, Дж. Гардинер) 30:36 — Тайлер Бозак (М. Райлли, Дж. Ван Римсдайк) 31:55 — Джеймс Ван Римсдайк (бол.) (М. Марнер, Т Бозак) |                   | Судьи: Франсис Шаррон Брэд Уотсон Линейные судьи: Пьер Расико Райан Гиббонс |
| |                                                       | |                   | Судьи: Франсис Шаррон Брэд Уотсон Линейные судьи: Пьер Расико Райан Гиббонс |
| |                                                       | |                   | Судьи: Франсис Шаррон Брэд Уотсон Линейные судьи: Пьер Расико Райан Гиббонс |
| |                                                       | |                   | Судьи: Франсис Шаррон Брэд Уотсон Линейные судьи: Пьер Расико Райан Гиббонс |
| 6 мин | Штраф                                                 | 16 мин |                   | Судьи: Франсис Шаррон Брэд Уотсон Линейные судьи: Пьер Расико Райан Гиббонс |
| |                                                       | |                   |                                                                             |
| | 45                                                    | Броски | 21                |                                                                             |

| 23 апреля 19:00 | Торонто Мейпл Лифс | 3 : 1 (0:0, 2:1, 1:0) | Бостон Брюинз | Эйр Канада-центр Зрителей: 19 604 |

| Отчёт | Отчёт                 | Отчёт                             | Отчёт       | Отчёт                                                                           |
| --- | --------------------- | --------------------------------- | ----------- | ------------------------------------------------------------------------------- |
| |                       |                                   |             |                                                                                 |
| | Фредерик Андерсен     | Вратари                           | Туукка Раск | Судьи: Кевин Поллок Франсуа Сан-Лоран Линейные судьи: Райан Гиббонс Стив Миллер |
| | Голы:                 |                                   |             | Судьи: Кевин Поллок Франсуа Сан-Лоран Линейные судьи: Райан Гиббонс Стив Миллер |
| Вильям Нюландер — 21:37 (Н. Кадри, Н. Зайцев) Митч Марнер — 33:25 (Т. Плеканец, Р. Хэйнси) Томаш Плеканец (п.в.) — 58:46 (М. Марнер, Н. Зайцев) | 0 : 1 : 1 2 : 1 3 : 1 | 21:02 — Джейк Дебраск (Д. Крейчи) |             | Судьи: Кевин Поллок Франсуа Сан-Лоран Линейные судьи: Райан Гиббонс Стив Миллер |
| |                       |                                   |             | Судьи: Кевин Поллок Франсуа Сан-Лоран Линейные судьи: Райан Гиббонс Стив Миллер |
| |                       |                                   |             | Судьи: Кевин Поллок Франсуа Сан-Лоран Линейные судьи: Райан Гиббонс Стив Миллер |
| |                       |                                   |             | Судьи: Кевин Поллок Франсуа Сан-Лоран Линейные судьи: Райан Гиббонс Стив Миллер |
| 6 мин | Штраф                 | 8 мин                             |             | Судьи: Кевин Поллок Франсуа Сан-Лоран Линейные судьи: Райан Гиббонс Стив Миллер |
| |                       |                                   |             |                                                                                 |
| | 30                    | Броски                            | 33          |                                                                                 |

| 25 апреля 19:30 | Бостон Брюинз | 7 : 4 (3:2, 0:2, 4:0) | Торонто Мейпл Лифс | ТД-гарден Зрителей: 17 565 |

| Отчёт | Отчёт                                                     | Отчёт | Отчёт             | Отчёт                                                                       |
| --- | --------------------------------------------------------- | --- | ----------------- | --------------------------------------------------------------------------- |
| |                                                           | |                   |                                                                             |
| | Туукка Раск                                               | Вратари | Фредерик Андерсен | Судьи: Уэс Макколи Келли Сазерленд Линейные судьи: Джони Мюррей Скотт Черри |
| | Голы:                                                     | |                   | Судьи: Уэс Макколи Келли Сазерленд Линейные судьи: Джони Мюррей Скотт Черри |
| Джейк Дебраск (бол.) — 04:47 (Д. Пастрняк, Д. Крейчи) Дэнтон Хайнен — 09:10 (Д. Крейчи, Рик Нэш) Патрис Бержерон — 19:23 (К. Миллер, Д. Бэкес) Тори Круг — 41:10 (К. Миллер, П. Бержерон) Джейк Дебраск — 45:25 (Д. Крейчи) Давид Пастрняк — 51:39 (П. Бержерон, Б. Маршан) Брэд Маршан (п.в.) — 59:09 (Рик Нэш) | 0 : 1 : 1 1 : 2 : 2 3 : 2 3 : 3 : 4 : 4 5 : 4 6 : 4 7 : 4 | 02:05 — Патрик Марло (бол.) (Дж. Гардинер, В. Нюландер) 06:12 — Патрик Марло (М. Марнер) 22:07 — Трэвис Дермотт (Р. Полак, В. Нюландер) 26:05 — Каспери Капанен (мен.) |                   | Судьи: Уэс Макколи Келли Сазерленд Линейные судьи: Джони Мюррей Скотт Черри |
| |                                                           | |                   | Судьи: Уэс Макколи Келли Сазерленд Линейные судьи: Джони Мюррей Скотт Черри |
| |                                                           | |                   | Судьи: Уэс Макколи Келли Сазерленд Линейные судьи: Джони Мюррей Скотт Черри |
| |                                                           | |                   | Судьи: Уэс Макколи Келли Сазерленд Линейные судьи: Джони Мюррей Скотт Черри |
| 8 мин | Штраф                                                     | 8 мин |                   | Судьи: Уэс Макколи Келли Сазерленд Линейные судьи: Джони Мюррей Скотт Черри |
| |                                                           | |                   |                                                                             |
| | 36                                                        | Броски | 24                |                                                                             |

#### «Вашингтон Кэпиталз» (С1) — «Коламбус Блю Джекетс» (УК1)
Первая встреча этих двух команд в плей-офф. В сезоне 2017/18 «Вашингтон» выиграл у «Коламбуса» три матча из четырёх.
«Кэпиталз» выиграли серию со счётом 4:2, несмотря на то, что проиграли два стартовых матча на своей площадке. В 4-м матче серии капитан «Вашингтона» Александр Овечкин провёл свой 101-й матч в плей-офф и установил новый рекорд клуба по этому показателю, обойдя на один матч Дэйла Хантера и Келли Миллера. 23 апреля Овечкин стал первым игроком «Вашингтон Кэпиталз» забросившим 50 шайб в матчах плей-офф.
| 12 апреля 19:30 | Вашингтон Кэпиталз | 3 : 4 (ОТ) (2:0, 0:1, 1:2, 0:1) | Коламбус Блю Джекетс | Кэпитал Уан-арена Зрителей: 18 506 |

| Отчёт | Отчёт                                   | Отчёт | Отчёт             | Отчёт                                                                       |
| --- | --------------------------------------- | --- | ----------------- | --------------------------------------------------------------------------- |
| |                                         | |                   |                                                                             |
| | Филипп Грубауэр                         | Вратари | Сергей Бобровский | Судьи: Тревор Хэнсон Марк Жоаннетт Линейные судьи: Трент Норр Джонни Мюррей |
| | Голы:                                   | |                   | Судьи: Тревор Хэнсон Марк Жоаннетт Линейные судьи: Трент Норр Джонни Мюррей |
| Евгений Кузнецов (бол.) — 17:52 (Н. Бекстрём, Дж. Карлсон) Евгений Кузнецов (бол.) — 18:21 (Н. Бекстрём, Дж. Карлсон) Деванте Смит-Пелли — 45:21 (Я. Врана, Дж. Карлсон) | 1 : 0 2 : 0 2 : 1 2 : 2 3 : 2 3 : 3 : 4 | 24:48 — Александр Веннберг (Б. Дженнер, Т. Ванек) 41:31 — Томас Ванек (бол.) (П.-Л. Дюбуа, А. Панарин) 55:34 — Сет Джонс (бол.) (А. Панарин, К. Аткинсон) 66:02 — Артемий Панарин (И. Коул, П.-Л. Дюбуа) |                   | Судьи: Тревор Хэнсон Марк Жоаннетт Линейные судьи: Трент Норр Джонни Мюррей |
| |                                         | |                   | Судьи: Тревор Хэнсон Марк Жоаннетт Линейные судьи: Трент Норр Джонни Мюррей |
| |                                         | |                   | Судьи: Тревор Хэнсон Марк Жоаннетт Линейные судьи: Трент Норр Джонни Мюррей |
| |                                         | |                   | Судьи: Тревор Хэнсон Марк Жоаннетт Линейные судьи: Трент Норр Джонни Мюррей |
| 8 мин | Штраф                                   | 21 мин |                   | Судьи: Тревор Хэнсон Марк Жоаннетт Линейные судьи: Трент Норр Джонни Мюррей |
| |                                         | |                   |                                                                             |
| | 30                                      | Броски | 27                |                                                                             |

| 15 апреля 19:30 | Вашингтон Кэпиталз | 4 : 5 (ОТ) (2:1, 1:3, 1:0, 0:1) | Коламбус Блю Джекетс | Кэпитал Уан-арена Зрителей: 18 506 |

| Отчёт | Отчёт                                                      | Отчёт | Отчёт             | Отчёт                                                                    |
| --- | ---------------------------------------------------------- | --- | ----------------- | ------------------------------------------------------------------------ |
| |                                                            | |                   |                                                                          |
| | Филипп Грубауэр — 00:00-40:00 Брэйден Холтби — 40:00-72:22 | Вратари | Сергей Бобровский | Судьи: Стив Козари Брайан Покмара Линейные судьи: Девин Берг Стив Бартон |
| | Голы:                                                      | |                   | Судьи: Стив Козари Брайан Покмара Линейные судьи: Девин Берг Стив Бартон |
| Джей Бигл — 02:12 (Б. Орпик, Я. Ержабек) Александр Овечкин (бол.) — 13:26 (Дж. Карлсон, Ти Джей Оши) Александр Овечкин (бол.) — 24:09 (Н. Бекстрём, Дж. Карлсон) Ти Джей Оши (бол.) — 56:25 (Н. Бекстрём, Дж. Карлсон) | 1 : 0 2 : 0 2 : 1 3 : 1 3 : 2 3 : 3 : 4 : 4 4 : 5          | 18:25 — Кэм Аткинсон (Н. Фолиньо) 28:49 — Джош Андерсон (З. Веренски, С. Джонс) 31:13 — Кэм Аткинсон (бол.) (А. Панарин, С. Джонс) 38:52 — Зак Веренски (бол.) (О. Бьоркстранд, А. Панарин) 72:22 — Мэтт Калверт (З. Веренски, Дж. Андерсон) |                   | Судьи: Стив Козари Брайан Покмара Линейные судьи: Девин Берг Стив Бартон |
| |                                                            | |                   | Судьи: Стив Козари Брайан Покмара Линейные судьи: Девин Берг Стив Бартон |
| |                                                            | |                   | Судьи: Стив Козари Брайан Покмара Линейные судьи: Девин Берг Стив Бартон |
| |                                                            | |                   | Судьи: Стив Козари Брайан Покмара Линейные судьи: Девин Берг Стив Бартон |
| 10 мин | Штраф                                                      | 16 мин |                   | Судьи: Стив Козари Брайан Покмара Линейные судьи: Девин Берг Стив Бартон |
| |                                                            | |                   |                                                                          |
| | 58                                                         | Броски | 30                |                                                                          |

| 17 апреля 19:30 | Коламбус Блю Джекетс | 2 : 3 (2ОТ) (0:0, 1:2, 1:0, 0:0, 0:1) | Вашингтон Кэпиталз | Нэшнуайд-арена Зрителей: 19 337 |

| Отчёт                                                                               | Отчёт                     | Отчёт | Отчёт          | Отчёт                                                                        |
| ----------------------------------------------------------------------------------- | ------------------------- | --- | -------------- | ---------------------------------------------------------------------------- |
|                                                                                     |                           | |                |                                                                              |
|                                                                                     | Сергей Бобровский         | Вратари | Брэйден Холтби | Судьи: Дэн О’Хэллоран Кайл Реман Линейные судьи: Мэтт Макферсон Даррен Гиббс |
|                                                                                     | Голы:                     | |                | Судьи: Дэн О’Хэллоран Кайл Реман Линейные судьи: Мэтт Макферсон Даррен Гиббс |
| Пьер-Люк Дюбуа — 31:18 (А. Панарин, С. Джонс) Артемий Панарин — 44:12 (К. Аткинсон) | 0 : 1 : 1 1 : 2 : 2 2 : 3 | 25:52 — Том Уилсон (М. Нисканен, А. Овечкин) 34:43 — Джон Карлсон (бол.) (Н. Бекстрём, А. Овечкин) 89:00 — Ларс Эллер (Б. Коннолли, Д. Смит-Пелли) |                | Судьи: Дэн О’Хэллоран Кайл Реман Линейные судьи: Мэтт Макферсон Даррен Гиббс |
|                                                                                     |                           | |                | Судьи: Дэн О’Хэллоран Кайл Реман Линейные судьи: Мэтт Макферсон Даррен Гиббс |
|                                                                                     |                           | |                | Судьи: Дэн О’Хэллоран Кайл Реман Линейные судьи: Мэтт Макферсон Даррен Гиббс |
|                                                                                     |                           | |                | Судьи: Дэн О’Хэллоран Кайл Реман Линейные судьи: Мэтт Макферсон Даррен Гиббс |
| 8 мин                                                                               | Штраф                     | 8 мин |                | Судьи: Дэн О’Хэллоран Кайл Реман Линейные судьи: Мэтт Макферсон Даррен Гиббс |
|                                                                                     |                           | |                |                                                                              |
|                                                                                     | 35                        | Броски | 45             |                                                                              |

| 19 апреля 19:30 | Коламбус Блю Джекетс | 1 : 4 (0:1, 0:1, 1:2) | Вашингтон Кэпиталз | Нэшнуайд-арена Зрителей: 19 395 |

| Отчёт                              | Отчёт                         | Отчёт | Отчёт          | Отчёт                                                                         |
| ---------------------------------- | ----------------------------- | --- | -------------- | ----------------------------------------------------------------------------- |
|                                    |                               | |                |                                                                               |
|                                    | Сергей Бобровский             | Вратари | Брэйден Холтби | Судьи: Франсис Шаррон Брэд Уотсон Линейные судьи: Джонни Мюррей Райан Гиббонс |
|                                    | Голы:                         | |                | Судьи: Франсис Шаррон Брэд Уотсон Линейные судьи: Джонни Мюррей Райан Гиббонс |
| Бун Дженнер — 46:22 (Дж. Андерсон) | 0 : 1 0 : 2 0 : 3 1 : 3 1 : 4 | 06:16 — Том Уилсон (Е. Кузнецов) 29:19 — Ти Джей Оши (бол.) (А. Овечкин, Дж. Карлсон) 42:49 — Александр Овечкин (Е. Кузнецов, Т. Уилсон) 57:41 — Евгений Кузнецов (п.в.) |                | Судьи: Франсис Шаррон Брэд Уотсон Линейные судьи: Джонни Мюррей Райан Гиббонс |
|                                    |                               | |                | Судьи: Франсис Шаррон Брэд Уотсон Линейные судьи: Джонни Мюррей Райан Гиббонс |
|                                    |                               | |                | Судьи: Франсис Шаррон Брэд Уотсон Линейные судьи: Джонни Мюррей Райан Гиббонс |
|                                    |                               | |                | Судьи: Франсис Шаррон Брэд Уотсон Линейные судьи: Джонни Мюррей Райан Гиббонс |
| 6 мин                              | Штраф                         | 6 мин |                | Судьи: Франсис Шаррон Брэд Уотсон Линейные судьи: Джонни Мюррей Райан Гиббонс |
|                                    |                               | |                |                                                                               |
|                                    | 24                            | Броски | 33             |                                                                               |

| 21 апреля 15:00 | Вашингтон Кэпиталз | 4 : 3 (ОТ) (1:1, 2:1, 0:1, 1:0) | Коламбус Блю Джекетс | Кэпитал Уан-арена Зрителей: 18 506 |

| Отчёт | Отчёт                                   | Отчёт | Отчёт             | Отчёт                                                                 |
| --- | --------------------------------------- | --- | ----------------- | --------------------------------------------------------------------- |
| |                                         | |                   |                                                                       |
| | Брэйден Холтби                          | Вратари | Сергей Бобровский | Судьи: Горд Дуайер Крис Руни Линейные судьи: Кил Марчисон Скотт Черри |
| | Голы:                                   | |                   | Судьи: Горд Дуайер Крис Руни Линейные судьи: Кил Марчисон Скотт Черри |
| Никлас Бекстрём — 13:22 (Ч. Стивенсон, М. Кемпни) Евгений Кузнецов — 23:21 (Д. Орлов) Ти Джей Оши (бол.) — 36:42 (Дж. Карлсон, Н. Бекстрём) Никлас Бекстрём — 71:53 (Д. Орлов, Ч. Стивенсон) | 0 : 1 : 1 2 : 1 2 : 2 3 : 2 3 : 3 4 : 3 | 10:08 — Мэтт Калверт (мен.) (С. Джонс) 24:45 — Мэтт Калверт 42:30 — Оливер Бьоркстранд (И. Коул, А. Веннберг) |                   | Судьи: Горд Дуайер Крис Руни Линейные судьи: Кил Марчисон Скотт Черри |
| |                                         | |                   | Судьи: Горд Дуайер Крис Руни Линейные судьи: Кил Марчисон Скотт Черри |
| |                                         | |                   | Судьи: Горд Дуайер Крис Руни Линейные судьи: Кил Марчисон Скотт Черри |
| |                                         | |                   | Судьи: Горд Дуайер Крис Руни Линейные судьи: Кил Марчисон Скотт Черри |
| 10 мин | Штраф                                   | 8 мин |                   | Судьи: Горд Дуайер Крис Руни Линейные судьи: Кил Марчисон Скотт Черри |
| |                                         | |                   |                                                                       |
| | 29                                      | Броски | 42                |                                                                       |

| 23 апреля 19:30 | Коламбус Блю Джекетс | 3 : 6 (0:1, 1:2, 2:3) | Вашингтон Кэпиталз | Нэшнуайд-арена Зрителей: 18 667 |

| Отчёт | Отчёт                                               | Отчёт | Отчёт          | Отчёт                                                                |
| --- | --------------------------------------------------- | --- | -------------- | -------------------------------------------------------------------- |
| |                                                     | |                |                                                                      |
| | Сергей Бобровский                                   | Вратари | Брэйден Холтби | Судьи: Жан Эбер Дэн О’Рурк Линейные судьи: Пьер Расико Давид Брисбуа |
| | Голы:                                               | |                | Судьи: Жан Эбер Дэн О’Рурк Линейные судьи: Пьер Расико Давид Брисбуа |
| Ник Фолиньо — 28:40 (Р. Мюррей, И. Коул) Пьер-Люк Дюбуа — 42:25 (М. Калверт) Ник Фолиньо — 48:22 (Б. Дженнер, О. Бьоркстранд) | 0 : 1 : 1 1 : 2 1 : 3 2 : 3 2 : 4 2 : 5 3 : 5 3 : 6 | 12:12 — Дмитрий Орлов (М. Нисканен, Ч. Стивенсон) 32:50 — Александр Овечкин (Б. Орпик, К. Йус) 38:23 — Александр Овечкин (бол.) (Дж. Карлсон, Е. Кузнецов) 43:56 — Деванте Смит-Пелли 45:30 — Чендлер Стивенсон (мен.) (Дж. Бигл, Б. Орпик) 59:46 — Ларс Эллер (п.в.) (Дж. Бигл) |                | Судьи: Жан Эбер Дэн О’Рурк Линейные судьи: Пьер Расико Давид Брисбуа |
| |                                                     | |                | Судьи: Жан Эбер Дэн О’Рурк Линейные судьи: Пьер Расико Давид Брисбуа |
| |                                                     | |                | Судьи: Жан Эбер Дэн О’Рурк Линейные судьи: Пьер Расико Давид Брисбуа |
| |                                                     | |                | Судьи: Жан Эбер Дэн О’Рурк Линейные судьи: Пьер Расико Давид Брисбуа |
| 8 мин | Штраф                                               | 10 мин |                | Судьи: Жан Эбер Дэн О’Рурк Линейные судьи: Пьер Расико Давид Брисбуа |
| |                                                     | |                |                                                                      |
| | 38                                                  | Броски | 28             |                                                                      |

#### «Питтсбург Пингвинз» (С2) — «Филадельфия Флайерз» (С3)
Седьмая встреча этих двух команд в плей-офф. Из предыдущих шести встреч «Питтсбург» выиграл две, «Филадельфия» отметилась четырьмя победами. Последний раз команды встречались в четвертьфинале Восточной конференции 2012 и тогда победила «Филадельфия» в шести матчах. В сезоне 2017/18 «Питтсбург» выиграл у «Филадельфии» все четыре матча.
«Питтсбург» выиграл серию в шести матчах. Первый матч закончился крупной победой «Питтсбурга» со счётом 7:0. Сидни Кросби оформил хет-трик, который стал в карьере хоккеиста 3-м в матчах плей-офф. Проиграв второй матч, «Пингвинз» выиграли оба выездных матча с общим счётом 10:1. В четвёртом матче серии Сидни Кросби отдал результативную передачу, а также забил гол и вышел на первое место в клубе по количеству набранных очков в плей-офф, обойдя Марио Лемьё. Пятый матч, на площадке «Питтсбурга» выигрывает «Филадельфия» и сокращает счёт в серии до минимального. В шестом матче нападающий «Питтсбург Пингвинз» Джейк Генцел забил четыре гола подряд и стал третьим игроком в истории НХЛ оформившим «натуральный покер» в матче плей-офф. «Питтсбург» выиграл 6-й матч со счётом 8:5.
| 11 апреля 19:00 | Питтсбург Пингвинз | 7 : 0 (3:0, 2:0, 2:0) | Филадельфия Флайерз | PPG Paints-арена Зрителей: 18 556 |

| Отчёт | Отчёт                                     | Отчёт   | Отчёт                                                  | Отчёт                                                                    |
| --- | ----------------------------------------- | ------- | ------------------------------------------------------ | ------------------------------------------------------------------------ |
| |                                           |         |                                                        |                                                                          |
| | Мэтт Мюррей                               | Вратари | 00:00-29:01 — Брайан Эллиотт 29:01-60:00 — Петр Мразек | Судьи: Стив Козари Брайан Покмара Линейные судьи: Девин Берг Стив Бартон |
| | Голы:                                     |         |                                                        | Судьи: Стив Козари Брайан Покмара Линейные судьи: Девин Берг Стив Бартон |
| Брайан Раст — 02:38 (К. Летанг, Дж. Генцел) Карл Хагелин — 10:07 (П. Хёрнквист, Р. Шихэн) Евгений Малкин — 14:09 (К. Хагелин) Джейк Генцел (бол.) — 27:50 (Д. Брассар, К. Шири) Сидни Кросби — 29:01 (Б. Дюмулин, Дж. Генцел) Сидни Кросби — 47:41 (Дж. Шульц, Дж. Генцел) Сидни Кросби — 50:42 (Б. Дюмулин) | 1 : 0 2 : 0 3 : 0 4 : 0 5 : 0 6 : 0 7 : 0 |         |                                                        | Судьи: Стив Козари Брайан Покмара Линейные судьи: Девин Берг Стив Бартон |
| |                                           |         |                                                        | Судьи: Стив Козари Брайан Покмара Линейные судьи: Девин Берг Стив Бартон |
| |                                           |         |                                                        | Судьи: Стив Козари Брайан Покмара Линейные судьи: Девин Берг Стив Бартон |
| |                                           |         |                                                        | Судьи: Стив Козари Брайан Покмара Линейные судьи: Девин Берг Стив Бартон |
| 8 мин | Штраф                                     | 8 мин   |                                                        | Судьи: Стив Козари Брайан Покмара Линейные судьи: Девин Берг Стив Бартон |
| |                                           |         |                                                        |                                                                          |
| | 33                                        | Броски  | 24                                                     |                                                                          |

| 13 апреля 19:00 | Питтсбург Пингвинз | 1 : 5 (0:1, 0:1, 1:3) | Филадельфия Флайерз | PPG Paints-арена Зрителей: 18 648 |

| Отчёт                                            | Отчёт                               | Отчёт | Отчёт          | Отчёт                                                                 |
| ------------------------------------------------ | ----------------------------------- | --- | -------------- | --------------------------------------------------------------------- |
|                                                  |                                     | |                |                                                                       |
|                                                  | Мэтт Мюррей                         | Вратари | Брайан Эллиотт | Судьи: Уэс Макколи Тим Пил Линейные судьи: Грег Деворски Дерек Нансен |
|                                                  | Голы:                               | |                | Судьи: Уэс Макколи Тим Пил Линейные судьи: Грег Деворски Дерек Нансен |
| Патрик Хёрнквист — 45:27 (Дж. Шульц, Б. Дюмулин) | 0 : 1 0 : 2 0 : 3 0 : 4 1 : 4 1 : 5 | 19:32 — Шейн Гостисбеер (бол.) (К. Жиру, Ш. Кутюрье) 20:47 — Шон Кутюрье (И. Проворов, М. Раффль) 41:29 — Трэвис Конекни (У. Симмондс, И. Проворов) 45:10 — Нолан Патрик (бол.) (Ш. Кутюрье, Я. Ворачек) 59:44 — Эндрю Макдональд (п.в.) (Й. Лехтеря) |                | Судьи: Уэс Макколи Тим Пил Линейные судьи: Грег Деворски Дерек Нансен |
|                                                  |                                     | |                | Судьи: Уэс Макколи Тим Пил Линейные судьи: Грег Деворски Дерек Нансен |
|                                                  |                                     | |                | Судьи: Уэс Макколи Тим Пил Линейные судьи: Грег Деворски Дерек Нансен |
|                                                  |                                     | |                | Судьи: Уэс Макколи Тим Пил Линейные судьи: Грег Деворски Дерек Нансен |
| 20 мин                                           | Штраф                               | 22 мин |                | Судьи: Уэс Макколи Тим Пил Линейные судьи: Грег Деворски Дерек Нансен |
|                                                  |                                     | |                |                                                                       |
|                                                  | 35                                  | Броски | 20             |                                                                       |

| 15 апреля 15:00 | Филадельфия Флайерз | 1 : 5 (0:1, 1:3, 0:1) | Питтсбург Пингвинз | Уэллс Фарго Центр Зрителей: 19 955 |

| Отчёт                                          | Отчёт                               | Отчёт | Отчёт       | Отчёт                                                                   |
| ---------------------------------------------- | ----------------------------------- | --- | ----------- | ----------------------------------------------------------------------- |
|                                                |                                     | |             |                                                                         |
|                                                | Брайан Эллиотт                      | Вратари | Мэтт Мюррей | Судьи: Горд Дуайер Крис Руни Линейные судьи: Дерек Нансен Грег Деворски |
|                                                | Голы:                               | |             | Судьи: Горд Дуайер Крис Руни Линейные судьи: Дерек Нансен Грег Деворски |
| Трэвис Сэнхайм — 33:42 (Я. Ворачек, Н. Патрик) | 0 : 1 0 : 2 0 : 3 0 : 4 1 : 4 1 : 5 | 10:25 — Сидни Кросби (П. Хёрнквист) 22:48 — Дерик Брассар (бол.) (Ф. Кессел, К. Летанг) 26:48 — Евгений Малкин (бол.) (К. Летанг, С. Кросби) 26:53 — Брайан Дюмулин (С. Кросби) 47:08 — Джастин Шульц (бол.) (Е. Малкин, С. Кросби) |             | Судьи: Горд Дуайер Крис Руни Линейные судьи: Дерек Нансен Грег Деворски |
|                                                |                                     | |             | Судьи: Горд Дуайер Крис Руни Линейные судьи: Дерек Нансен Грег Деворски |
|                                                |                                     | |             | Судьи: Горд Дуайер Крис Руни Линейные судьи: Дерек Нансен Грег Деворски |
|                                                |                                     | |             | Судьи: Горд Дуайер Крис Руни Линейные судьи: Дерек Нансен Грег Деворски |
| 16 мин                                         | Штраф                               | 14 мин |             | Судьи: Горд Дуайер Крис Руни Линейные судьи: Дерек Нансен Грег Деворски |
|                                                |                                     | |             |                                                                         |
|                                                | 26                                  | Броски | 27          |                                                                         |

| 18 апреля 19:00 | Филадельфия Флайерз | 0 : 5 (0:2, 0:2, 0:1) | Питтсбург Пингвинз | Уэллс Фарго Центр Зрителей: 19 644 |

| Отчёт | Отчёт                                                    | Отчёт | Отчёт       | Отчёт                                                            |
| ----- | -------------------------------------------------------- | --- | ----------- | ---------------------------------------------------------------- |
|       |                                                          | |             |                                                                  |
|       | Брайан Эллиотт — 00:00-28:04 Михал Нойвирт — 28:04-60:00 | Вратари | Мэтт Мюррей | Судьи: Брэй Майер Иэн Уолш Линейные судьи: Девин Берг Брайан Мач |
|       | Голы:                                                    | |             | Судьи: Брэй Майер Иэн Уолш Линейные судьи: Девин Берг Брайан Мач |
|       | 0 : 1 0 : 2 0 : 3 0 : 4 0 : 5                            | 04:33 — Евгений Малкин (бол.) (С. Кросби, Ф. Кессел) 14:37 — Фил Кессел (Е. Малкин) 28:04 — Крис Летанг (Дж. Генцел) 30:56 — Сидни Кросби (Дж. Генцел, Д. Симон) 55:46 — Райли Шихэн (О. Мяяття, З. Астон-Риз) |             | Судьи: Брэй Майер Иэн Уолш Линейные судьи: Девин Берг Брайан Мач |
|       |                                                          | |             | Судьи: Брэй Майер Иэн Уолш Линейные судьи: Девин Берг Брайан Мач |
|       |                                                          | |             | Судьи: Брэй Майер Иэн Уолш Линейные судьи: Девин Берг Брайан Мач |
|       |                                                          | |             | Судьи: Брэй Майер Иэн Уолш Линейные судьи: Девин Берг Брайан Мач |
| 8 мин | Штраф                                                    | 8 мин |             | Судьи: Брэй Майер Иэн Уолш Линейные судьи: Девин Берг Брайан Мач |
|       |                                                          | |             |                                                                  |
|       | 26                                                       | Броски | 30          |                                                                  |

| 20 апреля 19:00 | Питтсбург Пингвинз | 2 : 4 (0:1, 2:1, 0:2) | Филадельфия Флайерз | PPG Paints-арена Зрителей: 18 632 |

| Отчёт                                                                                | Отчёт                           | Отчёт | Отчёт         | Отчёт                                                                    |
| ------------------------------------------------------------------------------------ | ------------------------------- | --- | ------------- | ------------------------------------------------------------------------ |
|                                                                                      |                                 | |               |                                                                          |
|                                                                                      | Мэтт Мюррей                     | Вратари | Михал Нойвирт | Судьи: Дэн О’Хэллоран Кайл Реман Линейные судьи: Марк Шевчик Дерек Амелл |
|                                                                                      | Голы:                           | |               | Судьи: Дэн О’Хэллоран Кайл Реман Линейные судьи: Марк Шевчик Дерек Амелл |
| Брайан Раст — 32:00 (К. Шири, Д. Брассар) Джейк Генцел — 36:45 (С. Кросби, Д. Симон) | 0 : 1 : 1 2 : 1 2 : 2 : 3 2 : 4 | 17:29 — Клод Жиру (Я. Ворачек, В. Филппула) 38:15 — Валттери Филппула (мен.) (Й. Лехтеря) 58:45 — Шон Кутюрье (У. Симмондс) 59:42 — Мэтт Рид (п.в.) (В. Филппула) |               | Судьи: Дэн О’Хэллоран Кайл Реман Линейные судьи: Марк Шевчик Дерек Амелл |
|                                                                                      |                                 | |               | Судьи: Дэн О’Хэллоран Кайл Реман Линейные судьи: Марк Шевчик Дерек Амелл |
|                                                                                      |                                 | |               | Судьи: Дэн О’Хэллоран Кайл Реман Линейные судьи: Марк Шевчик Дерек Амелл |
|                                                                                      |                                 | |               | Судьи: Дэн О’Хэллоран Кайл Реман Линейные судьи: Марк Шевчик Дерек Амелл |
| 11 мин                                                                               | Штраф                           | 19 мин |               | Судьи: Дэн О’Хэллоран Кайл Реман Линейные судьи: Марк Шевчик Дерек Амелл |
|                                                                                      |                                 | |               |                                                                          |
|                                                                                      | 32                              | Броски | 25            |                                                                          |

| 22 апреля 15:00 | Филадельфия Флайерз | 5 : 8 (2:2, 2:2, 1:4) | Питтсбург Пингвинз | Уэллс Фарго Центр Зрителей: 19 861 |

| Отчёт | Отчёт                                                                   | Отчёт | Отчёт       | Отчёт                                                                       |
| --- | ----------------------------------------------------------------------- | --- | ----------- | --------------------------------------------------------------------------- |
| |                                                                         | |             |                                                                             |
| | Михал Нойвирт                                                           | Вратари | Мэтт Мюррей | Судьи: Эрик Фурлатт Келли Сазерленд Линейные судьи: Дерек Амелл Марк Шевчик |
| | Голы:                                                                   | |             | Судьи: Эрик Фурлатт Келли Сазерленд Линейные судьи: Дерек Амелл Марк Шевчик |
| Шон Кутюрье — 02:15 Эндрю Макдональд — 15:48 (И. Проворов, Ш. Кутюрье) Шон Кутюрье — 20:40 (М. Рид) Скотт Лотон — 32:14 (Ш. Кутюрье) Шон Кутюрье — 57:07 (К. Жиру) | 1 : 0 1 : 1 : 2 : 2 3 : 2 4 : 2 4 : 3 4 : 4 : 5 4 : 6 4 : 7 5 : 7 5 : 8 | 06:30 — Сидни Кросби (К. Летанг, Б. Дюмулин) 07:17 — Карл Хагелин (Ф. Кессел, Р. Шихэн) 33:35 — Патрик Хёрнквист (Дж. Генцел, С. Кросби) 39:06 — Джейк Генцел (О. Мяяття, П. Хёрнквист) 40:30 — Джейк Генцел (Ф. Кессел) 52:48 — Джейк Генцел (С. Кросби, К. Летанг) 52:58 — Джейк Генцел (П. Хёрнквист, К. Летанг) 59:29 — Брайан Раст (п.в.) |             | Судьи: Эрик Фурлатт Келли Сазерленд Линейные судьи: Дерек Амелл Марк Шевчик |
| |                                                                         | |             | Судьи: Эрик Фурлатт Келли Сазерленд Линейные судьи: Дерек Амелл Марк Шевчик |
| |                                                                         | |             | Судьи: Эрик Фурлатт Келли Сазерленд Линейные судьи: Дерек Амелл Марк Шевчик |
| |                                                                         | |             | Судьи: Эрик Фурлатт Келли Сазерленд Линейные судьи: Дерек Амелл Марк Шевчик |
| 6 мин | Штраф                                                                   | 10 мин |             | Судьи: Эрик Фурлатт Келли Сазерленд Линейные судьи: Дерек Амелл Марк Шевчик |
| |                                                                         | |             |                                                                             |
| | 26                                                                      | Броски | 28          |                                                                             |

### Западная конференция

#### «Нэшвилл Предаторз» (Ц1) — «Колорадо Эвеланш» (УК2)
«Нэшвилл Предаторз» и «Колорадо Эвеланш» никогда ранее не встречались в плей-офф. В сезоне 2017/18 «Нэшвилл» выиграл у «Колорадо» все четыре матча.
«Нэшвилл» выиграл серию в шести матчах. Самыми результативными игроками серии стали нападающие «Нэшвилл Предаторз» Остин Уотсон и Колтон Сиссонс, а также капитан «Колорадо Эвеланш» Габриэль Ландескуг набравшие по 7 очков.
| 12 апреля 19:30 | Нэшвилл Предаторз | 5 : 2 (0:1, 2:1, 3:0) | Колорадо Эвеланш | Бриджстоун-арена Зрителей: 17 301 |

| Отчёт | Отчёт                                 | Отчёт                                                                                          | Отчёт           | Отчёт                                                                |
| --- | ------------------------------------- | ---------------------------------------------------------------------------------------------- | --------------- | -------------------------------------------------------------------- |
| |                                       |                                                                                                |                 |                                                                      |
| | Пекка Ринне                           | Вратари                                                                                        | Джонатан Бернье | Судьи: Брэд Майер Иэн Уолш Линейные судьи: Стив Миллер Райан Гиббонс |
| | Голы:                                 |                                                                                                |                 | Судьи: Брэд Майер Иэн Уолш Линейные судьи: Стив Миллер Райан Гиббонс |
| Остин Уотсон — 23:16 (К. Сиссонс, Р. Джохансен) Крэйг Смит (бол.) — 28:50 (Р. Джохансен) Филип Форсберг — 46:08 (Р. Йоси, В. Арвидссон) Филип Форсберг — 52:10 Колтон Сиссонс (п.в.) — 58:03 (О. Уотсон) | 0 : 1 : 1 1 : 2 : 2 3 : 2 4 : 2 5 : 2 | 06:36 — Никита Задоров (М. Рантанен, Н. Маккиннон) 24:51 — Блейк Комо (К. Сёдерберг, М. Ньето) |                 | Судьи: Брэд Майер Иэн Уолш Линейные судьи: Стив Миллер Райан Гиббонс |
| |                                       |                                                                                                |                 | Судьи: Брэд Майер Иэн Уолш Линейные судьи: Стив Миллер Райан Гиббонс |
| |                                       |                                                                                                |                 | Судьи: Брэд Майер Иэн Уолш Линейные судьи: Стив Миллер Райан Гиббонс |
| |                                       |                                                                                                |                 | Судьи: Брэд Майер Иэн Уолш Линейные судьи: Стив Миллер Райан Гиббонс |
| 6 мин | Штраф                                 | 16 мин                                                                                         |                 | Судьи: Брэд Майер Иэн Уолш Линейные судьи: Стив Миллер Райан Гиббонс |
| |                                       |                                                                                                |                 |                                                                      |
| | 31                                    | Броски                                                                                         | 27              |                                                                      |

| 14 апреля 15:00 | Нэшвилл Предаторз | 5 : 4 (0:1, 3:1, 2:2) | Колорадо Эвеланш | Бриджстоун-арена Зрителей: 17 369 |

| Отчёт | Отчёт                                               | Отчёт | Отчёт           | Отчёт                                                                 |
| --- | --------------------------------------------------- | --- | --------------- | --------------------------------------------------------------------- |
| |                                                     | |                 |                                                                       |
| | Пекка Ринне                                         | Вратари | Джонатан Бернье | Судьи: Жан Эбер Дэн О’Рурк Линейные судьи: Мишель Кормье Брайан Мёрфи |
| | Голы:                                               | |                 | Судьи: Жан Эбер Дэн О’Рурк Линейные судьи: Мишель Кормье Брайан Мёрфи |
| Кевин Фиала (бол.) — 21:01 (К. Сиссонс, К. Террис) Виктор Авридссон — 32:36 Райан Джохансен — 36:32 (М. Экхольм, Пи-Кей Суббан) Остин Уотсон — 47:16 (К. Фиала, Н. Бонино) Райан Хартман (п.в.) — 58:51 (Пи-Кей Суббан, М. Экхольм) | 0 : 1 : 1 2 : 1 3 : 1 3 : 2 4 : 2 4 : 3 5 : 3 5 : 4 | 02:34 — Габриэль Бурк (Джей Ти Комфер, К. Уилсон) 37:08 — Натан Маккиннон (Н. Задоров) 49:14 — Габриэль Ландескуг (бол.) (Н. Маккиннон, Т. Бэрри) 59:24 — Александр Керфут (Г. Ландескуг, Т. Бэрри) |                 | Судьи: Жан Эбер Дэн О’Рурк Линейные судьи: Мишель Кормье Брайан Мёрфи |
| |                                                     | |                 | Судьи: Жан Эбер Дэн О’Рурк Линейные судьи: Мишель Кормье Брайан Мёрфи |
| |                                                     | |                 | Судьи: Жан Эбер Дэн О’Рурк Линейные судьи: Мишель Кормье Брайан Мёрфи |
| |                                                     | |                 | Судьи: Жан Эбер Дэн О’Рурк Линейные судьи: Мишель Кормье Брайан Мёрфи |
| 14 мин | Штраф                                               | 14 мин |                 | Судьи: Жан Эбер Дэн О’Рурк Линейные судьи: Мишель Кормье Брайан Мёрфи |
| |                                                     | |                 |                                                                       |
| | 33                                                  | Броски | 30              |                                                                       |

| 16 апреля 22:00 | Колорадо Эвеланш | 5 : 3 (3:0, 1:1, 1:2) | Нэшвилл Предаторз | Пепси-центр Зрителей: 18 087 |

| Отчёт | Отчёт                                           | Отчёт | Отчёт                                              | Отчёт                                                                          |
| --- | ----------------------------------------------- | --- | -------------------------------------------------- | ------------------------------------------------------------------------------ |
| |                                                 | |                                                    |                                                                                |
| | Джонатан Бернье                                 | Вратари | 00:00-24:25 — Пекка Ринне 24:25-60:00 — Юусе Сарос | Судьи: Эрик Фурлатт Келли Сазерленд Линейные судьи: Брэд Ковачик Давид Брисбуа |
| | Голы:                                           | |                                                    | Судьи: Эрик Фурлатт Келли Сазерленд Линейные судьи: Брэд Ковачик Давид Брисбуа |
| Блейк Комо — 01:50 (К. Сёдерберг, М. Ньето) Габриэль Бурк — 13:24 (П. Немет, Джей Ти Комфер) Натан Маккиннон — 18:07 (Г. Ландескуг) Натан Маккиннон — 24:25 (Г. Ландескуг, М. Рантанен) Габриэль Ландескуг (п.в.) — 58:24 (М. Рантанен, М. Барберио) | 1 : 0 2 : 0 3 : 0 4 : 0 4 : 1 4 : 2 5 : 2 5 : 3 | 30:23 — Райан Джохансен (бол.) (Ф. Форсберг, Р. Эллис) 47:12 — Колтон Сиссонс (Р. Йоси, Р. Эллис) 58:45 — Остин Уотсон |                                                    | Судьи: Эрик Фурлатт Келли Сазерленд Линейные судьи: Брэд Ковачик Давид Брисбуа |
| |                                                 | |                                                    | Судьи: Эрик Фурлатт Келли Сазерленд Линейные судьи: Брэд Ковачик Давид Брисбуа |
| |                                                 | |                                                    | Судьи: Эрик Фурлатт Келли Сазерленд Линейные судьи: Брэд Ковачик Давид Брисбуа |
| |                                                 | |                                                    | Судьи: Эрик Фурлатт Келли Сазерленд Линейные судьи: Брэд Ковачик Давид Брисбуа |
| 12 мин | Штраф                                           | 16 мин |                                                    | Судьи: Эрик Фурлатт Келли Сазерленд Линейные судьи: Брэд Ковачик Давид Брисбуа |
| |                                                 | |                                                    |                                                                                |
| | 34                                              | Броски | 32                                                 |                                                                                |

| 18 апреля 22:00 | Колорадо Эвеланш | 2 : 3 (0:1, 0:2, 2:0) | Нэшвилл Предаторз | Пепси-центр Зрителей: 18 087 |

| Отчёт                                                                                                  | Отчёт                                                     | Отчёт | Отчёт       | Отчёт                                                                       |
| --- | --------------------------------------------------------- | --- | ----------- | --------------------------------------------------------------------------- |
| |                                                           | |             |                                                                             |
| | Джонатан Бернье — 00:00-40:00 Эндрю Хаммонд — 40:00-60:00 | Вратари | Пекка Ринне | Судьи: Тревор Хэнсон Марк Жоаннетт Линейные судьи: Скотт Черри Кил Марчисон |
| | Голы:                                                     | |             | Судьи: Тревор Хэнсон Марк Жоаннетт Линейные судьи: Скотт Черри Кил Марчисон |
| Гибриэль Ландескуг (бол.) — 45:20 (Т. Джост, Т. Бэрри) Александр Керфут — 51:01 (М. Ньето, Н. Задоров) | 0 : 1 0 : 2 0 : 3 1 : 3 2 : 3                             | 15:33 — Филип Форсберг (Р. Джохансен, М. Экхольм) 27:18 — Колтон Сиссонс (Ф. Форсберг, Р. Джохансен) 31:49 — Крэйг Смит (О. Уостон) |             | Судьи: Тревор Хэнсон Марк Жоаннетт Линейные судьи: Скотт Черри Кил Марчисон |
| |                                                           | |             | Судьи: Тревор Хэнсон Марк Жоаннетт Линейные судьи: Скотт Черри Кил Марчисон |
| |                                                           | |             | Судьи: Тревор Хэнсон Марк Жоаннетт Линейные судьи: Скотт Черри Кил Марчисон |
| |                                                           | |             | Судьи: Тревор Хэнсон Марк Жоаннетт Линейные судьи: Скотт Черри Кил Марчисон |
| 10 мин                                                                                                 | Штраф                                                     | 14 мин |             | Судьи: Тревор Хэнсон Марк Жоаннетт Линейные судьи: Скотт Черри Кил Марчисон |
| |                                                           | |             |                                                                             |
| | 33                                                        | Броски | 34          |                                                                             |

| 20 апреля 21:30 | Нэшвилл Предаторз | 1 : 2 (0:0, 0:0, 1:2) | Колорадо Эвеланш | Бриджстоун-арена Зрителей: 17 504 |

| Отчёт                                      | Отчёт           | Отчёт | Отчёт         | Отчёт                                                                  |
| ------------------------------------------ | --------------- | --- | ------------- | ---------------------------------------------------------------------- |
|                                            |                 | |               |                                                                        |
|                                            | Пекка Ринне     | Вратари                                                                                                   | Эндрю Хаммонд | Судьи: Кевин Поллок Эрик Фурлатт Линейные судьи: Брайан Мач Девин Берг |
|                                            | Голы:           | |               | Судьи: Кевин Поллок Эрик Фурлатт Линейные судьи: Брайан Мач Девин Берг |
| Ник Бонино — 50:18 (М. Экхольм, О. Уотсон) | 1 : 0 1 : 1 : 2 | 55:49 — Габриэль Ландескуг (Н. Маккиннон, М. Рантанен) 58:32 — Свен Андригетто (Джей Ти Комфер, Т. Бэрри) |               | Судьи: Кевин Поллок Эрик Фурлатт Линейные судьи: Брайан Мач Девин Берг |
|                                            |                 | |               | Судьи: Кевин Поллок Эрик Фурлатт Линейные судьи: Брайан Мач Девин Берг |
|                                            |                 | |               | Судьи: Кевин Поллок Эрик Фурлатт Линейные судьи: Брайан Мач Девин Берг |
|                                            |                 | |               | Судьи: Кевин Поллок Эрик Фурлатт Линейные судьи: Брайан Мач Девин Берг |
| 4 мин                                      | Штраф           | 6 мин |               | Судьи: Кевин Поллок Эрик Фурлатт Линейные судьи: Брайан Мач Девин Берг |
|                                            |                 | |               |                                                                        |
|                                            | 45              | Броски | 27            |                                                                        |

| 22 апреля 19:00 | Колорадо Эвеланш | 0 : 5 (0:2, 0:2, 0:1) | Нэшвилл Предаторз | Пепси-центр Зрителей: 18 087 |

| Отчёт  | Отчёт                         | Отчёт | Отчёт       | Отчёт                                                                 |
| ------ | ----------------------------- | --- | ----------- | --------------------------------------------------------------------- |
|        |                               | |             |                                                                       |
|        | Эндрю Хаммонд                 | Вратари | Пекка Ринне | Судьи: Тим Пил Уэс Макколи Линейные судьи: Грег Деворски Дерек Нансен |
|        | Голы:                         | |             | Судьи: Тим Пил Уэс Макколи Линейные судьи: Грег Деворски Дерек Нансен |
|        | 0 : 1 0 : 2 0 : 3 0 : 4 0 : 5 | 07:02 — Маттиас Экхольм (К. Сиссонс, Н. Бонино) 10:19 — Остин Уотсон (К. Сиссонс, Н. Бонино) 20:38 — Филип Форсберг 28:26 — Ник Бонино (К. Йернкрук, Р. Эллис) 42:36 — Виктор Арвидссон (Пи-Кей Суббан) |             | Судьи: Тим Пил Уэс Макколи Линейные судьи: Грег Деворски Дерек Нансен |
|        |                               | |             | Судьи: Тим Пил Уэс Макколи Линейные судьи: Грег Деворски Дерек Нансен |
|        |                               | |             | Судьи: Тим Пил Уэс Макколи Линейные судьи: Грег Деворски Дерек Нансен |
|        |                               | |             | Судьи: Тим Пил Уэс Макколи Линейные судьи: Грег Деворски Дерек Нансен |
| 20 мин | Штраф                         | 4 мин |             | Судьи: Тим Пил Уэс Макколи Линейные судьи: Грег Деворски Дерек Нансен |
|        |                               | |             |                                                                       |
|        | 22                            | Броски | 37          |                                                                       |

#### «Виннипег Джетс» (Ц2) — «Миннесота Уайлд» (Ц3)
Первая встреча этих двух команд в плей-офф. В сезоне 2017/18 «Виннипег» выиграл у «Миннесоты» три матча из четырёх.
«Виннипег Джетс» одержал победу в первом матче, которая стала первой победой в плей-офф в истории клуба. Серия закончилась победой «Джетс» в пяти матчах и впервые в своей истории клуб вышел во второй раунд плей-офф.
| 11 апреля 19:00 | Виннипег Джетс | 3 : 2 (0:0, 1:0, 2:2) | Миннесота Уайлд | Белл МТС Плэйс Зрителей: 15 321 |

| Отчёт | Отчёт                     | Отчёт                                                                                    | Отчёт        | Отчёт                                                                          |
| --- | ------------------------- | ---------------------------------------------------------------------------------------- | ------------ | ------------------------------------------------------------------------------ |
| |                           |                                                                                          |              |                                                                                |
| | Коннор Хеллебайк          | Вратари                                                                                  | Деван Дубник | Судьи: Кевин Поллок Франсуа Сан-Лоран Линейные судьи: Кил Марчисон Скотт Черри |
| | Голы:                     |                                                                                          |              | Судьи: Кевин Поллок Франсуа Сан-Лоран Линейные судьи: Кил Марчисон Скотт Черри |
| Марк Шайфли (бол.) — 37:37 (Б. Уилер, Д. Бафлин) Патрик Лайне — 44:51 (П. Штястны) Джо Морроу — 52:47 (Н. Элерс) | 1 : 0 1 : 1 : 2 : 2 3 : 2 | 41:46 — Мэтт Каллен (Дж. Гринуэй, Н. Проссер) 43:58 — Зак Паризе (М. Гранлунд, М. Койву) |              | Судьи: Кевин Поллок Франсуа Сан-Лоран Линейные судьи: Кил Марчисон Скотт Черри |
| |                           |                                                                                          |              | Судьи: Кевин Поллок Франсуа Сан-Лоран Линейные судьи: Кил Марчисон Скотт Черри |
| |                           |                                                                                          |              | Судьи: Кевин Поллок Франсуа Сан-Лоран Линейные судьи: Кил Марчисон Скотт Черри |
| |                           |                                                                                          |              | Судьи: Кевин Поллок Франсуа Сан-Лоран Линейные судьи: Кил Марчисон Скотт Черри |
| 2 мин | Штраф                     | 4 мин                                                                                    |              | Судьи: Кевин Поллок Франсуа Сан-Лоран Линейные судьи: Кил Марчисон Скотт Черри |
| |                           |                                                                                          |              |                                                                                |
| | 40                        | Броски                                                                                   | 20           |                                                                                |

| 13 апреля 19:30 | Виннипег Джетс | 4 : 1 (0:0, 1:0, 3:1) | Миннесота Уайлд | Белл МТС Плэйс Зрителей: 15 321 |

| Отчёт | Отчёт                         | Отчёт                                           | Отчёт        | Отчёт                                                                          |
| --- | ----------------------------- | ----------------------------------------------- | ------------ | ------------------------------------------------------------------------------ |
| |                               |                                                 |              |                                                                                |
| | Коннор Хеллебайк              | Вратари                                         | Деван Дубник | Судьи: Келли Сазерленд Эрик Фурлатт Линейные судьи: Давид Брисбуа Брэд Ковачик |
| | Голы:                         |                                                 |              | Судьи: Келли Сазерленд Эрик Фурлатт Линейные судьи: Давид Брисбуа Брэд Ковачик |
| Тайлер Майерс — 28:41 (Дж. Рословик, Б. Шарот) Пол Штястны — 47:42 (Д. Бафлин, П. Лайне) Эндрю Копп — 49:24 (Б. Литтл, Дж. Рословик) Патрик Лайне — 57:58 (Н. Элерс, Т. Майерс) | 1 : 0 2 : 0 3 : 0 4 : 0 4 : 1 | 59:15 — Зак Паризе (бол.) (М. Койву, Ю. Бродин) |              | Судьи: Келли Сазерленд Эрик Фурлатт Линейные судьи: Давид Брисбуа Брэд Ковачик |
| |                               |                                                 |              | Судьи: Келли Сазерленд Эрик Фурлатт Линейные судьи: Давид Брисбуа Брэд Ковачик |
| |                               |                                                 |              | Судьи: Келли Сазерленд Эрик Фурлатт Линейные судьи: Давид Брисбуа Брэд Ковачик |
| |                               |                                                 |              | Судьи: Келли Сазерленд Эрик Фурлатт Линейные судьи: Давид Брисбуа Брэд Ковачик |
| 42 мин | Штраф                         | 40 мин                                          |              | Судьи: Келли Сазерленд Эрик Фурлатт Линейные судьи: Давид Брисбуа Брэд Ковачик |
| |                               |                                                 |              |                                                                                |
| | 44                            | Броски                                          | 17           |                                                                                |

| 15 апреля 19:00 | Миннесота Уайлд | 6 : 2 (2:1, 4:1, 0:0) | Виннипег Джетс | Эксел Энерджи-центр Зрителей: 19 175 |

| Отчёт | Отчёт                                         | Отчёт                                                                  | Отчёт                                                    | Отчёт                                                                  |
| --- | --------------------------------------------- | ---------------------------------------------------------------------- | -------------------------------------------------------- | ---------------------------------------------------------------------- |
| |                                               |                                                                        |                                                          |                                                                        |
| | Деван Дубник                                  | Вратари                                                                | 00:00-40:00 — Коннор Хеллебайк 40:00-60:00 — Стив Мэйсон | Судьи: Уэс Макколи Тим Пил Линейные судьи: Мэтт Макферсон Даррен Гиббс |
| | Голы:                                         |                                                                        |                                                          | Судьи: Уэс Макколи Тим Пил Линейные судьи: Мэтт Макферсон Даррен Гиббс |
| Микаэль Гранлунд (бол.) — 09:47 (М. Койву, Э. Стаал) Зак Паризе (бол.) — 17:50 (М. Койву, Ю. Бродин) Мэтт Дамба — 23:32 (Д. Уинник, Ю. Эрикссон Эк) Эрик Стаал — 34:40 (М. Гранлунд, М. Дамба) Джордан Гринуэй — 35:00 (М. Каллен, Н. Силер) Маркус Фолиньо — 38:23 (Дж. Спёрджон, Н. Силер) | 0 : 1 : 1 2 : 1 3 : 1 3 : 2 4 : 2 5 : 2 6 : 2 | 04:50 — Блейк Уилер (бол.) (Д. Бафлин, П. Лайне) 26:42 — Тайлер Майерс |                                                          | Судьи: Уэс Макколи Тим Пил Линейные судьи: Мэтт Макферсон Даррен Гиббс |
| |                                               |                                                                        |                                                          | Судьи: Уэс Макколи Тим Пил Линейные судьи: Мэтт Макферсон Даррен Гиббс |
| |                                               |                                                                        |                                                          | Судьи: Уэс Макколи Тим Пил Линейные судьи: Мэтт Макферсон Даррен Гиббс |
| |                                               |                                                                        |                                                          | Судьи: Уэс Макколи Тим Пил Линейные судьи: Мэтт Макферсон Даррен Гиббс |
| 10 мин | Штраф                                         | 6 мин                                                                  |                                                          | Судьи: Уэс Макколи Тим Пил Линейные судьи: Мэтт Макферсон Даррен Гиббс |
| |                                               |                                                                        |                                                          |                                                                        |
| | 29                                            | Броски                                                                 | 31                                                       |                                                                        |

| 17 апреля 20:00 | Миннесота Уайлд | 0 : 2 (0:1, 0:0, 0:1) | Виннипег Джетс | Эксел Энерджи-центр Зрителей: 19 227 |

| Отчёт | Отчёт        | Отчёт                                                                                        | Отчёт            | Отчёт                                                                       |
| ----- | ------------ | -------------------------------------------------------------------------------------------- | ---------------- | --------------------------------------------------------------------------- |
|       |              |                                                                                              |                  |                                                                             |
|       | Деван Дубник | Вратари                                                                                      | Коннор Хеллебайк | Судьи: Стив Козари Брайан Покмара Линейные судьи: Тони Сериколо Пьер Расико |
|       | Голы:        |                                                                                              |                  | Судьи: Стив Козари Брайан Покмара Линейные судьи: Тони Сериколо Пьер Расико |
|       | 0 : 1 0 : 2  | 19:32 — Марк Шайфли (К. Коннор, Дж. Моррисси) 59:49 — Марк Шайфли (п.в.) (Б. Уилер, Э. Копп) |                  | Судьи: Стив Козари Брайан Покмара Линейные судьи: Тони Сериколо Пьер Расико |
|       |              |                                                                                              |                  | Судьи: Стив Козари Брайан Покмара Линейные судьи: Тони Сериколо Пьер Расико |
|       |              |                                                                                              |                  | Судьи: Стив Козари Брайан Покмара Линейные судьи: Тони Сериколо Пьер Расико |
|       |              |                                                                                              |                  | Судьи: Стив Козари Брайан Покмара Линейные судьи: Тони Сериколо Пьер Расико |
| 2 мин | Штраф        | 4 мин                                                                                        |                  | Судьи: Стив Козари Брайан Покмара Линейные судьи: Тони Сериколо Пьер Расико |
|       |              |                                                                                              |                  |                                                                             |
|       | 30           | Броски                                                                                       | 28               |                                                                             |

| 20 апреля 19:30 | Виннипег Джетс | 5 : 0 (4:0, 0:0, 1:0) | Миннесота Уайлд | Белл МТС Плэйс Зрителей: 15 321 |

| Отчёт | Отчёт                         | Отчёт   | Отчёт                                                 | Отчёт                                                                 |
| --- | ----------------------------- | ------- | ----------------------------------------------------- | --------------------------------------------------------------------- |
| |                               |         |                                                       |                                                                       |
| | Коннор Хеллебайк              | Вратари | 00:00-11:59 — Деван Дубник 11:59-60:00 — Алекс Стэлок | Судьи: Дэн О’Рурк Жан Эбер Линейные судьи: Брайан Мёрфи Мишель Кормье |
| | Голы:                         |         |                                                       | Судьи: Дэн О’Рурк Жан Эбер Линейные судьи: Брайан Мёрфи Мишель Кормье |
| Джейкоб Труба — 00:31 (М. Шайфли, К. Коннор) Брайан Литтл — 05:42 (Д. Бафлин, П. Штястны) Брэндон Танев — 11:10 Йоэль Армиа — 11:59 (Д. Бафлин, Э. Копп) Марк Шайфли (бол.) — 40:32 (П. Штястны, Б. Уилер) | 1 : 0 2 : 0 3 : 0 4 : 0 5 : 0 |         |                                                       | Судьи: Дэн О’Рурк Жан Эбер Линейные судьи: Брайан Мёрфи Мишель Кормье |
| |                               |         |                                                       | Судьи: Дэн О’Рурк Жан Эбер Линейные судьи: Брайан Мёрфи Мишель Кормье |
| |                               |         |                                                       | Судьи: Дэн О’Рурк Жан Эбер Линейные судьи: Брайан Мёрфи Мишель Кормье |
| |                               |         |                                                       | Судьи: Дэн О’Рурк Жан Эбер Линейные судьи: Брайан Мёрфи Мишель Кормье |
| 6 мин | Штраф                         | 4 мин   |                                                       | Судьи: Дэн О’Рурк Жан Эбер Линейные судьи: Брайан Мёрфи Мишель Кормье |
| |                               |         |                                                       |                                                                       |
| | 26                            | Броски  | 30                                                    |                                                                       |

#### «Вегас Голден Найтс» (Т1) — «Лос-Анджелес Кингз» (УК1)
Первая встреча этих двух команд в плей-офф, так как для «Вегас Голден Найтс» это первый плей-офф в истории клуба. В сезоне 2017/18 «Вегас» и «Лос-Анджелес» провели четыре матча и каждая из команд одержала в них по две победы.
В своём первом в истории матче плей-офф «Вегас» одержал победу с минимальным счётом 1:0. Автором единственного гола стал защитник Ши Теодор. Второй матч серии завершился победой «Вегаса» во втором овертайме. Матч продлился 95 минут 22 секунды и стал самым продолжительным как в истории «Вегас Голден Найтс» так и «Лос-Анджелес Кингз». Защитник «Кингз» Дрю Даути был дисквалифицирован за удар Уильяма Каррье и пропускал матч № 2. Серия завершилась «сухой» победой «Голден Найтс» и команда из Невады стала первой в истории НХЛ, кому удалось выиграть серию плей-офф со счётом 4-0 в дебютном сезоне в лиге.
| 11 апреля 22:00 | Вегас Голден Найтс | 1 : 0 (1:0, 0:0, 0:0) | Лос-Анджелес Кингз | Ти-Мобайл Арена Зрителей: 18 479 |

| Отчёт                        | Отчёт            | Отчёт   | Отчёт         | Отчёт                                                                          |
| ---------------------------- | ---------------- | ------- | ------------- | ------------------------------------------------------------------------------ |
|                              |                  |         |               |                                                                                |
|                              | Марк-Андре Флёри | Вратари | Джонатан Куик | Судьи: Эрик Фурлатт Келли Сазерленд Линейные судьи: Давид Брисбуа Брэд Ковачик |
|                              | Голы:            |         |               | Судьи: Эрик Фурлатт Келли Сазерленд Линейные судьи: Давид Брисбуа Брэд Ковачик |
| Ши Теодор — 03:23 (Т. Носек) | 1 : 0            |         |               | Судьи: Эрик Фурлатт Келли Сазерленд Линейные судьи: Давид Брисбуа Брэд Ковачик |
|                              |                  |         |               | Судьи: Эрик Фурлатт Келли Сазерленд Линейные судьи: Давид Брисбуа Брэд Ковачик |
|                              |                  |         |               | Судьи: Эрик Фурлатт Келли Сазерленд Линейные судьи: Давид Брисбуа Брэд Ковачик |
|                              |                  |         |               | Судьи: Эрик Фурлатт Келли Сазерленд Линейные судьи: Давид Брисбуа Брэд Ковачик |
| 6 мин                        | Штраф            | 6 мин   |               | Судьи: Эрик Фурлатт Келли Сазерленд Линейные судьи: Давид Брисбуа Брэд Ковачик |
|                              |                  |         |               |                                                                                |
|                              | 28               | Броски  | 30            |                                                                                |

| 13 апреля 22:00 | Вегас Голден Найтс | 2 : 1 (2ОТ) (1:0, 0:1, 0:0, 0:0, 1:0) | Лос-Анджелес Кингз | Ти-Мобайл Арена Зрителей: 18 558 |

| Отчёт                                                                                   | Отчёт             | Отчёт                                          | Отчёт         | Отчёт                                                                            |
| --------------------------------------------------------------------------------------- | ----------------- | ---------------------------------------------- | ------------- | -------------------------------------------------------------------------------- |
|                                                                                         |                   |                                                |               |                                                                                  |
|                                                                                         | Марк-Андре Флёри  | Вратари                                        | Джонатан Куик | Судьи: Кевин Поллок Франсуа Сан-Лоран Линейные судьи: Дарен Гиббс Мэтт Макферсон |
|                                                                                         | Голы:             |                                                |               | Судьи: Кевин Поллок Франсуа Сан-Лоран Линейные судьи: Дарен Гиббс Мэтт Макферсон |
| Алекс Так (бол.) — 14:47 (Ж. Маршессо, Р. Смит) Эрик Хаула — 95:22 (Дж. Нил, Ш. Теодор) | 1 : 0 1 : 1 2 : 1 | 35:55 — Пол Ладью (бол.) (Д. Фанёф, М. Амадио) |               | Судьи: Кевин Поллок Франсуа Сан-Лоран Линейные судьи: Дарен Гиббс Мэтт Макферсон |
|                                                                                         |                   |                                                |               | Судьи: Кевин Поллок Франсуа Сан-Лоран Линейные судьи: Дарен Гиббс Мэтт Макферсон |
|                                                                                         |                   |                                                |               | Судьи: Кевин Поллок Франсуа Сан-Лоран Линейные судьи: Дарен Гиббс Мэтт Макферсон |
|                                                                                         |                   |                                                |               | Судьи: Кевин Поллок Франсуа Сан-Лоран Линейные судьи: Дарен Гиббс Мэтт Макферсон |
| 6 мин                                                                                   | Штраф             | 8 мин                                          |               | Судьи: Кевин Поллок Франсуа Сан-Лоран Линейные судьи: Дарен Гиббс Мэтт Макферсон |
|                                                                                         |                   |                                                |               |                                                                                  |
|                                                                                         | 56                | Броски                                         | 30            |                                                                                  |

| 15 апреля 22:30 | Лос-Анджелес Кингз | 2 : 3 (1:0, 0:0, 1:3) | Вегас Голден Найтс | Стэйплс-центр Зрителей: 18 484 |

| Отчёт                                                                             | Отчёт                       | Отчёт | Отчёт            | Отчёт                                                                    |
| --------------------------------------------------------------------------------- | --------------------------- | --- | ---------------- | ------------------------------------------------------------------------ |
|                                                                                   |                             | |                  |                                                                          |
|                                                                                   | Джонатан Куик               | Вратари | Марк-Андре Флёри | Судьи: Кайл Реман Дэн О’Хэллоран Линейные судьи: Дерек Амелл Марк Шевчик |
|                                                                                   | Голы:                       | |                  | Судьи: Кайл Реман Дэн О’Хэллоран Линейные судьи: Дерек Амелл Марк Шевчик |
| Алекс Аяфалло — 13:14 (А. Копитар, Д. Браун) Анже Копитар — 57:56 (О. Фантенберг) | 1 : 0 1 : 1 : 2 1 : 3 2 : 3 | 46:10 — Коди Икин (Р. Карпентер, Д. Перрон) 54:23 — Джеймс Нил (Н. Шмидт, А. Так) 54:44 — Вильям Карлссон (Р. Смит, Ж. Маршессо) |                  | Судьи: Кайл Реман Дэн О’Хэллоран Линейные судьи: Дерек Амелл Марк Шевчик |
|                                                                                   |                             | |                  | Судьи: Кайл Реман Дэн О’Хэллоран Линейные судьи: Дерек Амелл Марк Шевчик |
|                                                                                   |                             | |                  | Судьи: Кайл Реман Дэн О’Хэллоран Линейные судьи: Дерек Амелл Марк Шевчик |
|                                                                                   |                             | |                  | Судьи: Кайл Реман Дэн О’Хэллоран Линейные судьи: Дерек Амелл Марк Шевчик |
| 10 мин                                                                            | Штраф                       | 12 мин |                  | Судьи: Кайл Реман Дэн О’Хэллоран Линейные судьи: Дерек Амелл Марк Шевчик |
|                                                                                   |                             | |                  |                                                                          |
|                                                                                   | 39                          | Броски | 26               |                                                                          |

| 17 апреля 22:30 | Лос-Анджелес Кингз | 0 : 1 (0:0, 0:1, 0:0) | Вегас Голден Найтс | Стэйплс-центр Зрителей: 18 422 |

| Отчёт | Отчёт         | Отчёт                                          | Отчёт            | Отчёт                                                                    |
| ----- | ------------- | ---------------------------------------------- | ---------------- | ------------------------------------------------------------------------ |
|       |               |                                                |                  |                                                                          |
|       | Джонатан Куик | Вратари                                        | Марк-Андре Флёри | Судьи: Франсис Шарон Брэд Уотсон Линейные судьи: Мирк Шевчик Дерек Амелл |
|       | Голы:         |                                                |                  | Судьи: Франсис Шарон Брэд Уотсон Линейные судьи: Мирк Шевчик Дерек Амелл |
|       | 0 : 1         | 24:04 — Брэйден Макнэбб (Р. Смит, В. Карлссон) |                  | Судьи: Франсис Шарон Брэд Уотсон Линейные судьи: Мирк Шевчик Дерек Амелл |
|       |               |                                                |                  | Судьи: Франсис Шарон Брэд Уотсон Линейные судьи: Мирк Шевчик Дерек Амелл |
|       |               |                                                |                  | Судьи: Франсис Шарон Брэд Уотсон Линейные судьи: Мирк Шевчик Дерек Амелл |
|       |               |                                                |                  | Судьи: Франсис Шарон Брэд Уотсон Линейные судьи: Мирк Шевчик Дерек Амелл |
| 2 мин | Штраф         | 4 мин                                          |                  | Судьи: Франсис Шарон Брэд Уотсон Линейные судьи: Мирк Шевчик Дерек Амелл |
|       |               |                                                |                  |                                                                          |
|       | 31            | Броски                                         | 21               |                                                                          |

#### «Анахайм Дакс» (Т2) — «Сан-Хосе Шаркс» (Т3)
Вторая встреча «Анахайма» и «Сан-Хосе» в плей-офф. Предыдущая состоялась в четвертьфинале Западной конференции 2009 и завершилась победой «Дакс» в шести матчах. В сезоне 2017/18 «Сан-Хосе» выиграл у «Анахайма» три матча из четырёх.
«Сан-Хосе Шаркс» выиграли первые четыре матча и оформили победу в серии со счётом 4-0, которая стала второй «сухой» победой в плей-офф в истории клуба.
| 12 апреля 22:30 | Анахайм Дакс | 0 : 3 (0:0, 0:3, 0:0) | Сан-Хосе Шаркс | Хонда-центр Зрителей: 17 147 |

| Отчёт  | Отчёт             | Отчёт | Отчёт        | Отчёт                                                                |
| ------ | ----------------- | --- | ------------ | -------------------------------------------------------------------- |
|        |                   | |              |                                                                      |
|        | Джон Гибсон       | Вратари | Мартин Джонс | Судьи: Жан Эбер Дэн О’Рурк Линейные судьи: Пьер Расико Тони Сериколо |
|        | Голы:             | |              | Судьи: Жан Эбер Дэн О’Рурк Линейные судьи: Пьер Расико Тони Сериколо |
|        | 0 : 1 0 : 2 0 : 3 | 27:07 — Эвандер Кейн (бол.) (Дж. Павелски, Т. Гертл) 33:51 — Эвандер Кейн (Дж. Павелски, Б. Диллон) 35:15 — Брент Бёрнс (Т. Майер) |              | Судьи: Жан Эбер Дэн О’Рурк Линейные судьи: Пьер Расико Тони Сериколо |
|        |                   | |              | Судьи: Жан Эбер Дэн О’Рурк Линейные судьи: Пьер Расико Тони Сериколо |
|        |                   | |              | Судьи: Жан Эбер Дэн О’Рурк Линейные судьи: Пьер Расико Тони Сериколо |
|        |                   | |              | Судьи: Жан Эбер Дэн О’Рурк Линейные судьи: Пьер Расико Тони Сериколо |
| 12 мин | Штраф             | 6 мин |              | Судьи: Жан Эбер Дэн О’Рурк Линейные судьи: Пьер Расико Тони Сериколо |
|        |                   | |              |                                                                      |
|        | 25                | Броски | 34           |                                                                      |

| 14 апреля 22:30 | Анахайм Дакс | 2 : 3 (1:2, 1:1, 0:0) | Сан-Хосе Шаркс | Хонда-центр Зрителей: 17 430 |

| Отчёт                                                                                          | Отчёт                       | Отчёт | Отчёт        | Отчёт                                                                      |
| ---------------------------------------------------------------------------------------------- | --------------------------- | --- | ------------ | -------------------------------------------------------------------------- |
|                                                                                                |                             | |              |                                                                            |
|                                                                                                | Джон Гибсон                 | Вратари | Мартин Джонс | Судьи: Франсис Шарон Брэд Уотсон Линейные судьи: Тони Сериколо Пьер Расико |
|                                                                                                | Голы:                       | |              | Судьи: Франсис Шарон Брэд Уотсон Линейные судьи: Тони Сериколо Пьер Расико |
| Якоб Сильверберг — 00:40 (Х. Линдхольм) Хампус Линдхольм (бол.) — 27:51 (Р. Гецлаф, Р. Кеслер) | 1 : 0 1 : 1 : 2 1 : 3 2 : 3 | 09:41 — Маркус Сёренсен (М. Карлссон, Б. Диллон) 14:41 — Логан Кутюр (бол.) (К. Лабэнк, Дж. Павелски) 21:11 — Томаш Гертл (М. Бёдкер, Л. Кутюр) |              | Судьи: Франсис Шарон Брэд Уотсон Линейные судьи: Тони Сериколо Пьер Расико |
|                                                                                                |                             | |              | Судьи: Франсис Шарон Брэд Уотсон Линейные судьи: Тони Сериколо Пьер Расико |
|                                                                                                |                             | |              | Судьи: Франсис Шарон Брэд Уотсон Линейные судьи: Тони Сериколо Пьер Расико |
|                                                                                                |                             | |              | Судьи: Франсис Шарон Брэд Уотсон Линейные судьи: Тони Сериколо Пьер Расико |
| 8 мин                                                                                          | Штраф                       | 6 мин |              | Судьи: Франсис Шарон Брэд Уотсон Линейные судьи: Тони Сериколо Пьер Расико |
|                                                                                                |                             | |              |                                                                            |
|                                                                                                | 30                          | Броски | 35           |                                                                            |

| 16 апреля 22:30 | Сан-Хосе Шаркс | 8 : 1 (1:1, 4:0, 3:0) | Анахайм Дакс | SAP-центр в Сан-Хосе Зрителей: 17 562 |

| Отчёт | Отчёт                                                 | Отчёт                                                | Отчёт                                                | Отчёт                                                                          |
| --- | ----------------------------------------------------- | ---------------------------------------------------- | ---------------------------------------------------- | ------------------------------------------------------------------------------ |
| |                                                       |                                                      |                                                      |                                                                                |
| | Мартин Джонс                                          | Вратари                                              | 00:00-40:00 — Джон Гибсон 40:00-60:00 — Райан Миллер | Судьи: Кевин Поллок Франсуа Сан-Лоран Линейные судьи: Кил Марчисон Скотт Черри |
| | Голы:                                                 |                                                      |                                                      | Судьи: Кевин Поллок Франсуа Сан-Лоран Линейные судьи: Кил Марчисон Скотт Черри |
| Логан Кутюр — 03:44 (М. Бёдкер) Йоонас Донской — 21:15 (Э. Кейн) Маркус Сёренсен — 23:41 (Й. Донской) Эрик Фер — 33:43 (М. Сёренсен, М. Карлссон) Томаш Гертл (бол.) — 36:49 (Дж. Павелски, Л. Кутюр) Джо Павелски (бол.) — 50:04 (Т. Майер, Й. Донской) Эвандер Кейн (бол.) — 57:16 (М.-Э. Власик, Л. Кутюр) Тимо Майер (бол.) — 59:36 (К. Тирни, К. Лабэнк) | 1 : 0 1 : 1 2 : 1 3 : 1 4 : 1 5 : 1 6 : 1 7 : 1 8 : 1 | 13:40 — Рикард Ракелль (бол.) (Б. Монтур, Р. Гецлаф) |                                                      | Судьи: Кевин Поллок Франсуа Сан-Лоран Линейные судьи: Кил Марчисон Скотт Черри |
| |                                                       |                                                      |                                                      | Судьи: Кевин Поллок Франсуа Сан-Лоран Линейные судьи: Кил Марчисон Скотт Черри |
| |                                                       |                                                      |                                                      | Судьи: Кевин Поллок Франсуа Сан-Лоран Линейные судьи: Кил Марчисон Скотт Черри |
| |                                                       |                                                      |                                                      | Судьи: Кевин Поллок Франсуа Сан-Лоран Линейные судьи: Кил Марчисон Скотт Черри |
| 8 мин | Штраф                                                 | 28 мин                                               |                                                      | Судьи: Кевин Поллок Франсуа Сан-Лоран Линейные судьи: Кил Марчисон Скотт Черри |
| |                                                       |                                                      |                                                      |                                                                                |
| | 36                                                    | Броски                                               | 46                                                   |                                                                                |

| 18 апреля 22:30 | Сан-Хосе Шаркс | 2 : 1 (1:0, 0:0, 1:1) | Анахайм Дакс | SAP-центр в Сан-Хосе Зрителей: 17 562 |

| Отчёт                                                                              | Отчёт             | Отчёт                                              | Отчёт       | Отчёт                                                                         |
| ---------------------------------------------------------------------------------- | ----------------- | -------------------------------------------------- | ----------- | ----------------------------------------------------------------------------- |
|                                                                                    |                   |                                                    |             |                                                                               |
|                                                                                    | Мартин Джонс      | Вратари                                            | Джон Гибсон | Судьи: Эрик Фурлатт Келли Сазерленд Линейные судьи: Давид Брисбуа Марк Шевчик |
|                                                                                    | Голы:             |                                                    |             | Судьи: Эрик Фурлатт Келли Сазерленд Линейные судьи: Давид Брисбуа Марк Шевчик |
| Маркус Сёренсен — 05:43 (Б. Бёрнс, М. Карлссон) Томаш Гертл — 49:09 (М.-Э. Власик) | 1 : 0 1 : 1 2 : 1 | 47:53 — Эндрю Коглиано (Р. Кеслер, Я. Сильверберг) |             | Судьи: Эрик Фурлатт Келли Сазерленд Линейные судьи: Давид Брисбуа Марк Шевчик |
|                                                                                    |                   |                                                    |             | Судьи: Эрик Фурлатт Келли Сазерленд Линейные судьи: Давид Брисбуа Марк Шевчик |
|                                                                                    |                   |                                                    |             | Судьи: Эрик Фурлатт Келли Сазерленд Линейные судьи: Давид Брисбуа Марк Шевчик |
|                                                                                    |                   |                                                    |             | Судьи: Эрик Фурлатт Келли Сазерленд Линейные судьи: Давид Брисбуа Марк Шевчик |
| 8 мин                                                                              | Штраф             | 6 мин                                              |             | Судьи: Эрик Фурлатт Келли Сазерленд Линейные судьи: Давид Брисбуа Марк Шевчик |
|                                                                                    |                   |                                                    |             |                                                                               |
|                                                                                    | 24                | Броски                                             | 31          |                                                                               |

## Второй раунд

### Восточная конференция

#### «Тампа-Бэй Лайтнинг» (А1) — «Бостон Брюинз» (А2)
Вторая встреча в плей-офф «Тампы-Бэй Лайтнинг» и «Бостон Брюинз». Предыдущая встреча состоялась в финале Восточной конференции 2011, которую выиграл «Бостон» в семи матчах. «Брюинз» одержали три победы в четырёх матчах регулярного чемпионата 2017/18 против «Лайтнинг».
«Тампа» выиграла серию в пяти матчах. Проиграв первый матч серии со счётом 2:6, «Лайтнинг» далее одержали четыре победы подряд и вышли в финал Восточной конференции в третий раз за последние 4 сезона.
| 28 апреля 15:00 | Тампа-Бэй Лайтнинг | 2 : 6 (0:1, 2:2, 0:3) | Бостон Брюинз | Амали-арена Зрителей: 19 092 |

| Отчёт                                                                                         | Отчёт                                           | Отчёт | Отчёт       | Отчёт                                                                       |
| --------------------------------------------------------------------------------------------- | ----------------------------------------------- | --- | ----------- | --------------------------------------------------------------------------- |
|                                                                                               |                                                 | |             |                                                                             |
|                                                                                               | Андрей Василевский                              | Вратари | Туукка Раск | Судьи: Дэн О’Хэллоран Брэд Майер Линейные судьи: Давид Брисбуа Брэд Ковачик |
|                                                                                               | Голы:                                           | |             | Судьи: Дэн О’Хэллоран Брэд Майер Линейные судьи: Давид Брисбуа Брэд Ковачик |
| Дэн Жирарди — 22:31 (С. Пакетт, В. Хедман) Михаил Сергачёв (бол.) — 33:22 (Б. Пойнт, Я. Гурд) | 0 : 1 0 : 2 1 : 2 1 : 3 2 : 3 2 : 4 2 : 5 2 : 6 | 17:11 — Рик Нэш (бол.) (Д. Пастрняк, П. Бержерон) 20:42 — Патрис Бержерон (Д. Пастрняк, Б. Маршан) 32:33 — Рик Нэш (Д. Крейчи, Д. Пастрняк) 43:32 — Брэд Маршан (Ч. Макэвой) 50:11 — Патрис Бержерон (Б. Маршан, Д. Пастрняк) 53:41 — Джейк Дебраск (Б. Маршан, Ч. Макэвой) |             | Судьи: Дэн О’Хэллоран Брэд Майер Линейные судьи: Давид Брисбуа Брэд Ковачик |
|                                                                                               |                                                 | |             | Судьи: Дэн О’Хэллоран Брэд Майер Линейные судьи: Давид Брисбуа Брэд Ковачик |
|                                                                                               |                                                 | |             | Судьи: Дэн О’Хэллоран Брэд Майер Линейные судьи: Давид Брисбуа Брэд Ковачик |
|                                                                                               |                                                 | |             | Судьи: Дэн О’Хэллоран Брэд Майер Линейные судьи: Давид Брисбуа Брэд Ковачик |
| 2 мин                                                                                         | Штраф                                           | 6 мин |             | Судьи: Дэн О’Хэллоран Брэд Майер Линейные судьи: Давид Брисбуа Брэд Ковачик |
|                                                                                               |                                                 | |             |                                                                             |
|                                                                                               | 36                                              | Броски | 24          |                                                                             |

| 30 апреля 19:00 | Тампа-Бэй Лайтнинг | 4 : 2 (1:1, 1:0, 2:1) | Бостон Брюинз | Амали-арена Зрителей: 19 092 |

| Отчёт | Отчёт                               | Отчёт                                                                                     | Отчёт       | Отчёт                                                                          |
| --- | ----------------------------------- | ----------------------------------------------------------------------------------------- | ----------- | ------------------------------------------------------------------------------ |
| |                                     |                                                                                           |             |                                                                                |
| | Андрей Василевский                  | Вратари                                                                                   | Туукка Раск | Судьи: Келли Сазерленд Эрик Фурлатт Линейные судьи: Давид Брисбуа Брэд Ковачик |
| | Голы:                               |                                                                                           |             | Судьи: Келли Сазерленд Эрик Фурлатт Линейные судьи: Давид Брисбуа Брэд Ковачик |
| Янни Гурд (бол.) — 11:47 (Б. Пойнт, М. Сергачёв) Тайлер Джонсон — 30:14 (Б. Пойнт, О. Палат) Ондржей Палат — 54:08 (Б. Пойнт) Брэйден Пойнт (п.в.) — 59:34 (В. Хедман) | 1 : 0 1 : 1 2 : 1 3 : 1 3 : 2 4 : 2 | 18:30 — Чарли Макэвой (П. Бержерон, Б. Маршан) 55:58 — Тори Круг (Д. Пастрняк, Б. Маршан) |             | Судьи: Келли Сазерленд Эрик Фурлатт Линейные судьи: Давид Брисбуа Брэд Ковачик |
| |                                     |                                                                                           |             | Судьи: Келли Сазерленд Эрик Фурлатт Линейные судьи: Давид Брисбуа Брэд Ковачик |
| |                                     |                                                                                           |             | Судьи: Келли Сазерленд Эрик Фурлатт Линейные судьи: Давид Брисбуа Брэд Ковачик |
| |                                     |                                                                                           |             | Судьи: Келли Сазерленд Эрик Фурлатт Линейные судьи: Давид Брисбуа Брэд Ковачик |
| 12 мин | Штраф                               | 14 мин                                                                                    |             | Судьи: Келли Сазерленд Эрик Фурлатт Линейные судьи: Давид Брисбуа Брэд Ковачик |
| |                                     |                                                                                           |             |                                                                                |
| | 31                                  | Броски                                                                                    | 20          |                                                                                |

| 2 мая 19:00 | Бостон Брюинз | 1 : 4 (1:3, 0:0, 0:1) | Тампа-Бэй Лайтнинг | ТД-гарден Зрителей: 17 565 |

| Отчёт                                                 | Отчёт                         | Отчёт | Отчёт              | Отчёт                                                                   |
| ----------------------------------------------------- | ----------------------------- | --- | ------------------ | ----------------------------------------------------------------------- |
|                                                       |                               | |                    |                                                                         |
|                                                       | Туукка Раск                   | Вратари | Андрей Василевский | Судьи: Марк Жоанетт Уэс Макколи Линейные судьи: Дерек Амелл Марк Шевчик |
|                                                       | Голы:                         | |                    | Судьи: Марк Жоанетт Уэс Макколи Линейные судьи: Дерек Амелл Марк Шевчик |
| Патрис Бержерон (бол.) — 14:12 (Д. Пастрняк, Рик Нэш) | 0 : 1 0 : 2 1 : 2 1 : 3 1 : 4 | 01:47 — Ондржей Палат (Т. Джонсон, А. Строльман) 03:19 — Ондржей Палат (В. Хедман, Д. Жирарди) 16:43 — Энтони Сирелли (Я. Гурд, Р. Макдона) 59:18 — Стивен Стэмкос (бол.) (п.в.) (Джей Ти Миллер, В. Хедман) |                    | Судьи: Марк Жоанетт Уэс Макколи Линейные судьи: Дерек Амелл Марк Шевчик |
|                                                       |                               | |                    | Судьи: Марк Жоанетт Уэс Макколи Линейные судьи: Дерек Амелл Марк Шевчик |
|                                                       |                               | |                    | Судьи: Марк Жоанетт Уэс Макколи Линейные судьи: Дерек Амелл Марк Шевчик |
|                                                       |                               | |                    | Судьи: Марк Жоанетт Уэс Макколи Линейные судьи: Дерек Амелл Марк Шевчик |
| 27 мин                                                | Штраф                         | 19 мин |                    | Судьи: Марк Жоанетт Уэс Макколи Линейные судьи: Дерек Амелл Марк Шевчик |
|                                                       |                               | |                    |                                                                         |
|                                                       | 29                            | Броски | 37                 |                                                                         |

| 4 мая 19:00 | Бостон Брюинз | 3 : 4 (ОТ) (1:2, 1:0, 1:1, 0:1) | Тампа-Бэй Лайтнинг | ТД-гарден Зрителей: 17 565 |

| Отчёт | Отчёт                                   | Отчёт | Отчёт              | Отчёт                                                                   |
| --- | --------------------------------------- | --- | ------------------ | ----------------------------------------------------------------------- |
| |                                         | |                    |                                                                         |
| | Туукка Раск                             | Вратари | Андрей Василевский | Судьи: Кевин Поллок Брэд Уотсон Линейные судьи: Дерек Амелл Марк Шевчик |
| | Голы:                                   | |                    | Судьи: Кевин Поллок Брэд Уотсон Линейные судьи: Дерек Амелл Марк Шевчик |
| Давид Пастрняк (бол.) — 15:28 (Т. Круг, Б. Маршан) Патрис Бержерон (бол.) — 22:04 (Т. Круг) Патрис Бержерон (мен.) — 46:36 (Б. Маршан) | 0 : 1 0 : 2 1 : 2 2 : 2 3 : 2 3 : 3 : 4 | 04:36 — Брэйден Пойнт 09:53 — Никита Кучеров (бол.) (В. Хедман, С. Стэмкос) 52:56 — Стивен Стэмкос (Джей Ти Миллер) 63:18 — Дэн Жирарди (А. Киллорн, Я. Гурд) |                    | Судьи: Кевин Поллок Брэд Уотсон Линейные судьи: Дерек Амелл Марк Шевчик |
| |                                         | |                    | Судьи: Кевин Поллок Брэд Уотсон Линейные судьи: Дерек Амелл Марк Шевчик |
| |                                         | |                    | Судьи: Кевин Поллок Брэд Уотсон Линейные судьи: Дерек Амелл Марк Шевчик |
| |                                         | |                    | Судьи: Кевин Поллок Брэд Уотсон Линейные судьи: Дерек Амелл Марк Шевчик |
| 8 мин | Штраф                                   | 8 мин |                    | Судьи: Кевин Поллок Брэд Уотсон Линейные судьи: Дерек Амелл Марк Шевчик |
| |                                         | |                    |                                                                         |
| | 32                                      | Броски | 28                 |                                                                         |

| 6 мая 15:00 | Тампа-Бэй Лайтнинг | 3 : 1 (0:1, 2:0, 1:0) | Бостон Брюинз | Амали-арена Зрителей: 19 092 |

| Отчёт | Отчёт                 | Отчёт                                                 | Отчёт       | Отчёт                                                                   |
| --- | --------------------- | ----------------------------------------------------- | ----------- | ----------------------------------------------------------------------- |
| |                       |                                                       |             |                                                                         |
| | Андрей Василевский    | Вратари                                               | Туукка Раск | Судьи: Горд Дуайер Крис Руни Линейные судьи: Брайан Мёрфи Мишель Кормье |
| | Голы:                 |                                                       |             | Судьи: Горд Дуайер Крис Руни Линейные судьи: Брайан Мёрфи Мишель Кормье |
| Брэйден Пойнт — 30:43 Джей Ти Миллер (бол.) — 34:00 (Н. Кучеров, С. Стэмкос) Антон Строльман (п.в.) — 58:31 (В. Хедман) | 0 : 1 : 1 2 : 1 3 : 1 | 19:12 — Давид Крейчи (бол.) (Ч. Макэвой, П. Бержерон) |             | Судьи: Горд Дуайер Крис Руни Линейные судьи: Брайан Мёрфи Мишель Кормье |
| |                       |                                                       |             | Судьи: Горд Дуайер Крис Руни Линейные судьи: Брайан Мёрфи Мишель Кормье |
| |                       |                                                       |             | Судьи: Горд Дуайер Крис Руни Линейные судьи: Брайан Мёрфи Мишель Кормье |
| |                       |                                                       |             | Судьи: Горд Дуайер Крис Руни Линейные судьи: Брайан Мёрфи Мишель Кормье |
| 8 мин | Штраф                 | 8 мин                                                 |             | Судьи: Горд Дуайер Крис Руни Линейные судьи: Брайан Мёрфи Мишель Кормье |
| |                       |                                                       |             |                                                                         |
| | 22                    | Броски                                                | 28          |                                                                         |

#### «Вашингтон Кэпиталз» (С1) — «Питтсбург Пингвинз» (С2)
Одиннадцатая встреча между «Вашингтон Кэпиталз» и «Питтсбург Пингвинз» в плей-офф и третья подряд во втором раунде. «Питтсбург» выиграл 9 из предыдущих десяти встреч, последняя из которых состоялась в прошлом году и завершилась победой «Пингвинз» в семи матчах. В регулярном чемпионате команды провели между собой 4 матча и одержали в них по две победы.
«Вашингтон» победил в серии со счётом 4-2. Первый матч серии завершился победой «Питтсбурга» со счётом 3:2. «Вашингтон» открыл счёт уже через 17 секунд после начала матча. В самом начале 3-го периода Александр Овечкин удваивает счёт и набирает своё 100-е очко в матчах плей-офф. Однако «Питтсбург» менее чем за 5 минут игрового времени забивает 3 шайбы подряд и выходит вперёд. «Кэпиталз» за оставшееся время так и не удалось сравнять счёт. Во втором матче победу праздновал «Вашингтон» со счётом 4:1. В матче № 3 в состав «Питтсбурга» вернулся нападающий Евгений Малкин, пропустивший предыдущие три игры из-за травмы. В равном матче сильнее оказались хоккеисты «Вашингтон Кэпиталз» со счётом 4:3. Александр Овечкин забросил победную шайбу за 67 секунд до конца основного времени. Четвёртый матч выиграли хоккеисты из Питтсбурга со счётом 3:1. Нападающий «Кэпиталз» Том Уилсон получил 3-матчевую дисквалификацию за силовой приём проведённый в прошлом матче против Зака Астона-Риза. Пятый матч закончился победой «Вашингтона» со счётом 6:3. Шайба заброшенная Сидни Кросби стала для игрока 66-й в карьере, благодаря которой игрок вышел на 2-е место в списке лучших снайперов «Пингвинз» в плей-офф, обойдя Яромира Ягра. В концовке пятого матча нападающий «Кэпиталз» Никлас Бекстрём получил травму руки и не смог принять участие в следующем матче. Его место в составе занял Натан Уокер, который стал первым австралийцем принявшим участие в матче плей-офф и первым набравшим результативный балл. Основное время матча завершилось с ничейным счётом 1:1. На шестой минуте овертайма Евгений Кузнецов получив пас от Александра Овечкина, вышел 1 на 1 с вратарём «Питтсбурга» и забил победную шайбу, которая принесла «Кэпиталз» общую победу в серии. «Вашингтон Кэпиталз» во второй раз в своей истории обыграл в плей-офф «Питтсбург Пингвинз» и впервые за 20 лет вышел в финал конференции.
| 26 апреля 19:00 | Вашингтон Кэпиталз | 2 : 3 (1:0, 0:0, 1:3) | Питтсбург Пингвинз | Кэпитал Уан-арена Зрителей: 18 506 |

| Отчёт                                                                                            | Отчёт                       | Отчёт | Отчёт       | Отчёт                                                                       |
| ------------------------------------------------------------------------------------------------ | --------------------------- | --- | ----------- | --------------------------------------------------------------------------- |
|                                                                                                  |                             | |             |                                                                             |
|                                                                                                  | Брэйден Холтби              | Вратари | Мэтт Мюррей | Судьи: Брэд Майер Дэн О’Хэллоран Линейные судьи: Мишель Кормье Брайан Мёрфи |
|                                                                                                  | Голы:                       | |             | Судьи: Брэд Майер Дэн О’Хэллоран Линейные судьи: Мишель Кормье Брайан Мёрфи |
| Евгений Кузнецов — 00:17 (А. Овечкин, Т. Уилсон) Александр Овечкин — 40:28 (Т. Уилсон, Д. Орлов) | 1 : 0 2 : 0 2 : 1 2 : 2 : 3 | 42:59 — Патрик Хёрнквист (Дж. Шульц, Дж. Генцел) 45:20 — Сидни Кросби (Дж. Генцел, П. Хёрнквист) 47:48 — Джейк Генцел (С. Кросби) |             | Судьи: Брэд Майер Дэн О’Хэллоран Линейные судьи: Мишель Кормье Брайан Мёрфи |
|                                                                                                  |                             | |             | Судьи: Брэд Майер Дэн О’Хэллоран Линейные судьи: Мишель Кормье Брайан Мёрфи |
|                                                                                                  |                             | |             | Судьи: Брэд Майер Дэн О’Хэллоран Линейные судьи: Мишель Кормье Брайан Мёрфи |
|                                                                                                  |                             | |             | Судьи: Брэд Майер Дэн О’Хэллоран Линейные судьи: Мишель Кормье Брайан Мёрфи |
| 4 мин                                                                                            | Штраф                       | 2 мин |             | Судьи: Брэд Майер Дэн О’Хэллоран Линейные судьи: Мишель Кормье Брайан Мёрфи |
|                                                                                                  |                             | |             |                                                                             |
|                                                                                                  | 34                          | Броски | 25          |                                                                             |

| 29 апреля 15:00 | Вашингтон Кэпиталз | 4 : 1 (2:0, 1:1, 1:0) | Питтсбург Пингвинз | Кэпитал Уан-арена Зрителей: 18 506 |

| Отчёт | Отчёт                         | Отчёт                                       | Отчёт       | Отчёт                                                                |
| --- | ----------------------------- | ------------------------------------------- | ----------- | -------------------------------------------------------------------- |
| |                               |                                             |             |                                                                      |
| | Брэйден Холтби                | Вратари                                     | Мэтт Мюррей | Судьи: Крис Руни Горд Дуайер Линейные судьи: Дерек Амелл Марк Шевчик |
| | Голы:                         |                                             |             | Судьи: Крис Руни Горд Дуайер Линейные судьи: Дерек Амелл Марк Шевчик |
| Александр Овечкин — 01:26 Якуб Врана (бол.) — 14:54 (Л. Эллер, Б. Холтби) Бретт Коннолли — 22:08 (Л. Эллер) Никлас Бекстрём (п.в.) — 59:53 (Т. Уилсон, Л. Эллер) | 1 : 0 2 : 0 3 : 0 3 : 1 4 : 1 | 33:04 — Крис Летанг (Дж. Шульц, Дж. Генцел) |             | Судьи: Крис Руни Горд Дуайер Линейные судьи: Дерек Амелл Марк Шевчик |
| |                               |                                             |             | Судьи: Крис Руни Горд Дуайер Линейные судьи: Дерек Амелл Марк Шевчик |
| |                               |                                             |             | Судьи: Крис Руни Горд Дуайер Линейные судьи: Дерек Амелл Марк Шевчик |
| |                               |                                             |             | Судьи: Крис Руни Горд Дуайер Линейные судьи: Дерек Амелл Марк Шевчик |
| 10 мин | Штраф                         | 10 мин                                      |             | Судьи: Крис Руни Горд Дуайер Линейные судьи: Дерек Амелл Марк Шевчик |
| |                               |                                             |             |                                                                      |
| | 32                            | Броски                                      | 33          |                                                                      |

| 1 мая 19:30 | Питтсбург Пингвинз | 3 : 4 (0:0, 3:2, 0:2) | Вашингтон Кэпиталз | PPG Paints-арена Зрителей: 18 634 |

| Отчёт | Отчёт                                 | Отчёт | Отчёт          | Отчёт                                                                             |
| --- | ------------------------------------- | --- | -------------- | --------------------------------------------------------------------------------- |
| |                                       | |                |                                                                                   |
| | Мэтт Мюррей                           | Вратари | Брэйден Холтби | Судьи: Кевин Поллок Франсуа Сан-Лоран Линейные судьи: Грег Деворски Райан Гиббонс |
| | Голы:                                 | |                | Судьи: Кевин Поллок Франсуа Сан-Лоран Линейные судьи: Грег Деворски Райан Гиббонс |
| Джейк Генцел — 24:33 (Дж. Шульц, С. Кросби) Патрик Хёрнквист (бол.) — 26:49 (Е. Малкин, Ф. Кессел) Сидни Кросби — 36:27 (Дж. Генцел, К. Летанг) | 0 : 1 : 1 2 : 1 2 : 2 3 : 2 3 : 3 : 4 | 20:48 — Джон Карлсон (бол.) (Н. Бекстрём, А. Овечкин) 31:04 — Чендлер Стивенсон (Ти Джей Оши, Н. Бекстрём) 45:06 — Мэтт Нисканен (Д. Орлов, Т. Уилсон) 58:53 — Александр Овечкин (Н. Бекстрём) |                | Судьи: Кевин Поллок Франсуа Сан-Лоран Линейные судьи: Грег Деворски Райан Гиббонс |
| |                                       | |                | Судьи: Кевин Поллок Франсуа Сан-Лоран Линейные судьи: Грег Деворски Райан Гиббонс |
| |                                       | |                | Судьи: Кевин Поллок Франсуа Сан-Лоран Линейные судьи: Грег Деворски Райан Гиббонс |
| |                                       | |                | Судьи: Кевин Поллок Франсуа Сан-Лоран Линейные судьи: Грег Деворски Райан Гиббонс |
| 12 мин | Штраф                                 | 12 мин |                | Судьи: Кевин Поллок Франсуа Сан-Лоран Линейные судьи: Грег Деворски Райан Гиббонс |
| |                                       | |                |                                                                                   |
| | 22                                    | Броски | 22             |                                                                                   |

| 3 мая 19:00 | Питтсбург Пингвинз | 3 : 1 (0:0, 2:1, 1:0) | Вашингтон Кэпиталз | PPG Paints-арена Зрителей: 18 650 |

| Отчёт | Отчёт                   | Отчёт                                                 | Отчёт          | Отчёт                                                                        |
| --- | ----------------------- | ----------------------------------------------------- | -------------- | ---------------------------------------------------------------------------- |
| |                         |                                                       |                |                                                                              |
| | Мэтт Мюррей             | Вратари                                               | Брэйден Холтби | Судьи: Франсис Шаррон Брэд Уотсон Линейные судьи: Давид Брисбуа Брэд Ковачик |
| | Голы:                   |                                                       |                | Судьи: Франсис Шаррон Брэд Уотсон Линейные судьи: Давид Брисбуа Брэд Ковачик |
| Джейк Генцел — 29:21 (Д. Симон, С. Кросби) Евгений Малкин (бол.) — 37:31 (П. Хёрнквист, Ф. Кессел) Джейк Генцел (бол.) (п.в.) — 59:02 (С. Кросби, К. Летанг) | 1 : 0 1 : 1 2 : 1 3 : 1 | 32:55 — Ти Джей Оши (бол.) (Н. Бекстрём, Е. Кузнецов) |                | Судьи: Франсис Шаррон Брэд Уотсон Линейные судьи: Давид Брисбуа Брэд Ковачик |
| |                         |                                                       |                | Судьи: Франсис Шаррон Брэд Уотсон Линейные судьи: Давид Брисбуа Брэд Ковачик |
| |                         |                                                       |                | Судьи: Франсис Шаррон Брэд Уотсон Линейные судьи: Давид Брисбуа Брэд Ковачик |
| |                         |                                                       |                | Судьи: Франсис Шаррон Брэд Уотсон Линейные судьи: Давид Брисбуа Брэд Ковачик |
| 11 мин | Штраф                   | 13 мин                                                |                | Судьи: Франсис Шаррон Брэд Уотсон Линейные судьи: Давид Брисбуа Брэд Ковачик |
| |                         |                                                       |                |                                                                              |
| | 24                      | Броски                                                | 21             |                                                                              |

| 5 мая 19:00 | Вашингтон Кэпиталз | 6 : 3 (2:1, 0:2, 4:0) | Питтсбург Пингвинз | Кэпитал Уан-арена Зрителей: 18 506 |

| Отчёт | Отчёт                                           | Отчёт | Отчёт       | Отчёт                                                                     |
| --- | ----------------------------------------------- | --- | ----------- | ------------------------------------------------------------------------- |
| |                                                 | |             |                                                                           |
| | Брэйден Холтби                                  | Вратари | Мэтт Мюррей | Судьи: Марк Жоаннетт Уэс Макколи Линейные судьи: Девин Берг Джонни Мюррей |
| | Голы:                                           | |             | Судьи: Марк Жоаннетт Уэс Макколи Линейные судьи: Девин Берг Джонни Мюррей |
| Джон Карлсон (бол.) — 18:22 (Е. Кузнецов, Ти Джей Оши) Бретт Коннолли — 18:55 (Я. Врана, Л. Эллер) Евгений Кузнецов — 40:52 (Я. Врана, М. Нисканен) Якуб Врана — 55:22 (А. Овечкин, Е. Кузнецов) Ти Джей Оши (п.в.) — 58:29 Ларс Эллер (п.в.) — 59:54 | 0 : 1 : 1 2 : 1 2 : 2 : 3 : 3 4 : 3 5 : 3 6 : 3 | 02:23 — Джейми Олексяк (Д. Брассар, Дж. Шульц) 24:43 — Сидни Кросби (бол.) (Ф. Кессел, Дж. Шульц) 27:45 — Патрик Хёрнквист (бол.) (Е. Малкин, Ф. Кессел) |             | Судьи: Марк Жоаннетт Уэс Макколи Линейные судьи: Девин Берг Джонни Мюррей |
| |                                                 | |             | Судьи: Марк Жоаннетт Уэс Макколи Линейные судьи: Девин Берг Джонни Мюррей |
| |                                                 | |             | Судьи: Марк Жоаннетт Уэс Макколи Линейные судьи: Девин Берг Джонни Мюррей |
| |                                                 | |             | Судьи: Марк Жоаннетт Уэс Макколи Линейные судьи: Девин Берг Джонни Мюррей |
| 10 мин | Штраф                                           | 6 мин |             | Судьи: Марк Жоаннетт Уэс Макколи Линейные судьи: Девин Берг Джонни Мюррей |
| |                                                 | |             |                                                                           |
| | 32                                              | Броски | 39          |                                                                           |

| 7 мая 19:00 | Питтсбург Пингвинз | 1 : 2 (ОТ) (0:0, 1:1, 0:0, 0:1) | Вашингтон Кэпиталз | PPG Paints-арена Зрителей: 18 621 |

| Отчёт                                       | Отчёт           | Отчёт                                                                                      | Отчёт          | Отчёт                                                                          |
| ------------------------------------------- | --------------- | ------------------------------------------------------------------------------------------ | -------------- | ------------------------------------------------------------------------------ |
|                                             |                 |                                                                                            |                |                                                                                |
|                                             | Мэтт Мюррей     | Вратари                                                                                    | Брэйден Холтби | Судьи: Эрик Фурлатт Келли Сазерленд Линейные судьи: Скотт Черри Мэтт Макферсон |
|                                             | Голы:           |                                                                                            |                | Судьи: Эрик Фурлатт Келли Сазерленд Линейные судьи: Скотт Черри Мэтт Макферсон |
| Крис Летанг — 31:52 (Б. Дюмулин, С. Кросби) | 0 : 1 : 1 1 : 2 | 22:13 — Алекс Чейссон (Н. Уокер, Дж. Бигл) 65:27 — Евгений Кузнецов (А. Овечкин, Д. Орлов) |                | Судьи: Эрик Фурлатт Келли Сазерленд Линейные судьи: Скотт Черри Мэтт Макферсон |
|                                             |                 |                                                                                            |                | Судьи: Эрик Фурлатт Келли Сазерленд Линейные судьи: Скотт Черри Мэтт Макферсон |
|                                             |                 |                                                                                            |                | Судьи: Эрик Фурлатт Келли Сазерленд Линейные судьи: Скотт Черри Мэтт Макферсон |
|                                             |                 |                                                                                            |                | Судьи: Эрик Фурлатт Келли Сазерленд Линейные судьи: Скотт Черри Мэтт Макферсон |
| 2 мин                                       | Штраф           | 2 мин                                                                                      |                | Судьи: Эрик Фурлатт Келли Сазерленд Линейные судьи: Скотт Черри Мэтт Макферсон |
|                                             |                 |                                                                                            |                |                                                                                |
|                                             | 22              | Броски                                                                                     | 30             |                                                                                |

### Западная конференция

#### «Нэшвилл Предаторз» (Ц1) — «Виннипег Джетс» (Ц2)
Первая встреча эти двух команд в плей-офф. В регулярном чемпионате 2017/18 «Нэшвилл» выиграл три матча из пяти против «Виннипега».
«Виннипег» выиграл серию в семи матчах. Первый матч завершился победой «Джетс» со счётом 4:1. Далее команды попеременно выигрывали матчи и серия дошла до седьмого матча, в котором победу одержал «Виннипег» и впервые в своей истории вышел в финал конференции.
| 27 апреля 20:00 | Нэшвилл Предаторз | 1 : 4 (0:1, 0:2, 1:1) | Виннипег Джетс | Бриджстоун-арена Зрителей: 17 307 |

| Отчёт                                     | Отчёт                         | Отчёт | Отчёт            | Отчёт                                                                |
| ----------------------------------------- | ----------------------------- | --- | ---------------- | -------------------------------------------------------------------- |
|                                           |                               | |                  |                                                                      |
|                                           | Пекка Ринне                   | Вратари | Коннор Хеллебайк | Судьи: Горд Дуайер Крис Руни Линейные судьи: Марк Шевчик Дерек Амелл |
|                                           | Голы:                         | |                  | Судьи: Горд Дуайер Крис Руни Линейные судьи: Марк Шевчик Дерек Амелл |
| Кевин Фиала — 41:23 (К. Террис, Р. Эллис) | 0 : 1 0 : 2 0 : 3 1 : 3 1 : 4 | 14:51 — Брэндон Танев (Б. Литтл) 29:01 — Пол Штястны (Б. Литтл, Н. Элерс) 37:51 — Марк Шайфли (Б. Уилер, К. Коннор) 59:24 — Марк Шайфли (п.в.) (Б. Уилер) |                  | Судьи: Горд Дуайер Крис Руни Линейные судьи: Марк Шевчик Дерек Амелл |
|                                           |                               | |                  | Судьи: Горд Дуайер Крис Руни Линейные судьи: Марк Шевчик Дерек Амелл |
|                                           |                               | |                  | Судьи: Горд Дуайер Крис Руни Линейные судьи: Марк Шевчик Дерек Амелл |
|                                           |                               | |                  | Судьи: Горд Дуайер Крис Руни Линейные судьи: Марк Шевчик Дерек Амелл |
| 0 мин                                     | Штраф                         | 6 мин |                  | Судьи: Горд Дуайер Крис Руни Линейные судьи: Марк Шевчик Дерек Амелл |
|                                           |                               | |                  |                                                                      |
|                                           | 48                            | Броски | 19               |                                                                      |

| 29 апреля 19:00 | Нэшвилл Предаторз | 5 : 4 (2ОТ) (1:2, 2:0, 1:2, 0:0, 1:0) | Виннипег Джетс | Бриджстоун-арена Зрителей: 17 247 |

| Отчёт | Отчёт                                             | Отчёт | Отчёт            | Отчёт                                                                           |
| --- | ------------------------------------------------- | --- | ---------------- | ------------------------------------------------------------------------------- |
| |                                                   | |                  |                                                                                 |
| | Пекка Ринне                                       | Вратари | Коннор Хеллебайк | Судьи: Франсуа Сан-Лоран Кевин Поллок Линейные судьи: Скотт Черри Мэт Макферсон |
| | Голы:                                             | |                  | Судьи: Франсуа Сан-Лоран Кевин Поллок Линейные судьи: Скотт Черри Мэт Макферсон |
| Райан Джохансен — 00:27 (Ф. Форсберг, Пи-Кей Суббан) Пи-Кей Суббан (бол.) — 25:04 (Ф. Форсберг, В. Арвидссон) Виктор Арвидссон — 38:41 (Ф. Форсберг, Р. Эллис) Райан Джохансен — 45:45 (В. Арвидссон) Кевин Фиала — 85:37 (К. Смит, К. Террис) | 1 : 0 1 : 1 : 2 : 2 3 : 2 3 : 3 4 : 3 4 : 4 5 : 4 | 12:47 — Дастин Бафлин (М. Шайфли) 13:16 — Марк Шайфли (бол.) (П. Штястны, П. Лайне) 45:11 — Брэндон Танев (Б. Литтл) 58:55 — Марк Шайфли (Б. Уилер, Д. Бафлин) |                  | Судьи: Франсуа Сан-Лоран Кевин Поллок Линейные судьи: Скотт Черри Мэт Макферсон |
| |                                                   | |                  | Судьи: Франсуа Сан-Лоран Кевин Поллок Линейные судьи: Скотт Черри Мэт Макферсон |
| |                                                   | |                  | Судьи: Франсуа Сан-Лоран Кевин Поллок Линейные судьи: Скотт Черри Мэт Макферсон |
| |                                                   | |                  | Судьи: Франсуа Сан-Лоран Кевин Поллок Линейные судьи: Скотт Черри Мэт Макферсон |
| 10 мин | Штраф                                             | 10 мин |                  | Судьи: Франсуа Сан-Лоран Кевин Поллок Линейные судьи: Скотт Черри Мэт Макферсон |
| |                                                   | |                  |                                                                                 |
| | 41                                                | Броски | 50               |                                                                                 |

| 1 мая 20:00 | Виннипег Джетс | 7 : 4 (0:3, 4:0, 3:1) | Нэшвилл Предаторз | Белл МТС Плэйс Зрителей: 15 321 |

| Отчёт | Отчёт                                                             | Отчёт | Отчёт       | Отчёт                                                                        |
| --- | ----------------------------------------------------------------- | --- | ----------- | ---------------------------------------------------------------------------- |
| |                                                                   | |             |                                                                              |
| | Коннор Хеллебайк                                                  | Вратари | Пекка Ринне | Судьи: Брэд Уотсон Франсис Шаррон Линейные судьи: Мишель Кормье Брайан Мёрфи |
| | Голы:                                                             | |             | Судьи: Брэд Уотсон Франсис Шаррон Линейные судьи: Мишель Кормье Брайан Мёрфи |
| Пол Штястны — 22:38 (Дж. Труба) Дастин Бафлин — 25:11 (Б. Литтл, Т. Майерс) Джейкоб Труба — 25:29 (Б. Уилер, П. Штястны) Дастин Бафлин — 39:15 (П. Лайне, П. Штястны) Блейк Уилер (бол.) — 55:01 (М. Шайфли, Д. Бафлин) Блейк Уилер (п.в.) — 59:09 (М. Шайфли) Брэндон Танев (п.в.) — 59:29 (А. Лаури) | 0 : 1 0 : 2 0 : 3 1 : 3 2 : 3 3 : 3 4 : 3 4 : 4 5 : 4 6 : 4 7 : 4 | 04:53 — Майк Фишер (Р. Хартман, М. Экхольм) 10:06 — Пи-Кей Суббан (бол.) (Ф. Форсберг, Р. Джохансен) 17:35 — Остин Уотсон (М. Экхольм) 47:40 — Филип Форсберг (бол.) (Р. Джохансен, Пи-Кей Суббан) |             | Судьи: Брэд Уотсон Франсис Шаррон Линейные судьи: Мишель Кормье Брайан Мёрфи |
| |                                                                   | |             | Судьи: Брэд Уотсон Франсис Шаррон Линейные судьи: Мишель Кормье Брайан Мёрфи |
| |                                                                   | |             | Судьи: Брэд Уотсон Франсис Шаррон Линейные судьи: Мишель Кормье Брайан Мёрфи |
| |                                                                   | |             | Судьи: Брэд Уотсон Франсис Шаррон Линейные судьи: Мишель Кормье Брайан Мёрфи |
| 15 мин | Штраф                                                             | 17 мин |             | Судьи: Брэд Уотсон Франсис Шаррон Линейные судьи: Мишель Кормье Брайан Мёрфи |
| |                                                                   | |             |                                                                              |
| | 45                                                                | Броски | 30          |                                                                              |

| 3 мая 21:30 | Виннипег Джетс | 1 : 2 (0:1, 0:1, 1:0) | Нэшвилл Предаторз | Белл МТС Плэйс Зрителей: 15 321 |

| Отчёт                                    | Отчёт             | Отчёт                                                                          | Отчёт       | Отчёт                                                                          |
| ---------------------------------------- | ----------------- | ------------------------------------------------------------------------------ | ----------- | ------------------------------------------------------------------------------ |
|                                          |                   |                                                                                |             |                                                                                |
|                                          | Коннор Хеллебайк  | Вратари                                                                        | Пекка Ринне | Судьи: Келли Сазерленд Эрик Фурлатт Линейные судьи: Мишель Кормье Брайан Мёрфи |
|                                          | Голы:             |                                                                                |             | Судьи: Келли Сазерленд Эрик Фурлатт Линейные судьи: Мишель Кормье Брайан Мёрфи |
| Патрик Лайне (бол.) — 59:09 (П. Штястны) | 0 : 1 0 : 2 1 : 2 | 17:20 — Райан Хартман 34:36 — Пи-Кей Суббан (бол.) (Ф. Форсберг, Р. Джохансен) |             | Судьи: Келли Сазерленд Эрик Фурлатт Линейные судьи: Мишель Кормье Брайан Мёрфи |
|                                          |                   |                                                                                |             | Судьи: Келли Сазерленд Эрик Фурлатт Линейные судьи: Мишель Кормье Брайан Мёрфи |
|                                          |                   |                                                                                |             | Судьи: Келли Сазерленд Эрик Фурлатт Линейные судьи: Мишель Кормье Брайан Мёрфи |
|                                          |                   |                                                                                |             | Судьи: Келли Сазерленд Эрик Фурлатт Линейные судьи: Мишель Кормье Брайан Мёрфи |
| 6 мин                                    | Штраф             | 6 мин                                                                          |             | Судьи: Келли Сазерленд Эрик Фурлатт Линейные судьи: Мишель Кормье Брайан Мёрфи |
|                                          |                   |                                                                                |             |                                                                                |
|                                          | 33                | Броски                                                                         | 29          |                                                                                |

| 5 мая 21:30 | Нэшвилл Предаторз | 2 : 6 (0:0, 2:4, 0:2) | Виннипег Джетс | Бриджстоун-арена Зрителей: 17 513 |

| Отчёт                                              | Отчёт                                              | Отчёт | Отчёт            | Отчёт                                                                        |
| -------------------------------------------------- | -------------------------------------------------- | --- | ---------------- | ---------------------------------------------------------------------------- |
|                                                    |                                                    | |                  |                                                                              |
|                                                    | Пекка Ринне — 00:00-46:23 Юусе Сарос — 46:23-60:00 | Вратари | Коннор Хеллебайк | Судьи: Брэд Майер Дэн О’Хэллоран Линейные судьи: Грег Деворски Райан Гиббонс |
|                                                    | Голы:                                              | |                  | Судьи: Брэд Майер Дэн О’Хэллоран Линейные судьи: Грег Деворски Райан Гиббонс |
| Янник Вебер — 31:08 Райан Джохансен (мен.) — 37:59 | 0 : 1 : 1 1 : 2 1 : 3 1 : 4 2 : 4 2 : 5 2 : 6      | 27:44 — Пол Штястны (П. Лайне, Н. Элерс) 32:30 — Кайл Коннор (Б. Уилер, М. Шайфли) 34:35 — Дастин Бафлин (Б. Танев, А. Лаури) 37:01 — Кайл Коннор (Б. Уилер, Д. Бафлин) 40:28 — Марк Шайфли (К. Коннор, Б. Уилер) 46:23 — Матьё Перро (бол.) (Н. Элерс) |                  | Судьи: Брэд Майер Дэн О’Хэллоран Линейные судьи: Грег Деворски Райан Гиббонс |
|                                                    |                                                    | |                  | Судьи: Брэд Майер Дэн О’Хэллоран Линейные судьи: Грег Деворски Райан Гиббонс |
|                                                    |                                                    | |                  | Судьи: Брэд Майер Дэн О’Хэллоран Линейные судьи: Грег Деворски Райан Гиббонс |
|                                                    |                                                    | |                  | Судьи: Брэд Майер Дэн О’Хэллоран Линейные судьи: Грег Деворски Райан Гиббонс |
| 6 мин                                              | Штраф                                              | 2 мин |                  | Судьи: Брэд Майер Дэн О’Хэллоран Линейные судьи: Грег Деворски Райан Гиббонс |
|                                                    |                                                    | |                  |                                                                              |
|                                                    | 40                                                 | Броски | 32               |                                                                              |

| 7 мая 21:30 | Виннипег Джетс | 0 : 4 (0:1, 0:1, 0:2) | Нэшвилл Предаторз | Белл МТС Плэйс Зрителей: 15 321 |

| Отчёт | Отчёт                   | Отчёт | Отчёт       | Отчёт                                                                     |
| ----- | ----------------------- | --- | ----------- | ------------------------------------------------------------------------- |
|       |                         | |             |                                                                           |
|       | Коннор Хеллебайк        | Вратари | Пекка Ринне | Судьи: Марк Жоаннетт Уэс Макколи Линейные судьи: Девин Берг Джонни Мюррей |
|       | Голы:                   | |             | Судьи: Марк Жоаннетт Уэс Макколи Линейные судьи: Девин Берг Джонни Мюррей |
|       | 0 : 1 0 : 2 0 : 3 0 : 4 | 01:02 — Виктор Арвидссон (Р. Йоси, Р. Джохансен) 28:16 — Филип Форсберг (К. Смит, Р. Джохансен) 45:55 — Филип Форсберг (В. Арсидссон, Р. Йоси) 55:58 — Виктор Арвидссон (п.в.) (Ф. Форсберг) |             | Судьи: Марк Жоаннетт Уэс Макколи Линейные судьи: Девин Берг Джонни Мюррей |
|       |                         | |             | Судьи: Марк Жоаннетт Уэс Макколи Линейные судьи: Девин Берг Джонни Мюррей |
|       |                         | |             | Судьи: Марк Жоаннетт Уэс Макколи Линейные судьи: Девин Берг Джонни Мюррей |
|       |                         | |             | Судьи: Марк Жоаннетт Уэс Макколи Линейные судьи: Девин Берг Джонни Мюррей |
| 2 мин | Штраф                   | 8 мин |             | Судьи: Марк Жоаннетт Уэс Макколи Линейные судьи: Девин Берг Джонни Мюррей |
|       |                         | |             |                                                                           |
|       | 34                      | Броски | 29          |                                                                           |

| 10 мая 20:00 | Нэшвилл Предаторз | 1 : 5 (1:2, 0:1, 0:2) | Виннипег Джетс | Бриджстоун-арена Зрителей: 17 523 |

| Отчёт                                                    | Отчёт                                              | Отчёт | Отчёт            | Отчёт                                                                      |
| -------------------------------------------------------- | -------------------------------------------------- | --- | ---------------- | -------------------------------------------------------------------------- |
|                                                          |                                                    | |                  |                                                                            |
|                                                          | Пекка Ринне — 00:00-10:47 Юусе Сарос — 10:47-60:00 | Вратари | Коннор Хеллебайк | Судьи: Брэд Майер Дэн О’Хэллоран Линейные судьи: Дерек Амелл Грег Деворски |
|                                                          | Голы:                                              | |                  | Судьи: Брэд Майер Дэн О’Хэллоран Линейные судьи: Дерек Амелл Грег Деворски |
| Пи-Кей Суббан (бол.) — 15:54 (Р. Джохансен, Ф. Форсберг) | 0 : 1 0 : 2 1 : 2 1 : 3 1 : 4 1 : 5                | 08:41 — Тайлер Майерс (Н. Элерс, П. Штястны) 10:47 — Пол Штястны (Б. Танев, Б. Шарот) 37:50 — Марк Шайфли (Б. Уилер, К. Коннор) 51:59 — Пол Штястны (бол.) (П. Лайне, Д. Бафлин) 57:27 — Марк Шайфли (К. Коннор, Б. Уилер) |                  | Судьи: Брэд Майер Дэн О’Хэллоран Линейные судьи: Дерек Амелл Грег Деворски |
|                                                          |                                                    | |                  | Судьи: Брэд Майер Дэн О’Хэллоран Линейные судьи: Дерек Амелл Грег Деворски |
|                                                          |                                                    | |                  | Судьи: Брэд Майер Дэн О’Хэллоран Линейные судьи: Дерек Амелл Грег Деворски |
|                                                          |                                                    | |                  | Судьи: Брэд Майер Дэн О’Хэллоран Линейные судьи: Дерек Амелл Грег Деворски |
| 2 мин                                                    | Штраф                                              | 6 мин |                  | Судьи: Брэд Майер Дэн О’Хэллоран Линейные судьи: Дерек Амелл Грег Деворски |
|                                                          |                                                    | |                  |                                                                            |
|                                                          | 37                                                 | Броски | 24               |                                                                            |

#### «Вегас Голден Найтс» (Т1) — «Сан-Хосе Шаркс» (Т3)
Первая встреча «Голден Найтс» и «Шаркс» в плей-офф. «Вегас Голден Найтс» выиграл сезонную серию у «Сан-Хосе Шаркс» со счётом 3-1. Обе команды в предыдущем раунде обыграли своих соперников в четырёх матчах.
«Вегас» выиграл серию в шести матчах и вышел в финал Западной конференции. «Вегас Голден Найтс» стал первым клубом после «Сент-Луис Блюз», которому удалось победить в двух сериях плей-офф в своём дебютном сезоне.
| 26 апреля 22:00 | Вегас Голден Найтс | 7 : 0 (4:0, 1:0, 2:0) | Сан-Хосе Шаркс | Ти-Мобайл Арена Зрителей: 18 444 |

| Отчёт | Отчёт                                     | Отчёт   | Отчёт                                               | Отчёт                                                                         |
| --- | ----------------------------------------- | ------- | --------------------------------------------------- | ----------------------------------------------------------------------------- |
| |                                           |         |                                                     |                                                                               |
| | Марк-Андре Флёри                          | Вратари | 00:00-23:28 — Мартин Джонс 23:28-60:00 — Аарон Делл | Судьи: Франсис Шаррон Брэд Уотсон Линейные судьи: Грег Деворски Райан Гиббонс |
| | Голы:                                     |         |                                                     | Судьи: Франсис Шаррон Брэд Уотсон Линейные судьи: Грег Деворски Райан Гиббонс |
| Коди Икин — 04:31 (Б. Макнэбб, Д. Перрон) Эрик Хаула — 04:57 (А. Так, Дж. Нил) Жонатан Маршессо — 06:02 (Р. Смит, В. Карлссон) Алекс Так (бол.) — 11:43 (В. Карлссон, Р. Смит) Ши Теодор — 23:28 (Р. Смит, Ж. Маршессо) Колин Миллер (бол.) — 44:32 (В. Карлссон, Ж. Маршессо) Джеймс Нил (бол.) — 48:09 (Д. Перрон, Э. Хаула) | 1 : 0 2 : 0 3 : 0 4 : 0 5 : 0 6 : 0 7 : 0 |         |                                                     | Судьи: Франсис Шаррон Брэд Уотсон Линейные судьи: Грег Деворски Райан Гиббонс |
| |                                           |         |                                                     | Судьи: Франсис Шаррон Брэд Уотсон Линейные судьи: Грег Деворски Райан Гиббонс |
| |                                           |         |                                                     | Судьи: Франсис Шаррон Брэд Уотсон Линейные судьи: Грег Деворски Райан Гиббонс |
| |                                           |         |                                                     | Судьи: Франсис Шаррон Брэд Уотсон Линейные судьи: Грег Деворски Райан Гиббонс |
| 10 мин | Штраф                                     | 31 мин  |                                                     | Судьи: Франсис Шаррон Брэд Уотсон Линейные судьи: Грег Деворски Райан Гиббонс |
| |                                           |         |                                                     |                                                                               |
| | 34                                        | Броски  | 33                                                  |                                                                               |

| 28 апреля 20:00 | Вегас Голден Найтс | 3 : 4 (2ОТ) (1:0, 1:3, 1:0, 0:0, 0:1) | Сан-Хосе Шаркс | Ти-Мобайл Арена Зрителей: 18 671 |

| Отчёт | Отчёт                                 | Отчёт | Отчёт        | Отчёт                                                                        |
| --- | ------------------------------------- | --- | ------------ | ---------------------------------------------------------------------------- |
| |                                       | |              |                                                                              |
| | Марк-Андре Флёри                      | Вратари | Мартин Джонс | Судьи: Эрик Фурлатт Келли Сазерленд Линейные судьи: Девин Берг Джонни Мюррей |
| | Голы:                                 | |              | Судьи: Эрик Фурлатт Келли Сазерленд Линейные судьи: Девин Берг Джонни Мюррей |
| Вильям Карлссон — 17:59 (К. Миллер, Н. Шмидт) Вильям Карлссон — 20:26 (Р. Смит) Нэйт Шмидт — 53:28 (Ш. Теодор, Э. Хаула) | 1 : 0 2 : 0 2 : 1 2 : 2 : 3 : 3 3 : 4 | 22:00 — Брент Бёрнс (бол.) (Дж. Павелски) 31:08 — Логан Кутюр (Т. Гертл) 34:07 — Брент Бёрнс (Т. Майер, Дж. Павелски) 85:13 — Логан Кутюр (бол.) (К. Лабэнк, Б. Бёрнс) |              | Судьи: Эрик Фурлатт Келли Сазерленд Линейные судьи: Девин Берг Джонни Мюррей |
| |                                       | |              | Судьи: Эрик Фурлатт Келли Сазерленд Линейные судьи: Девин Берг Джонни Мюррей |
| |                                       | |              | Судьи: Эрик Фурлатт Келли Сазерленд Линейные судьи: Девин Берг Джонни Мюррей |
| |                                       | |              | Судьи: Эрик Фурлатт Келли Сазерленд Линейные судьи: Девин Берг Джонни Мюррей |
| 22 мин | Штраф                                 | 12 мин |              | Судьи: Эрик Фурлатт Келли Сазерленд Линейные судьи: Девин Берг Джонни Мюррей |
| |                                       | |              |                                                                              |
| | 29                                    | Броски | 47           |                                                                              |

| 30 апреля 22:00 | Сан-Хосе Шаркс | 3 : 4 (ОТ) (0:0, 1:3, 2:0, 0:1) | Вегас Голден Найтс | SAP-центр в Сан-Хосе Зрителей: 17 562 |

| Отчёт | Отчёт                                   | Отчёт | Отчёт            | Отчёт                                                                     |
| --- | --------------------------------------- | --- | ---------------- | ------------------------------------------------------------------------- |
| |                                         | |                  |                                                                           |
| | Мартин Джонс                            | Вратари | Марк-Андре Флёри | Судьи: Марк Жоаннетт Уэс Макколи Линейные судьи: Девин Берг Джонни Мюррей |
| | Голы:                                   | |                  | Судьи: Марк Жоаннетт Уэс Макколи Линейные судьи: Девин Берг Джонни Мюррей |
| Тимо Майер (бол.) — 26:59 (К. Тирни, М. Бёдкер) Эвандер Кейн — 47:49 (Б. Бёрнс, Д. Демело) Томаш Гертл — 58:03 (Дж. Браун, К. Лабэнк) | 1 : 0 1 : 1 : 2 1 : 3 2 : 3 3 : 3 3 : 4 | 29:40 — Колин Миллер (бол.) (Дж. Нил, Д. Перрон) 33:09 — Жонатан Маршессо (бол.) (А. Так, Р. Смит) 34:26 — Райлли Смит (В. Карлссон, Ж. Маршессо) 68:17 — Вильям Карлссон (Дж. Нил, Ж. Маршессо) |                  | Судьи: Марк Жоаннетт Уэс Макколи Линейные судьи: Девин Берг Джонни Мюррей |
| |                                         | |                  | Судьи: Марк Жоаннетт Уэс Макколи Линейные судьи: Девин Берг Джонни Мюррей |
| |                                         | |                  | Судьи: Марк Жоаннетт Уэс Макколи Линейные судьи: Девин Берг Джонни Мюррей |
| |                                         | |                  | Судьи: Марк Жоаннетт Уэс Макколи Линейные судьи: Девин Берг Джонни Мюррей |
| 12 мин | Штраф                                   | 8 мин |                  | Судьи: Марк Жоаннетт Уэс Макколи Линейные судьи: Девин Берг Джонни Мюррей |
| |                                         | |                  |                                                                           |
| | 42                                      | Броски | 33               |                                                                           |

| 2 мая 22:00 | Сан-Хосе Шаркс | 4 : 0 (2:0, 1:0, 1:0) | Вегас Голден Найтс | SAP-центр в Сан-Хосе Зрителей: 17 562 |

| Отчёт | Отчёт                   | Отчёт   | Отчёт            | Отчёт                                                                       |
| --- | ----------------------- | ------- | ---------------- | --------------------------------------------------------------------------- |
| |                         |         |                  |                                                                             |
| | Мартин Джонс            | Вратари | Марк-Андре Флёри | Судьи: Дэн О’Хэллоран Брэд Майер Линейные судьи: Скотт Черри Мэтт Макферсон |
| | Голы:                   |         |                  | Судьи: Дэн О’Хэллоран Брэд Майер Линейные судьи: Скотт Черри Мэтт Макферсон |
| Маркус Сёренсен — 15:37 (Э. Фер, Б. Диллон) Йоонас Донской — 19:54 (Б. Диллон) Томаш Гертл — 25:35 (М. Бёдкер, Л. Кутюр) Джо Павелски (бол.) — 51:43 (Л. Кутюр, Б. Бёрнс) | 1 : 0 2 : 0 3 : 0 4 : 0 |         |                  | Судьи: Дэн О’Хэллоран Брэд Майер Линейные судьи: Скотт Черри Мэтт Макферсон |
| |                         |         |                  | Судьи: Дэн О’Хэллоран Брэд Майер Линейные судьи: Скотт Черри Мэтт Макферсон |
| |                         |         |                  | Судьи: Дэн О’Хэллоран Брэд Майер Линейные судьи: Скотт Черри Мэтт Макферсон |
| |                         |         |                  | Судьи: Дэн О’Хэллоран Брэд Майер Линейные судьи: Скотт Черри Мэтт Макферсон |
| 22 мин | Штраф                   | 22 мин  |                  | Судьи: Дэн О’Хэллоран Брэд Майер Линейные судьи: Скотт Черри Мэтт Макферсон |
| |                         |         |                  |                                                                             |
| | 34                      | Броски  | 34               |                                                                             |

| 4 мая 22:00 | Вегас Голден Найтс | 5 : 3 (1:0, 2:0, 2:3) | Сан-Хосе Шаркс | Ти-Мобайл Арена Зрителей: 18 693 |

| Отчёт | Отчёт                                           | Отчёт | Отчёт                                               | Отчёт                                                                   |
| --- | ----------------------------------------------- | --- | --------------------------------------------------- | ----------------------------------------------------------------------- |
| |                                                 | |                                                     |                                                                         |
| | Марк-Андре Флёри                                | Вратари | 00:00-48:36 — Мартин Джонс 48:36-60:00 — Аарон Делл | Судьи: Крис Руни Горд Дуайер Линейные судьи: Мэтт Макферсон Скотт Черри |
| | Голы:                                           | |                                                     | Судьи: Крис Руни Горд Дуайер Линейные судьи: Мэтт Макферсон Скотт Черри |
| Джеймс Нил — 19:57 (Ш. Теодор, Д. Перрон) Алекс Так (бол.) — 24:52 (Р. Смит, Ж. Маршессо) Эрик Хаула — 28:59 (Д. Перрон, Р. Карпентер) Алекс Так — 48:36 (К. Икин, О. Линдберг) Жонатан Маршессо (п.в.) — 58:39 | 1 : 0 2 : 0 3 : 0 4 : 0 4 : 1 4 : 2 4 : 3 5 : 3 | 49:35 — Кевин Лабэнк (бол.) (Л. Кутюр, Т. Гертл) 51:44 — Томаш Гертл (М. Бёдкер, Л. Кутюр) 55:44 — Миккель Бёдкер (Л. Кутюр) |                                                     | Судьи: Крис Руни Горд Дуайер Линейные судьи: Мэтт Макферсон Скотт Черри |
| |                                                 | |                                                     | Судьи: Крис Руни Горд Дуайер Линейные судьи: Мэтт Макферсон Скотт Черри |
| |                                                 | |                                                     | Судьи: Крис Руни Горд Дуайер Линейные судьи: Мэтт Макферсон Скотт Черри |
| |                                                 | |                                                     | Судьи: Крис Руни Горд Дуайер Линейные судьи: Мэтт Макферсон Скотт Черри |
| 18 мин | Штраф                                           | 20 мин |                                                     | Судьи: Крис Руни Горд Дуайер Линейные судьи: Мэтт Макферсон Скотт Черри |
| |                                                 | |                                                     |                                                                         |
| | 39                                              | Броски | 30                                                  |                                                                         |

| 6 мая 19:30 | Сан-Хосе Шаркс | 0 : 3 (0:0, 0:2, 0:1) | Вегас Голден Найтс | SAP-центр в Сан-Хосе Зрителей: 17 562 |

| Отчёт | Отчёт             | Отчёт | Отчёт            | Отчёт                                                                      |
| ----- | ----------------- | --- | ---------------- | -------------------------------------------------------------------------- |
|       |                   | |                  |                                                                            |
|       | Мартин Джонс      | Вратари | Марк-Андре Флёри | Судьи: Кевин Поллок Брэд Уотсон Линейные судьи: Давид Брисбуа Кил Марчисон |
|       | Голы:             | |                  | Судьи: Кевин Поллок Брэд Уотсон Линейные судьи: Давид Брисбуа Кил Марчисон |
|       | 0 : 1 0 : 2 0 : 3 | 26:33 — Жонатан Маршессо (Р. Смит, В. Карлссон) 35:38 — Нэйт Шмидт (Э. Хаула, Д. Перрон) 58:09 — Коди Икин (п.в.) (Р. Карпентер, Н. Шмидт) |                  | Судьи: Кевин Поллок Брэд Уотсон Линейные судьи: Давид Брисбуа Кил Марчисон |
|       |                   | |                  | Судьи: Кевин Поллок Брэд Уотсон Линейные судьи: Давид Брисбуа Кил Марчисон |
|       |                   | |                  | Судьи: Кевин Поллок Брэд Уотсон Линейные судьи: Давид Брисбуа Кил Марчисон |
|       |                   | |                  | Судьи: Кевин Поллок Брэд Уотсон Линейные судьи: Давид Брисбуа Кил Марчисон |
| 2 мин | Штраф             | 4 мин |                  | Судьи: Кевин Поллок Брэд Уотсон Линейные судьи: Давид Брисбуа Кил Марчисон |
|       |                   | |                  |                                                                            |
|       | 28                | Броски | 33               |                                                                            |

## Финалы конференций

### Финал Восточной конференции

#### «Тампа-Бэй Лайтнинг» (А1) — «Вашингтон Кэпиталз» (С1)
Третья встреча «Лайтнинг» и «Кэпиталз» в плей-офф. «Тампа-Бэй» выиграла обе предыдущие встречи, последняя из них состоялась в полуфинале Восточной конференции 2011 и завершилась в четырёх матчах. В регулярном чемпионате 2017/18 «Тампа» выиграла у «Вашингтона» два матча из трёх. Для «Лайтнинг» этот финал является пятым в истории, они уже дважды выигрывали звание чемпиона Восточной конференции (2004 и 2015). «Кэпиталз» в третий раз участвуют в финале конференции и имеют один титул чемпиона «Востока» (1998).
«Вашингтон» выиграл серию со счётом 4:3. Перед первым матчем в состав «Вашингтона» вернулись отбывший 3-матчевую дисквалификацию Том Уилсон и Андре Бураковский, восстановившийся от травмы, полученной в серии против «Коламбуса». Матч завершился победой «Кэпиталз» со счётом 4:2. Второй матч также выиграл «Вашингтон». После первого периода «Кэпиталз» уступали со счётом 1:2, однако потом забили пять шайб подряд и оформили победу со счетом 6:2. Оба матча в Вашингтоне выиграла «Тампа» c одинаковым счётом 4:2 и сравняла счёт в серии. В матче № 4 принял участие нападающий «Кэпиталз» Никлас Бекстрём, пропустивший из-за травмы первые три игры серии. Далее команды обменялись домашними победами и счёт в серии стал равный 3:3. В матче № 6 «Вашингтон» впервые в своей истории обыграл «Тампу» в домашнем матче плей-офф. Счёт в 7-м матче был открыт на второй минуте первого периода после точного броска капитана «Вашингтона» Александра Овечкина. Второй период «Тампа» провела активно, однако забить не смогла, в то время как нападающий «Кэпиталз» Андре Бураковски дважды воспользовался ошибками обороны соперника и к концу второго периода установил счёт 3:0 в пользу гостей. За 4 минуты до конца 3-го периода «Лайтнинг» заменили вратаря на шестого полевого игрока в надежде отыграться, но в следующей же атаке Никлас Бекстрём поразил пустые ворота и обеспечил своей команде победу. «Кэпиталз» выиграли серию и во второй раз в своей истории стали чемпионами Восточной конференции и финалистами Кубка Стэнли.
| 11 мая 20:00 | Тампа-Бэй Лайтнинг | 2 : 4 (0:2, 0:2, 2:0) | Вашингтон Кэпиталз | Амали-арена Зрителей: 19 092 |

| Отчёт                                                                                                  | Отчёт                                                     | Отчёт | Отчёт          | Отчёт                                                                         |
| --- | --------------------------------------------------------- | --- | -------------- | ----------------------------------------------------------------------------- |
| |                                                           | |                |                                                                               |
| | Андрей Василевский — 00:00-40:00 Луи Доминг — 40:00-60:00 | Вратари | Брэйден Холтби | Судьи: Уэс Макколи Марк Жоаннетт Линейные судьи: Мэтт Макферсон Джонни Мюррей |
| | Голы:                                                     | |                | Судьи: Уэс Макколи Марк Жоаннетт Линейные судьи: Мэтт Макферсон Джонни Мюррей |
| Стивен Стэмкос (бол.) — 43:45 (Н. Кучеров, В. Хедман) Ондржей Палат — 53:03 (Т. Джонсон, А. Строльман) | 0 : 1 0 : 2 0 : 3 0 : 4 1 : 4 2 : 4                       | 07:28 — Михал Кемпни (Е. Кузнецов, Дж. Карлсон) 19:54 — Александр Овечкин (бол.) (Е. Кузнецов, Ти Джей Оши) 22:40 — Джей Бигл (Б. Коннолли, Д. Орлов) 26:42 — Ларс Эллер (бол.) (Ти Джей Оши, А. Овечкин) |                | Судьи: Уэс Макколи Марк Жоаннетт Линейные судьи: Мэтт Макферсон Джонни Мюррей |
| |                                                           | |                | Судьи: Уэс Макколи Марк Жоаннетт Линейные судьи: Мэтт Макферсон Джонни Мюррей |
| |                                                           | |                | Судьи: Уэс Макколи Марк Жоаннетт Линейные судьи: Мэтт Макферсон Джонни Мюррей |
| |                                                           | |                | Судьи: Уэс Макколи Марк Жоаннетт Линейные судьи: Мэтт Макферсон Джонни Мюррей |
| 8 мин                                                                                                  | Штраф                                                     | 6 мин |                | Судьи: Уэс Макколи Марк Жоаннетт Линейные судьи: Мэтт Макферсон Джонни Мюррей |
| |                                                           | |                |                                                                               |
| | 21                                                        | Броски | 32             |                                                                               |

| 13 мая 20:00 | Тампа-Бэй Лайтнинг | 2 : 6 (2:1, 0:3, 0:2) | Вашингтон Кэпиталз | Амали-арена Зрителей: 19 092 |

| Отчёт | Отчёт                                       | Отчёт | Отчёт          | Отчёт                                                                        |
| --- | ------------------------------------------- | --- | -------------- | ---------------------------------------------------------------------------- |
| |                                             | |                |                                                                              |
| | Андрей Василевский                          | Вратари | Брэйден Холтби | Судьи: Брэд Майер Дэн О’Хэллоран Линейные судьи: Грег Деворски Райан Гиббонс |
| | Голы:                                       | |                | Судьи: Брэд Майер Дэн О’Хэллоран Линейные судьи: Грег Деворски Райан Гиббонс |
| Брэйден Пойнт (бол.) — 07:08 (С. Стэмкос, В. Хедман) Стивен Стэмкос (бол.) — 10:22 (Н. Кучеров, Б. Пойнт) | 0 : 1 : 1 2 : 1 2 : 2 : 3 2 : 4 2 : 5 2 : 6 | 00:28 — Том Уилсон (М. Нисканен, Е. Кузнецов) 22:50 — Деванте Смит-Пелли (А. Чейссон, Дж. Карлсон) 38:58 — Ларс Эллер (Я. Врана) 39:57 — Евгений Кузнецов (бол.) (А. Овечкин, Л. Эллер) 43:34 — Александр Овечкин (Е. Кузнецов, Т. Уилсон) 52:57 — Бретт Коннолли (Л. Эллер, Дж. Карлсон) |                | Судьи: Брэд Майер Дэн О’Хэллоран Линейные судьи: Грег Деворски Райан Гиббонс |
| |                                             | |                | Судьи: Брэд Майер Дэн О’Хэллоран Линейные судьи: Грег Деворски Райан Гиббонс |
| |                                             | |                | Судьи: Брэд Майер Дэн О’Хэллоран Линейные судьи: Грег Деворски Райан Гиббонс |
| |                                             | |                | Судьи: Брэд Майер Дэн О’Хэллоран Линейные судьи: Грег Деворски Райан Гиббонс |
| 12 мин | Штраф                                       | 14 мин |                | Судьи: Брэд Майер Дэн О’Хэллоран Линейные судьи: Грег Деворски Райан Гиббонс |
| |                                             | |                |                                                                              |
| | 35                                          | Броски | 37             |                                                                              |

| 15 мая 20:00 | Вашингтон Кэпиталз | 2 : 4 (0:1, 1:3, 1:0) | Тампа-Бэй Лайтнинг | Кэпитал Уан-арена Зрителей: 18 506 |

| Отчёт                                                                                               | Отчёт                               | Отчёт | Отчёт              | Отчёт                                                                       |
| --------------------------------------------------------------------------------------------------- | ----------------------------------- | --- | ------------------ | --------------------------------------------------------------------------- |
| |                                     | |                    |                                                                             |
| | Брэйден Холтби                      | Вратари | Андрей Василевский | Судьи: Келли Сазерленд Эрик Фурлатт Линейные судьи: Дерек Амелл Скотт Черри |
| | Голы:                               | |                    | Судьи: Келли Сазерленд Эрик Фурлатт Линейные судьи: Дерек Амелл Скотт Черри |
| Бретт Коннолли — 30:31 (Ч. Стивенсон, М. Нисканен) Евгений Кузнецов — 56:58 (Ти Джей Оши, Л. Эллер) | 0 : 1 0 : 2 0 : 3 1 : 3 1 : 4 2 : 4 | 13:53 — Стивен Стэмкос (бол.) (В. Хедман, Б. Пойнт) 21:50 — Никита Кучеров (бол.) (В. Хедман, С. Стэмкос) 23:37 — Виктор Хедман (Н. Кучеров, О. Палат) 36:03 — Брэйден Пойнт (Т. Джонсон, Б. Коберн) |                    | Судьи: Келли Сазерленд Эрик Фурлатт Линейные судьи: Дерек Амелл Скотт Черри |
| |                                     | |                    | Судьи: Келли Сазерленд Эрик Фурлатт Линейные судьи: Дерек Амелл Скотт Черри |
| |                                     | |                    | Судьи: Келли Сазерленд Эрик Фурлатт Линейные судьи: Дерек Амелл Скотт Черри |
| |                                     | |                    | Судьи: Келли Сазерленд Эрик Фурлатт Линейные судьи: Дерек Амелл Скотт Черри |
| 12 мин                                                                                              | Штраф                               | 8 мин |                    | Судьи: Келли Сазерленд Эрик Фурлатт Линейные судьи: Дерек Амелл Скотт Черри |
| |                                     | |                    |                                                                             |
| | 38                                  | Броски | 23                 |                                                                             |

| 17 мая 20:00 | Вашингтон Кэпиталз | 2 : 4 (1:2, 1:0, 0:2) | Тампа-Бэй Лайтнинг | Кэпитал Уан-арена Зрителей: 18 506 |

| Отчёт                                                                                             | Отчёт                           | Отчёт | Отчёт              | Отчёт                                                                   |
| ------------------------------------------------------------------------------------------------- | ------------------------------- | --- | ------------------ | ----------------------------------------------------------------------- |
|                                                                                                   |                                 | |                    |                                                                         |
|                                                                                                   | Брэйден Холтби                  | Вратари | Андрей Василевский | Судьи: Крис Руни Горд Дуайер Линейные судьи: Мишель Кормье Брайан Мёрфи |
|                                                                                                   | Голы:                           | |                    | Судьи: Крис Руни Горд Дуайер Линейные судьи: Мишель Кормье Брайан Мёрфи |
| Дмитрий Орлов — 04:28 (Ти Джей Оши, М. Нисканен) Евгений Кузнецов — 25:18 (А. Овечкин, Т. Уилсон) | 1 : 0 1 : 1 : 2 : 2 2 : 3 2 : 4 | 05:38 — Брэйден Пойнт (Я. Гурд, Т. Джонсон) 08:32 — Стивен Стэмкос (бол.) (Б. Пойнт, Джей Ти Миллер) 51:57 — Алекс Киллорн (О. Палат, М. Сергачёв) 59:58 — Энтони Сирелли (п.в.) |                    | Судьи: Крис Руни Горд Дуайер Линейные судьи: Мишель Кормье Брайан Мёрфи |
|                                                                                                   |                                 | |                    | Судьи: Крис Руни Горд Дуайер Линейные судьи: Мишель Кормье Брайан Мёрфи |
|                                                                                                   |                                 | |                    | Судьи: Крис Руни Горд Дуайер Линейные судьи: Мишель Кормье Брайан Мёрфи |
|                                                                                                   |                                 | |                    | Судьи: Крис Руни Горд Дуайер Линейные судьи: Мишель Кормье Брайан Мёрфи |
| 4 мин                                                                                             | Штраф                           | 8 мин |                    | Судьи: Крис Руни Горд Дуайер Линейные судьи: Мишель Кормье Брайан Мёрфи |
|                                                                                                   |                                 | |                    |                                                                         |
|                                                                                                   | 38                              | Броски | 20                 |                                                                         |

| 19 мая 19:15 | Тампа-Бэй Лайтнинг | 3 : 2 (2:0, 1:1, 0:1) | Вашингтон Кэпиталз | Амали-арена Зрителей: 19 092 |

| Отчёт | Отчёт                         | Отчёт                                                                                                 | Отчёт          | Отчёт                                                                         |
| --- | ----------------------------- | --- | -------------- | ----------------------------------------------------------------------------- |
| |                               | |                |                                                                               |
| | Андрей Василевский            | Вратари                                                                                               | Брэйден Холтби | Судьи: Марк Жоаннетт Уэс Макколи Линейные судьи: Джонни Мюррей Мэтт Макферсон |
| | Голы:                         | |                | Судьи: Марк Жоаннетт Уэс Макколи Линейные судьи: Джонни Мюррей Мэтт Макферсон |
| Седрик Пакетт — 00:19 (Р. Кэллахан) Ондржей Палат — 09:04 (Н. Кучеров) Райан Кэллахан — 20:33 (А. Строльман, К. Кунитц) | 1 : 0 2 : 0 3 : 0 3 : 1 3 : 2 | 24:21 — Евгений Кузнецов (М. Нисканен, Ти Джей Оши) 58:24 — Александр Овечкин (Дж. Карлсон, Л. Эллер) |                | Судьи: Марк Жоаннетт Уэс Макколи Линейные судьи: Джонни Мюррей Мэтт Макферсон |
| |                               | |                | Судьи: Марк Жоаннетт Уэс Макколи Линейные судьи: Джонни Мюррей Мэтт Макферсон |
| |                               | |                | Судьи: Марк Жоаннетт Уэс Макколи Линейные судьи: Джонни Мюррей Мэтт Макферсон |
| |                               | |                | Судьи: Марк Жоаннетт Уэс Макколи Линейные судьи: Джонни Мюррей Мэтт Макферсон |
| 0 мин | Штраф                         | 2 мин                                                                                                 |                | Судьи: Марк Жоаннетт Уэс Макколи Линейные судьи: Джонни Мюррей Мэтт Макферсон |
| |                               | |                |                                                                               |
| | 22                            | Броски                                                                                                | 30             |                                                                               |

| 21 мая 20:00 | Вашингтон Кэпиталз | 3 : 0 (0:0, 1:0, 2:0) | Тампа-Бэй Лайтнинг | Кэпитал Уан-арена Зрителей: 18 506 |

| Отчёт | Отчёт             | Отчёт   | Отчёт              | Отчёт                                                                        |
| --- | ----------------- | ------- | ------------------ | ---------------------------------------------------------------------------- |
| |                   |         |                    |                                                                              |
| | Брэйден Холтби    | Вратари | Андрей Василевский | Судьи: Брэд Майер Дэн О’Хэллоран Линейные судьи: Райан Гиббонс Грег Деворски |
| | Голы:             |         |                    | Судьи: Брэд Майер Дэн О’Хэллоран Линейные судьи: Райан Гиббонс Грег Деворски |
| Ти Джей Оши (бол.) — 35:12 (Н. Бекстрём, Е. Кузнецов) Деванте Смит-Пелли — 50:02 (Ч. Стивенсон, Дж. Бигл) Ти Джей Оши (п.в.) — 59:10 (Н. Бекстрём) | 1 : 0 2 : 0 3 : 0 |         |                    | Судьи: Брэд Майер Дэн О’Хэллоран Линейные судьи: Райан Гиббонс Грег Деворски |
| |                   |         |                    | Судьи: Брэд Майер Дэн О’Хэллоран Линейные судьи: Райан Гиббонс Грег Деворски |
| |                   |         |                    | Судьи: Брэд Майер Дэн О’Хэллоран Линейные судьи: Райан Гиббонс Грег Деворски |
| |                   |         |                    | Судьи: Брэд Майер Дэн О’Хэллоран Линейные судьи: Райан Гиббонс Грег Деворски |
| 9 мин | Штраф             | 7 мин   |                    | Судьи: Брэд Майер Дэн О’Хэллоран Линейные судьи: Райан Гиббонс Грег Деворски |
| |                   |         |                    |                                                                              |
| | 34                | Броски  | 24                 |                                                                              |

| 23 мая 20:00 | Тампа-Бэй Лайтнинг | 0 : 4 (0:1, 0:2, 0:1) | Вашингтон Кэпиталз | Амали-арена Зрителей: 19 092 |

| Отчёт  | Отчёт                   | Отчёт | Отчёт          | Отчёт                                                                        |
| ------ | ----------------------- | --- | -------------- | ---------------------------------------------------------------------------- |
|        |                         | |                |                                                                              |
|        | Андрей Василевский      | Вратари | Брэйден Холтби | Судьи: Уэс Макколи Келли Сазерленд Линейные судьи: Дерек Амелл Джонни Мюррей |
|        | Голы:                   | |                | Судьи: Уэс Макколи Келли Сазерленд Линейные судьи: Дерек Амелл Джонни Мюррей |
|        | 0 : 1 0 : 2 0 : 3 0 : 4 | 01:02 — Александр Овечкин (Е. Кузнецов, Т. Уилсон) 28:59 — Андре Бураковски 36:31 — Андре Бураковски (Дж. Карлсон) 56:17 — Никлас Бекстрём (п.в.) |                | Судьи: Уэс Макколи Келли Сазерленд Линейные судьи: Дерек Амелл Джонни Мюррей |
|        |                         | |                | Судьи: Уэс Макколи Келли Сазерленд Линейные судьи: Дерек Амелл Джонни Мюррей |
|        |                         | |                | Судьи: Уэс Макколи Келли Сазерленд Линейные судьи: Дерек Амелл Джонни Мюррей |
|        |                         | |                | Судьи: Уэс Макколи Келли Сазерленд Линейные судьи: Дерек Амелл Джонни Мюррей |
| 11 мин | Штраф                   | 9 мин |                | Судьи: Уэс Макколи Келли Сазерленд Линейные судьи: Дерек Амелл Джонни Мюррей |
|        |                         | |                |                                                                              |
|        | 29                      | Броски | 23             |                                                                              |

### Финал Западной конференции

#### «Виннипег Джетс» (Ц2) — «Вегас Голден Найтс» (Т1)
Первая встреча команд в плей-офф. «Вегас» выиграл у «Виннипега» два из трёх матчей регулярного чемпионата 2017/18. Для обеих команд этот финал конференции является первым в истории.
«Виннипег» одержал победу в первом матче со счётом 4:2. Забив три быстрых гола в первом периоде, «Джетс» в дальнейшем не позволили сопернику отыграться. Во втором матче победу со счётом 3:1 одержал «Вегас» и сравнял счёт в серии, лишив «Джетс» преимущества домашней площадки. «Вегас» выиграл 3-й матч со счётом 4:2 и вышел вперёд в серии. Далее «Голден Найтс» одержали ещё две победы подряд и стали 3-й в истории НХЛ командой, вышедшей в финал Кубка Стэнли в своём дебютном сезоне.
| 12 мая 19:00 | Виннипег Джетс | 4 : 2 (3:1, 1:1, 0:0) | Вегас Голден Найтс | Белл МТС Плэйс Зрителей: 15 321 |

| Отчёт | Отчёт                               | Отчёт                                                                                                 | Отчёт            | Отчёт                                                                       |
| --- | ----------------------------------- | --- | ---------------- | --------------------------------------------------------------------------- |
| |                                     | |                  |                                                                             |
| | Коннор Хеллебайк                    | Вратари                                                                                               | Марк-Андре Флёри | Судьи: Эрик Фурлатт Келли Сазерленд Линейные судьи: Скотт Черри Дерек Амелл |
| | Голы:                               | |                  | Судьи: Эрик Фурлатт Келли Сазерленд Линейные судьи: Скотт Черри Дерек Амелл |
| Дастин Бафлин — 01:05 (М. Шайфли, Б. Уилер) Патрик Лайне (бол.) — 06:49 (Б. Уилер, П. Штястны) Йоэль Армиа — 07:35 (Б. Шарот) Марк Шайфли (бол.) — 29:54 (Д. Бафлин, Б. Уилер) | 1 : 0 2 : 0 3 : 0 3 : 1 4 : 1 4 : 2 | 08:10 — Брэйден Макнэбб (Ж. Маршессо, Р. Смит) 35:55 — Вилям Карлссон (бол.) (Ж. Маршессо, Ш. Теодор) |                  | Судьи: Эрик Фурлатт Келли Сазерленд Линейные судьи: Скотт Черри Дерек Амелл |
| |                                     | |                  | Судьи: Эрик Фурлатт Келли Сазерленд Линейные судьи: Скотт Черри Дерек Амелл |
| |                                     | |                  | Судьи: Эрик Фурлатт Келли Сазерленд Линейные судьи: Скотт Черри Дерек Амелл |
| |                                     | |                  | Судьи: Эрик Фурлатт Келли Сазерленд Линейные судьи: Скотт Черри Дерек Амелл |
| 8 мин | Штраф                               | 12 мин                                                                                                |                  | Судьи: Эрик Фурлатт Келли Сазерленд Линейные судьи: Скотт Черри Дерек Амелл |
| |                                     | |                  |                                                                             |
| | 26                                  | Броски                                                                                                | 21               |                                                                             |

| 14 мая 20:00 | Виннипег Джетс | 1 : 3 (0:2, 0:0, 1:1) | Вегас Голден Найтс | Белл МТС Плэйс Зрителей: 15 321 |

| Отчёт                                            | Отчёт                   | Отчёт | Отчёт            | Отчёт                                                                   |
| ------------------------------------------------ | ----------------------- | --- | ---------------- | ----------------------------------------------------------------------- |
|                                                  |                         | |                  |                                                                         |
|                                                  | Коннор Хеллебайк        | Вратари | Марк-Андре Флёри | Судьи: Крис Руни Горд Дуайер Линейные судьи: Брайан Мёрфи Мишель Кормье |
|                                                  | Голы:                   | |                  | Судьи: Крис Руни Горд Дуайер Линейные судьи: Брайан Мёрфи Мишель Кормье |
| Кайл Коннор (бол.) — 47:17 (Н. Элерс, Т. Майерс) | 0 : 1 0 : 2 1 : 2 1 : 3 | 13:23 — Томаш Татар (Ш. Теодор, Р. Карпентер) 17:22 — Жонатан Маршессо (Р. Смит) 48:45 — Жонатан Маршессо (Р. Смит, В. Карлссон) |                  | Судьи: Крис Руни Горд Дуайер Линейные судьи: Брайан Мёрфи Мишель Кормье |
|                                                  |                         | |                  | Судьи: Крис Руни Горд Дуайер Линейные судьи: Брайан Мёрфи Мишель Кормье |
|                                                  |                         | |                  | Судьи: Крис Руни Горд Дуайер Линейные судьи: Брайан Мёрфи Мишель Кормье |
|                                                  |                         | |                  | Судьи: Крис Руни Горд Дуайер Линейные судьи: Брайан Мёрфи Мишель Кормье |
| 6 мин                                            | Штраф                   | 8 мин |                  | Судьи: Крис Руни Горд Дуайер Линейные судьи: Брайан Мёрфи Мишель Кормье |
|                                                  |                         | |                  |                                                                         |
|                                                  | 31                      | Броски | 28               |                                                                         |

| 16 мая 21:00 | Вегас Голден Найтс | 4 : 2 (1:0, 2:1, 1:1) | Виннипег Джетс | Ти-Мобайл Арена Зрителей: 18 447 |

| Отчёт | Отчёт                               | Отчёт                                                                    | Отчёт            | Отчёт                                                                         |
| --- | ----------------------------------- | ------------------------------------------------------------------------ | ---------------- | ----------------------------------------------------------------------------- |
| |                                     |                                                                          |                  |                                                                               |
| | Марк-Андре Флёри                    | Вратари                                                                  | Коннор Хеллебайк | Судьи: Марк Жоаннетт Уэс Макколи Линейные судьи: Мэтт Макферсон Джонни Мюррей |
| | Голы:                               |                                                                          |                  | Судьи: Марк Жоаннетт Уэс Макколи Линейные судьи: Мэтт Макферсон Джонни Мюррей |
| Жонатан Маршессо — 00:35 (Б. Макнэбб) Джеймс Нил — 25:40 (Э. Хаула) Алекс Так — 28:13 (Дж. Нил, Н. Шмидт) Жонатан Маршессо (п.в.) — 59:57 (Б. Макнэбб, М.-А. Флёри) | 1 : 0 1 : 1 2 : 1 3 : 1 3 : 2 4 : 2 | 25:28 — Марк Шайфли (Б. Уилер) 40:18 — Марк Шайфли (К. Коннор, Б. Уилер) |                  | Судьи: Марк Жоаннетт Уэс Макколи Линейные судьи: Мэтт Макферсон Джонни Мюррей |
| |                                     |                                                                          |                  | Судьи: Марк Жоаннетт Уэс Макколи Линейные судьи: Мэтт Макферсон Джонни Мюррей |
| |                                     |                                                                          |                  | Судьи: Марк Жоаннетт Уэс Макколи Линейные судьи: Мэтт Макферсон Джонни Мюррей |
| |                                     |                                                                          |                  | Судьи: Марк Жоаннетт Уэс Макколи Линейные судьи: Мэтт Макферсон Джонни Мюррей |
| 18 мин | Штраф                               | 22 мин                                                                   |                  | Судьи: Марк Жоаннетт Уэс Макколи Линейные судьи: Мэтт Макферсон Джонни Мюррей |
| |                                     |                                                                          |                  |                                                                               |
| | 30                                  | Броски                                                                   | 35               |                                                                               |

| 18 мая 20:00 | Вегас Голден Найтс | 3 : 2 (1:0, 1:1, 1:1) | Виннипег Джетс | Ти-Мобайл Арена Зрителей: 18 697 |

| Отчёт | Отчёт                         | Отчёт                                                                                  | Отчёт            | Отчёт                                                                        |
| --- | ----------------------------- | -------------------------------------------------------------------------------------- | ---------------- | ---------------------------------------------------------------------------- |
| |                               |                                                                                        |                  |                                                                              |
| | Марк-Андре Флёри              | Вратари                                                                                | Коннор Хеллебайк | Судьи: Брэд Майер Дэн О’Хэллоран Линейные судьи: Грег Деворски Райан Гиббонс |
| | Голы:                         |                                                                                        |                  | Судьи: Брэд Майер Дэн О’Хэллоран Линейные судьи: Грег Деворски Райан Гиббонс |
| Вильям Карлссон (бол.) — 02:25 (Ж. Маршессо, Р. Смит) Томаш Носек — 30:12 (П.-Э. Белльмар, Л. Сбиса) Райлли Смит — 53:02 | 1 : 0 1 : 1 2 : 1 2 : 2 3 : 2 | 29:29 — Патрик Лайне (бол.) (Д. Бафлин, Б. Уилер) 45:34 — Тайлер Майерс (Дж. Рословик) |                  | Судьи: Брэд Майер Дэн О’Хэллоран Линейные судьи: Грег Деворски Райан Гиббонс |
| |                               |                                                                                        |                  | Судьи: Брэд Майер Дэн О’Хэллоран Линейные судьи: Грег Деворски Райан Гиббонс |
| |                               |                                                                                        |                  | Судьи: Брэд Майер Дэн О’Хэллоран Линейные судьи: Грег Деворски Райан Гиббонс |
| |                               |                                                                                        |                  | Судьи: Брэд Майер Дэн О’Хэллоран Линейные судьи: Грег Деворски Райан Гиббонс |
| 8 мин | Штраф                         | 4 мин                                                                                  |                  | Судьи: Брэд Майер Дэн О’Хэллоран Линейные судьи: Грег Деворски Райан Гиббонс |
| |                               |                                                                                        |                  |                                                                              |
| | 29                            | Броски                                                                                 | 37               |                                                                              |

| 20 мая 15:00 | Виннипег Джетс | 1 : 2 (1:1, 0:1, 0:0) | Вегас Голден Найтс | Белл МТС Плэйс Зрителей: 15 321 |

| Отчёт                            | Отчёт            | Отчёт                                                                    | Отчёт            | Отчёт                                                                       |
| -------------------------------- | ---------------- | ------------------------------------------------------------------------ | ---------------- | --------------------------------------------------------------------------- |
|                                  |                  |                                                                          |                  |                                                                             |
|                                  | Коннор Хеллебайк | Вратари                                                                  | Марк-Андре Флёри | Судьи: Эрик Фурлатт Келли Сазерленд Линейные судьи: Скотт Черри Дерек Амелл |
|                                  | Голы:            |                                                                          |                  | Судьи: Эрик Фурлатт Келли Сазерленд Линейные судьи: Скотт Черри Дерек Амелл |
| Джош Моррисси — 17:14 (Б. Литтл) | 0 : 1 : 1 1 : 2  | 05:11 — Алекс Так (Р. Карпентер) 33:21 — Райан Ривз (Л. Сбиса, Т. Носек) |                  | Судьи: Эрик Фурлатт Келли Сазерленд Линейные судьи: Скотт Черри Дерек Амелл |
|                                  |                  |                                                                          |                  | Судьи: Эрик Фурлатт Келли Сазерленд Линейные судьи: Скотт Черри Дерек Амелл |
|                                  |                  |                                                                          |                  | Судьи: Эрик Фурлатт Келли Сазерленд Линейные судьи: Скотт Черри Дерек Амелл |
|                                  |                  |                                                                          |                  | Судьи: Эрик Фурлатт Келли Сазерленд Линейные судьи: Скотт Черри Дерек Амелл |
| 4 мин                            | Штраф            | 8 мин                                                                    |                  | Судьи: Эрик Фурлатт Келли Сазерленд Линейные судьи: Скотт Черри Дерек Амелл |
|                                  |                  |                                                                          |                  |                                                                             |
|                                  | 32               | Броски                                                                   | 32               |                                                                             |

## Финал Кубка Стэнли

### «Вегас Голден Найтс» (Т1) — «Вашингтон Кэпиталз» (С1)
Первая встреча «Вегас Голден Найтс» и «Вашингтон Кэпиталз» в плей-офф. «Вегас» выиграл у «Вашингтона» оба матча регулярного чемпионата 2017/18. Для дебютанта лиги «Вегас Голден Найтс» этот финал является первым в истории клуба, а «Вашингтон Кэпиталз» второй раз участвует в финале Кубка Стэнли. Впервые «Вашингтон» участвовал в финале в 1998 году, где уступил «Детройт Ред Уингз» в четырёх матчах.
| 28 мая 2018 20:00 | Вегас Голден Найтс | 6 : 4 (2:2, 1:1, 3:1) | Вашингтон Кэпиталз | Ти-Мобайл Арена Зрителей: 18 575 |

| Отчёт | Отчёт                                               | Отчёт | Отчёт          | Отчёт                                                                        |
| --- | --------------------------------------------------- | --- | -------------- | ---------------------------------------------------------------------------- |
| |                                                     | |                |                                                                              |
| | Марк-Андре Флёри                                    | Вратари | Брэйден Холтби | Судьи: Мак Жоаннетт Уэс Макколи Линейные судьи: Мэтт Макферсон Джонни Мюррей |
| | Голы:                                               | |                | Судьи: Мак Жоаннетт Уэс Макколи Линейные судьи: Мэтт Макферсон Джонни Мюррей |
| Колин Миллер (бол.) — 07:15 (Э. Хаула) Вильям Карлссон — 18:19 (Р. Смит, Д. Энгелланд) Райлли Смит — 23:21 (Д. Энгелланд, Ж. Маршессо) Райан Ривз — 42:41 Томаш Носек — 49:44 (Ш. Теодор) Томаш Носек (п.в.) — 59:57 (Д. Перрон) | 1 : 0 1 : 1 : 2 : 2 3 : 2 3 : 3 : 4 : 4 5 : 4 6 : 4 | 14:41 — Бретт Коннолли (М. Кемпни, А. Бураковски) 15:23 — Никлас Бекстрём (Ти Джей Оши, Я. Врана) 28:29 — Джон Карлсон (Ти Джей Оши, Н. Бекстрём) 41:10 — Том Уилсон (А. Овечкин, Е. Кузнецов) |                | Судьи: Мак Жоаннетт Уэс Макколи Линейные судьи: Мэтт Макферсон Джонни Мюррей |
| |                                                     | |                | Судьи: Мак Жоаннетт Уэс Макколи Линейные судьи: Мэтт Макферсон Джонни Мюррей |
| |                                                     | |                | Судьи: Мак Жоаннетт Уэс Макколи Линейные судьи: Мэтт Макферсон Джонни Мюррей |
| |                                                     | |                | Судьи: Мак Жоаннетт Уэс Макколи Линейные судьи: Мэтт Макферсон Джонни Мюррей |
| 4 мин | Штраф                                               | 4 мин |                | Судьи: Мак Жоаннетт Уэс Макколи Линейные судьи: Мэтт Макферсон Джонни Мюррей |
| |                                                     | |                |                                                                              |
| | 34                                                  | Броски | 28             |                                                                              |

| 30 мая 2018 20:00 | Вегас Голден Найтс | 2 : 3 (1:1, 1:2, 0:0) | Вашингтон Кэпиталз | Ти-Мобайл Арена Зрителей: 18 702 |

| Отчёт                                                                                    | Отчёт                       | Отчёт | Отчёт          | Отчёт                                                                      |
| ---------------------------------------------------------------------------------------- | --------------------------- | --- | -------------- | -------------------------------------------------------------------------- |
|                                                                                          |                             | |                |                                                                            |
|                                                                                          | Марк-Андре Флёри            | Вратари | Брэйден Холтби | Судьи: Крис Руни Келли Сазерленд Линейные судьи: Дерек Аммел Грег Деворски |
|                                                                                          | Голы:                       | |                | Судьи: Крис Руни Келли Сазерленд Линейные судьи: Дерек Аммел Грег Деворски |
| Джеймс Нил — 07:58 (Л. Сбиса, К. Миллер) Ши Теодор (бол.) — 37:47 (Р. Смит, В. Карлссон) | 1 : 0 1 : 1 : 2 1 : 3 2 : 3 | 17:27 — Ларс Эллер (М. Кемпни, А. Бураковски) 25:38 — Александр Овечкин (Л. Эллер, Н. Бекстрём) 29:41 — Брукс Орпик (Л. Эллер, А. Бураковски) |                | Судьи: Крис Руни Келли Сазерленд Линейные судьи: Дерек Аммел Грег Деворски |
|                                                                                          |                             | |                | Судьи: Крис Руни Келли Сазерленд Линейные судьи: Дерек Аммел Грег Деворски |
|                                                                                          |                             | |                | Судьи: Крис Руни Келли Сазерленд Линейные судьи: Дерек Аммел Грег Деворски |
|                                                                                          |                             | |                | Судьи: Крис Руни Келли Сазерленд Линейные судьи: Дерек Аммел Грег Деворски |
| 23 мин                                                                                   | Штраф                       | 14 мин |                | Судьи: Крис Руни Келли Сазерленд Линейные судьи: Дерек Аммел Грег Деворски |
|                                                                                          |                             | |                |                                                                            |
|                                                                                          | 39                          | Броски | 26             |                                                                            |

| 2 июня 2018 20:00 | Вашингтон Кэпиталз | 3 : 1 (0:0, 2:0, 1:1) | Вегас Голден Найтс | Кэпитал Уан-арена Зрителей: 18 506 |

| Отчёт | Отчёт                   | Отчёт                                | Отчёт            | Отчёт                                                                         |
| --- | ----------------------- | ------------------------------------ | ---------------- | ----------------------------------------------------------------------------- |
| |                         |                                      |                  |                                                                               |
| | Брэйден Холтби          | Вратари                              | Марк-Андре Флёри | Судьи: Марк Жоаннетт Уэс Макколи Линейные судьи: Джонни Мюррей Мэтт Макферсон |
| | Голы:                   |                                      |                  | Судьи: Марк Жоаннетт Уэс Макколи Линейные судьи: Джонни Мюррей Мэтт Макферсон |
| Александр Овечкин — 21:10 (Дж. Карлсон, Е. Кузнецов) Евгений Кузнецов — 32:50 (Дж. Бигл, Ти Джей Оши) Деванте Смит-Пелли — 53:53 (Дж. Бигл) | 1 : 0 2 : 0 2 : 1 3 : 1 | 43:29 — Томаш Носек (П.-Э. Белльмар) |                  | Судьи: Марк Жоаннетт Уэс Макколи Линейные судьи: Джонни Мюррей Мэтт Макферсон |
| |                         |                                      |                  | Судьи: Марк Жоаннетт Уэс Макколи Линейные судьи: Джонни Мюррей Мэтт Макферсон |
| |                         |                                      |                  | Судьи: Марк Жоаннетт Уэс Макколи Линейные судьи: Джонни Мюррей Мэтт Макферсон |
| |                         |                                      |                  | Судьи: Марк Жоаннетт Уэс Макколи Линейные судьи: Джонни Мюррей Мэтт Макферсон |
| 4 мин | Штраф                   | 8 мин                                |                  | Судьи: Марк Жоаннетт Уэс Макколи Линейные судьи: Джонни Мюррей Мэтт Макферсон |
| |                         |                                      |                  |                                                                               |
| | 26                      | Броски                               | 22               |                                                                               |

| 4 июня 2018 20:00 | Вашингтон Кэпиталз | 6 : 2 (3:0, 1:0, 2:2) | Вегас Голден Найтс | Кэпитал Уан-арена Зрителей: 18 506 |

| Отчёт | Отчёт                                           | Отчёт                                                                                | Отчёт            | Отчёт                                                                      |
| --- | ----------------------------------------------- | ------------------------------------------------------------------------------------ | ---------------- | -------------------------------------------------------------------------- |
| |                                                 |                                                                                      |                  |                                                                            |
| | Брэйден Холтби                                  | Вратари                                                                              | Марк-Андре Флёри | Судьи: Келли Сазерленд Крис Руни Линейные судьи: Грег Деворски Дерек Амелл |
| | Голы:                                           |                                                                                      |                  | Судьи: Келли Сазерленд Крис Руни Линейные судьи: Грег Деворски Дерек Амелл |
| Ти Джей Оши (бол.) — 09:54 (Е. Кузнецов, Н. Бекстрём) Тим Уилсон — 16:26 (Е. Кузнецов) Деванте Смит-Пелли — 19:39 (М. Нисканен, А. Овечкин) Джон Карлсон (бол.) — 35:23 (Е. Кузнецов, Ти Джей Оши) Михал Кемпни — 53:39 (Н. Бекстрём, Ти Джей Оши) Бретт Коннолли (бол.) — 58:51 (Н. Бекстрём, Е. Кузнецов) | 1 : 0 2 : 0 3 : 0 4 : 0 4 : 1 4 : 2 5 : 2 6 : 2 | 45:43 — Джеймс Нил (Э. Хаула, К. Миллер) 52:26 — Райлли Смит (Ж. Маршессо, Л. Сбиса) |                  | Судьи: Келли Сазерленд Крис Руни Линейные судьи: Грег Деворски Дерек Амелл |
| |                                                 |                                                                                      |                  | Судьи: Келли Сазерленд Крис Руни Линейные судьи: Грег Деворски Дерек Амелл |
| |                                                 |                                                                                      |                  | Судьи: Келли Сазерленд Крис Руни Линейные судьи: Грег Деворски Дерек Амелл |
| |                                                 |                                                                                      |                  | Судьи: Келли Сазерленд Крис Руни Линейные судьи: Грег Деворски Дерек Амелл |
| 20 мин | Штраф                                           | 32 мин                                                                               |                  | Судьи: Келли Сазерленд Крис Руни Линейные судьи: Грег Деворски Дерек Амелл |
| |                                                 |                                                                                      |                  |                                                                            |
| | 23                                              | Броски                                                                               | 30               |                                                                            |

| 7 июня 2018 20:00 | Вегас Голден Найтс | 3 : 4 (0:0, 3:2, 0:2) | Вашингтон Кэпиталз | Ти-Мобайл Арена Зрителей: 18 529 |

| Отчёт | Отчёт                               | Отчёт | Отчёт          | Отчёт                                                                         |
| --- | ----------------------------------- | --- | -------------- | ----------------------------------------------------------------------------- |
| |                                     | |                |                                                                               |
| | Марк-Андре Флёри                    | Вратари | Брэйден Холтби | Судьи: Марк Жоаннетт Уэс Макколи Линейные судьи: Джонни Мюррей Мэтт Макферсон |
| | Голы:                               | |                | Судьи: Марк Жоаннетт Уэс Макколи Линейные судьи: Джонни Мюррей Мэтт Макферсон |
| Нэйт Шмидт — 29:40 (Р. Смит, Ж. Маршессо) Давид Перрон — 32:56 (Т. Татар, К. Миллер) Райлли Смит (бол.) — 39:31 (А. Так, Ш. Теодор) | 0 : 1 : 1 1 : 2 : 2 3 : 2 3 : 3 : 4 | 26:24 — Якуб Врана (Т. Уилсон, Е. Кузнецов) 30:14 — Александр Овечкин (бол.) (Н. Бекстрём, Дж. Карлсон) 49:52 — Деванте Смит-Пелли (Б. Орпик) 52:23 — Ларс Эллер (Б. Коннолли, А. Бураковски) |                | Судьи: Марк Жоаннетт Уэс Макколи Линейные судьи: Джонни Мюррей Мэтт Макферсон |
| |                                     | |                | Судьи: Марк Жоаннетт Уэс Макколи Линейные судьи: Джонни Мюррей Мэтт Макферсон |
| |                                     | |                | Судьи: Марк Жоаннетт Уэс Макколи Линейные судьи: Джонни Мюррей Мэтт Макферсон |
| |                                     | |                | Судьи: Марк Жоаннетт Уэс Макколи Линейные судьи: Джонни Мюррей Мэтт Макферсон |
| 12 мин | Штраф                               | 8 мин |                | Судьи: Марк Жоаннетт Уэс Макколи Линейные судьи: Джонни Мюррей Мэтт Макферсон |
| |                                     | |                |                                                                               |
| | 31                                  | Броски | 33             |                                                                               |

## Статистика игроков

### Полевые игроки
| Игрок             | Команда            | И  | Г  | П  | Очки | +/- |
| ----------------- | ------------------ | -- | -- | -- | ---- | --- |
| Евгений Кузнецов  | Вашингтон Кэпиталз | 24 | 12 | 20 | 32   | +12 |
| Александр Овечкин | Вашингтон Кэпиталз | 24 | 15 | 12 | 27   | +8  |
| Никлас Бекстрём   | Вашингтон Кэпиталз | 20 | 5  | 18 | 23   | -1  |
| Райлли Смит       | Вегас Голден Найтс | 20 | 5  | 17 | 22   | +5  |
| Джейк Генцел      | Питтсбург Пингвинз | 12 | 10 | 11 | 21   | +10 |
| Сидни Кросби      | Питтсбург Пингвинз | 12 | 9  | 12 | 21   | +7  |
| Жонатан Маршессо  | Вегас Голден Найтс | 20 | 8  | 13 | 21   | +8  |
| Ти Джей Оши       | Вашингтон Кэпиталз | 24 | 8  | 13 | 21   | +5  |
| Блейк Уилер       | Виннипег Джетс     | 17 | 3  | 18 | 21   | +2  |
| Марк Шайфли       | Виннипег Джетс     | 17 | 14 | 6  | 20   | +6  |

### Вратари
| Игрок            | Команда            | И  | В  | КН   | %ОБ  | СМ |
| ---------------- | ------------------ | -- | -- | ---- | ---- | -- |
| Брэйден Холтби   | Вашингтон Кэпиталз | 23 | 16 | 2.16 | 92,2 | 2  |
| Марк-Андре Флёри | Вегас Голден Найтс | 20 | 13 | 2.24 | 92,7 | 4  |
| Мартин Джонс     | Сан-Хосе Шаркс     | 10 | 6  | 2.26 | 92,8 | 2  |
| Коннор Хеллебайк | Виннипег Джетс     | 17 | 9  | 2.36 | 92,2 | 2  |
| Мэтт Мюррей      | Питтсбург Пингвинз | 12 | 6  | 2.43 | 90,8 | 2  |